# 終わりのセラフ
『終わりのセラフ』（おわりのセラフ、英題：Seraph of the end）は、鏡貴也（原作）、山本ヤマト（漫画）、降矢大輔（コンテ構成）による日本の漫画作品。『ジャンプスクエア』（集英社）2012年10月号より連載中、単行本はジャンプコミックスから刊行されている。
また講談社ラノベ文庫より漫画原作者の鏡による小説『終わりのセラフ 一瀬グレン、16歳の破滅』（おわりのセラフ いちのせグレン じゅうろくさいのカタストロフィ）も刊行され、山本ヤマトがイラストを担当した。2017年12月からは続編となる『終わりのセラフ 一瀬グレン、19歳の世界再誕』（おわりのセラフ いちのせグレン じゅうきゅうさいのリザレクション）の刊行が開始され、浅見ようがイラストを担当している。

## 概要
鏡貴也が手がけた、初の漫画原作の連載作品である。漫画連載開始に際してジャンプSQの編集担当者は「作画の山本先生による世界観・衣装・武器・キャラクターデザインに注目いただくほかに、原作の鏡先生にとって初となるマンガ用書き下ろしであり、今後皆さんに驚いていただけるような予想を裏切るメディア展開も準備しています」との趣旨でコメントしている。その後講談社ラノベ文庫にて鏡により小説が執筆されることが発表され、2013年1月に漫画・小説それぞれの単行本第1巻が同時発売された。
出版社をまたがったメディアミックスについては、講談社ラノベ文庫の担当編集者へのインタビューにおいて「集英社の担当編集者と従来から交流があり、機会があれば組んでやりたいという話をしていた。『ジャンプSQ』で山本先生の次回作の原作者を探していたその時期に、講談社ラノベ文庫では鏡先生の新作の話をしており、山本先生の原作のお話をしたところ大変興味を持っていただけた」との趣旨で、企画の発端について語られている。
作品内における時系列としては、小説で描かれる世界は漫画で描かれる人間社会滅亡後の世界の8年前で、滅亡直前の時期という設定となっている。小説における主人公は15歳（ストーリー中で16歳）の一瀬グレンであり、漫画における主人公は百夜優一郎、一瀬グレンは24歳に成長した形で描写される。
2013年にVOMIC化された。2014年8月にはテレビアニメ化が発表され、2015年4月より12月まで放送された。2017年6月6日発売の『月刊少年マガジン』7月号より2022年2月4日発売の3月号まで、小説のコミカライズを連載。
2022年10月時点でシリーズ累計部数は1500万部を突破している。

## あらすじ

### 漫画のあらすじ
突然発生したウイルスにより大人たちが死に絶え、人間社会が崩壊してから4年。残された子供たちは吸血鬼たちが住む地下都市に囚われ、血液を提供する代わりに生かされるという家畜同然の生活を送っていた。その中の一人、百夜優一郎は「家族」である百夜ミカエラたちと共に地下からの脱出を図るが、ミカエラたちは脱出計画に気付いた吸血鬼たちの手にかかって死亡し、優一郎は唯一地上へ帰還する。
それから4年後、吸血鬼への強い憎しみを胸に秘めた優一郎はミカエラが吸血鬼として蘇ったことを知らないまま、帝鬼軍の門を叩く。
第1巻
日本帝鬼軍に入隊した優一郎は目の前に現れたヨハネの四騎士を一人で倒すが、命令違反による謹慎で第二渋谷高校に通うことになった。優一郎は、自身の監視役である軍の柊シノアから、上司の一瀬グレン中佐の命令“友達を一人でも作らない限り謹慎を解かない”ことを伝えられる。その時、初の友達となる不良三人組にいじめられていた早乙女与一と出会う。
しかし、そんな矢先に隣接していた研究所から脱走して学校に侵入した吸血鬼を倒すために優一郎は刀と銃を操り応戦し、危うく殺されかけるも、与一やグレンの協力により吸血鬼を倒す。この件がきっかけで優一郎と与一は月鬼ノ組への配属が決定した。
その一方で、地下の吸血鬼の第三首都サングィネムでは死亡したと思われていたミカエラが吸血鬼となって生きていた。
第2巻
晴れて月鬼ノ組研修教室へ移動になった与一と優一郎だったが、優一郎は初日から問題児である君月士方と喧嘩になる。一週間後の鬼呪装備適性試験に向けての訓練で、ペアを組むことになった優一郎と君月のもとに、民間病院に入院している君月の妹が危篤の状態だと連絡が入る。それでも訓練を優先しようする君月は優一郎により説得され、共に妹の入院先へと向かう。何とか危機を脱したものの、ウイルスにより民間病院ではもう手の施しようがない状態にあった。そんな妹の治療を受けさせるために君月は月鬼ノ組への入隊を志望していた。後日、優一郎、君月、与一はグレンが所有する黒鬼の攻撃に耐えて合格し、鬼呪装備の中の最高ランクである“黒鬼”シリーズに挑戦する。優一郎は黒鬼を条件付きで契約（使役）が成功し、黒鬼シリーズの阿朱羅丸を手に入れる。君月も契約を成功させるが、与一は力が足らずに一度は黒鬼に呑み込まれるも、優一郎達の助けにより黒鬼との契約に成功させる。
第3巻
月鬼ノ組に配属され、チームを組むことになった優一郎、君月、与一とシノアは新しい仲間である三宮三葉と出会う。グレンはシノア率いるシノア隊に「原宿にいる吸血鬼を殲滅してそこにいる人間達を解放し、新宿に向かえ」という初任務を与える。吸血鬼たちを殲滅させ原宿近辺に残っている人間達を解放したシノア隊は、新宿に向かう。一方、グレン率いるグレン隊は、新宿を襲撃しているミカエラや吸血鬼の貴族と戦うことになる。
第4巻
グレンの元に向かう最中、優一郎はシノアから鬼呪装備の本来の力を引き出すための薬を渡される。一方、前線ではグレンとミカエラが戦っていたが、グレンはミカエラの強さに圧倒される。到着した優一郎は吸血鬼であるミカエラをミカエラだとは知らないまま剣で刺してしまう。ミカエラと気付き動揺する優一郎は、吸血鬼達に仲間を殺されそうになったとき、自身の人間でない部分が暴走する。グレンの指示を受けたシノアの行動により優一郎の暴走は止まる。その時、月鬼ノ組の本隊が到着して吸血鬼達を撤退させる。7日経ち昏睡状態から目を覚ました優一郎はミカエラが殲滅されずに逃げたことをシノアから聞く。そして優一郎はミカエラを、ミカエラは優一郎を救うと決意する。
第5巻
吸血鬼達の新宿襲撃戦から7日後、優一郎は柊暮人に呼び出されて尋問を受ける。尋問では暮人に吸血鬼側のスパイだと疑われ、更に自分が暮らしていた孤児院が身寄りのない子供を集めて人体実験をしていたことを知らされる。また、鬼呪装備の「具現化」や「憑依化」を知る。尋問後、優一郎達は「憑依化」や「具現化」を使えるようになるために訓練を開始し、優一郎や君月が苦戦する中、与一は早々に具現化に成功する。
第6巻
阿朱羅丸との苦戦の末に勝利した優一郎は、憑依化に成功する。優一郎に次いで君月も訓練を開始し、鬼籍王の強さに苦戦したものの、憑依化に成功した。
その頃、地下都市サングィネムでは吸血鬼と人間との大戦争を始めるための準備が着々と進められていた。それを知った暮人は、グレンに吸血鬼殲滅部隊を率いて名古屋に拠点を作っている吸血鬼の貴族達を倒して拠点を奪うよう命令する。優一郎達も、名古屋決戦のために名古屋に向かい、ミカエラも優一郎を救うため、他の吸血鬼と共に名古屋へと向かう。
第7巻
集合場所に向かう途中、シノアの悪ふざけにより遅刻したシノア隊の面々はグレンにより怒られる。グレンはシノアに危機意識の無さを自覚させるために、連帯責任としてシノア隊にグレン、十条美十、柊深夜の3人との戦闘を科す。しかし、チームワークが取れていないシノア隊はグレン達に惨敗し、自分達の未熟さを痛感させられる。
優一郎達は鳴海真琴率いる鳴海隊と合同で貴族の一人・ルカル・ウェスカーを始末するために任務に就く。そして、与一と深夜による攻撃の開始によりルカルとの戦闘が始まる。
第8巻
ルカルの攻撃に対し苦戦を強いられるシノア隊達だったが、君月の奇策により無事にルカルを始末する。しかし、名古屋市役所を襲撃していた部隊が壊滅的状況まで追い込まれるなど戦況は不利になりつつあった。そして、グレン達は人質に取られた隊員達の救出と貴族であるクローリー・ユースフォードを始末すべく行動を開始し、隊員を次々と解放していくが、圧倒的な強さを誇るクローリーにグレン達は次第に追い詰められていく。
第9巻
名古屋で月鬼ノ組が吸血鬼を相手に劣勢を強いられている中、新宿では第七天使の移設準備が進められていた。
名古屋市役所では、クローリーに追い詰められるグレンに深夜や優一郎が応戦するもクローリーや部下のホーン・スクルドやチェス・ベルには敵わず、とうとうグレンを犠牲にせざるを得ない状況に陥る。優一郎は鬼呪促進剤を2錠服用して更なる力を得ようとしたが、多量摂取により臓器が破裂し死亡する。だが、天使の力により生かされていると阿朱羅丸は優一郎に告げる。そして、阿朱羅丸は心臓が再び動き出した優一郎を修復し力を授ける。復活した優一郎は更に暴走するが、グレンの指示で動いた君月の手により暴走は収まる。戦線から離脱を図る一行の前にミカエラが立ち塞がる。
第10巻
クローリーの前に撤退を余儀なくされた月鬼ノ組はグレンを市役所に残し、日本帝鬼軍のヘリが待つ名古屋空港へ急ぐ。その頃、クルル・ツェペシ率いる京都の吸血鬼が市役所に向かっていた。ミカエラは吸血鬼が来たら優一郎を救えないことからその場で優一郎を救う事に決め、優一郎を連れ去ろうとするが、月鬼ノ組の攻撃に遭う。しかし、シノアが機転を利かせてミカエラを逃がす。その頃ミカエラはどこかに身を潜めるが、吸血欲を抑えるのが限界に達しつつあった。しかし、優一郎に飲むように言われた事からミカエラは優一郎の血を飲み完全に吸血鬼となる。そして、ミカエラと優一郎は名古屋空港に向かう。名古屋空港では、用意されているはずの逃走用のヘリが無く鳴海と柊深夜は口論になる。口論の末、深夜は任務を放棄すると宣言する。グレンは名古屋市役所前交差点で吸血鬼から拷問を受けていた。そして、グレンは新宿に吸血鬼を誘導しようとするが、吸血鬼の激しい拷問により、真昼に取り憑かれ吸血鬼を覆す。そして、グレンはクルルに終わりのセラフの実験を名古屋空港で行うと伝える。
第11巻
シノアや深夜たちがいる名古屋空港に柊暮人中将率いる帝鬼軍が現れ、突然、終わりのセラフの実験が開始される。次々と帝鬼軍の隊員たちが実験の餌食となる中、優一郎とミカエラが駆け付ける。その後グレンも姿を現すが、実験の意図を問いただす優一郎の言葉も聞かず、刀で斬りつける。意識が朦朧とする優一郎は阿朱羅丸との会話の中、家族を守るために天使のラッパを手にする。終わりのセラフを発動した天使たる優一郎は、禁忌に手を出した人間を滅しようとするが、阿朱羅丸に説得され、気絶する。その混乱の中、フェリドはクローリーと共にクルルを急襲し、反逆者として吊るし上げ、その地位を奪う。その後、帝鬼軍を離れることを決意したシノア達は、ミカエラと共に漁村でひっそりと生活し、一日の半分が鬼になるようになってしまった優一郎を保護していた。ミカエラとシノアら人間との間で、今後の方針について意見が食い違うが、最終的に、優一郎を救うことができる可能性があるクルルを救出し、現状を打開することで意見が一致する。しかしその時、シノア達の元に再び危機が迫っていた。
第12巻
シノア達の元に現れたフェリドとクローリーは手を組むよう要求し、優一郎達はそれを承諾する。しかしフェリドは、殺したはずの百夜孤児院の子供の首を持っており、それを見た優一郎は暴走してしまうが、グレンが使用しているものと同じ薬を優一郎に注射し、暴走を止める。その後仕方なくフェリド達と行動を共にするが、その道中でフェリドから世界の崩壊に関する信じられない話を聞く。一方、柊暮人は柊天利に対するクーデターを計画していた。
第13巻
フェリドはクローリーや優一郎達を連れて、グレンとの待ち合わせ場所である大阪湾へ向かう。しかし、フェリドは大阪湾に現れたウルド・ギールスやレスト・カーに捕らえられ、クルルの裏切りやサングィネムを人間に奪われた罰としてクルルと共に「日光拷問」の刑に処せられる。優一郎はクルルやフェリドを救うことを決め、クローリーと共に優一郎の中のセラフを手懐ける訓練をすることになった。
第14巻
拷問官である第五位始祖キ・ルクを倒すべく訓練をするため、大阪のフェリド邸に来た優一郎達であったが、その地下に殺された百夜孤児院の子供たちや、鳴海隊の仲間、さらには1000年前のクローリーの知人といった死体が保管されていることを知る。
第15巻
地下いた優一郎たちの元にグレンが現れる。グレンの話によって、フェリドが言った「世界滅亡はグレンが死んだ深夜達を蘇生したために下った天罰によって起こった」ことが真実であることが裏付けられた。しかし、世界滅亡はグレンが蘇生を行うことすら想定された、何者かによる壮大な計画の一部であることが分かり、それには柊家が関わっているが、柊家すら何者かに操られていることがグレンの口から語られる。また、グレンは「人類の全蘇生」が目的だというが、誰もが半信半疑で、特にミカエラはあり得ないと一蹴する。だが、グレンは優一郎が全蘇生の鍵であるといい、優一郎のセラフを手懐ける訓練が始まる。一方、東京では暮人によるクーデターが始まり、人ではなくなっていた天利を相手に苦戦するが、セラフを発動させ、天利を殺すことに成功する。しかし、その直後「一番最初の吸血鬼」を名乗る「四鎌童子」が現れ、取り憑かれてしまう。
第16巻
フェリドとクルルを救うため、ルクとの闘いが始まる。第五位の力は圧倒的で、クローリーを含めた布陣でも苦戦を強いられるが、フェリドを救うことに成功する。しかし、ルクはクルルを連れてその場を離れることを決め、逃げられてしまう。優一郎はセラフを発動したことにより気絶し、一行は名古屋にあるグレンの実家である研究施設へ行く。そこには優一郎と同じセラフを発動した第六天使が封印されていた。
第17巻
優一郎は封印された天使を救うことを決め、交戦の末、グレンが持つ薬を打つことによってセラフの発動を停止させることに成功する。するとその体内から十字架の形をしたナイフが飛び出し、フェリドが手にする。天使が消えた瞬間、元第二位始祖リーグ・スタフォードやウルドが世界が変わったことを認識する。そして、リーグの手にも二本のナイフがあることが確認される。フェリドは世界を救うために必要だというが、グレンは何も答えず、東京へ向かうと言う。また、吸血鬼サイドでは、ルクの助言によりクルルが復活し、クルルの回想により、クルルと阿朱羅丸の吸血鬼化される以前の兄妹時代の話が描かれる。
第18巻
グレンや優一郎達は東京へ帰還する。グレン、深夜、シノアは暮人と会うが、既に暮人は四鎌童子に取り憑かれていた。四鎌童子はシノアと対話し、シノアを乗っ取るため、優一郎に恋心を抱いていることを指摘した上、優一郎を人間に戻す方法を知っていると言ってシノアを動揺させ、心の壁を下げさせようとする。さらに、その場に現れた優一郎の心に入り込み、阿朱羅丸と優一郎を殺そうとし、それを助けに来たシノアを乗っ取ることに成功する。これによって、シノアの吸血鬼化が始まってしまう。
第19巻
目覚めたシノアは真祖に乗っ取られていた。真祖を止めようとするフェリドやグレン達だったが、圧倒的な力を見せる真祖にまるで歯が立たない。そんな中、優一郎は帝鬼軍内に潜り込んだ百夜教に連れ去られてしまう。真祖、吸血鬼、帝鬼軍が交戦するところへリーグ率いる百夜教が現れるが、そこで真昼とグレンが密かに裏切りの計画を実行しようとする。

### 小説のあらすじ
第1巻
人間世界滅亡前の最後の春。呪術組織「帝ノ月」の宗家である一瀬家の次期当主候補・一瀬グレンは、反目し合う呪術組織「帝ノ鬼」が牛耳る呪術師養成学校・第一渋谷高校に入学する。周囲はほぼ全て帝ノ鬼に組する敵という環境の中で、グレンは己の実力を隠して生徒や教師からの差別に耐えるが、帝ノ鬼の幹部クラスの子息である十条美十や五士典人、さらにはグレンがかつて幼い恋をした柊家の次期当主候補・柊真昼の許婚・柊深夜らはグレンに対し、関心を持つ。
その後、生徒同士の直接対峙により優劣を決める選抜術式試験の中、突如として第一渋谷高校は何者かに襲撃され、多数の死傷者が出る。襲撃を何とか切り抜けたグレンは、その背後で進行している帝ノ鬼と日本最大の呪術組織「百夜教」の争いを知る。
第2巻
襲撃被害による臨時休校から明けた第一渋谷高校で、グレンは相変わらず己の実力を隠す振る舞いを続けていた。しかし、第一渋谷高校の生徒会長・柊暮人によって、その試みは妨げられることとなる。柊家の中でも抜群の実力を有し、真昼と並ぶ次期当主の有力候補とされる暮人の下につくことを、グレンは余儀なくされる。
そんな中、ある日突然に上野地区が百夜教によって封鎖される。これまでに封鎖地区に送り込まれた帝ノ鬼の調査部隊はいずれも全滅しており、暮人に封鎖地区の偵察を命じられたグレンは、深夜・美十・典人と、己の従者・花依小百合や雪見時雨との混成チームで調査に赴く。
第3巻
暮人の配下に組み込まれる形となり、第一渋谷高校内でのグレンの立場は「柊暮人の直属の部下に選ばれた者」として劇的に改善した。しかし、百夜教と帝ノ鬼との間の抗争はますます激しくなり、伏せられていた抗争勃発の事実が、暮人を陥れて帝ノ鬼内に亀裂を生もうと目論む真昼の策略により、明るみに出てしまう。どのように振る舞えばとばっちりを極力受けずに済むのか、これまで事情を知らされていなかった者が大半を占める第一渋谷高校内には緊張が走る。
一方、深夜経由でグレンの元に百夜教から情報交換実施の申し出が届き、彼と深夜は待ち合わせ場所に赴く。しかし、そこで遭遇したのは吸血鬼に襲撃されてなすすべもなく壊滅する、百夜教戦闘員たちの姿であった。何とか吸血鬼の襲撃をかわしたものの、翌日に暮人から呼び出された場で、グレンは事態の背後で糸を引いている真昼への対処を求められる。日本でも第1位と第2位の呪術組織を単身相手にし、効果をあげつつある真昼が10年の時を経て再びグレンと交差する。
第4巻
一気に緊迫した事態を打開すべく、グレンは禁断の力である鬼呪装備に手を出す。鬼呪の威力は壮絶であり、第一渋谷高校を襲撃した百夜教の部隊を苦もなく駆逐していくが、制御が不十分な鬼呪の力を振るうことは、グレン自身の中の鬼にさらに力を与える行為でもあった。生命の危機にあった小百合や時雨、典人、美十を救うものの、グレンの人間としての理性が失われる寸前にあったところ、帝ノ鬼精鋭部隊を率いた深夜による封じ込めが何とか間に合う。その直後、より制御された鬼呪の力を自らに得た深夜・典人・美十らによりグレンの中の鬼も制御下に置かれる。一連の騒動の過程で、小百合や時雨、父・一瀬栄ら帝ノ月に属する者たちをこれまで以上に明白な形で暮人に人質に取られることとなったグレンは、それでも自分を選ぶ深夜・典人・美十と改めてチームを組む。
鬼呪研究の進展に伴い状況が急激に変化した結果、一旦手を組む形となった帝ノ鬼と百夜教に捜索され、さしもの真昼も追い詰められ始めていた。進退きわまりつつある真昼が、暮人より真昼殺害命令を受けたグレンの前に無防備な身を現す。
第5巻
その場で真昼を殺せず、逃げられたグレンは真昼の妹の柊シノアの元へ向かい、彼女を自宅へ案内する。一方、真昼は百夜教に監禁されている天音優一郎と出会い、百夜孤児院にて〈終わりのセラフ〉の実験体の1人を引き取る。しかし、〈終わりのセラフ〉に触れた事で真昼は吸血鬼に追われ、グレンはその現場に遭遇。真昼はグレンに「京都の吸血鬼の女王に」と伝え吸血鬼に攫われる。
真昼が攫われた後、帰宅したグレンは時雨と小百合に栄が人質に取られ、1ヶ月以内に真昼を殺さなければ処刑されることを伝える。真昼を追うため、合流した深夜・美十・五士と共に暮人の力を借りて京都へ向かう。その途中、ノ夜が真昼から預かっていたアシュラマルを入手、また襲撃に現れた吸血鬼を捕縛する。その頃、真昼は地下都市・サングィネムにて拘束される中、吸血鬼の女王クルル・ツェペシと対面を果たす。
第6巻
10月2日、グレンは真昼の暗殺には失敗したものの、アシュラマルの回収と吸血鬼を捕縛したことを暮人に評価される。その功績から栄の処刑を延期する動きがあったが、帝ノ鬼上層部によって見せしめのために栄を処刑され、グレンは一瀬家当主に就く。一瀬家当主着任の報告のため帝ノ鬼上層部に赴いたグレンは柊家当主・柊天利から当主着任を認められる。上層部会議帰宅後、待ち伏せていた斉藤と遭遇し、彼が第二位始祖であったことを知る。一方、真昼はクルルと取引を行い、吸血鬼となって地上へ帰還。鬼呪を完成させるために動き出す。
アシュラマルにより鬼呪の研究が進んで数ヶ月が経った頃、暮人の右腕として第一渋谷高校で鬼呪により暴走した生徒の討伐をしていたグレンは真昼と再会。彼女を拘束しようとチームメートらと協力し、一度は彼女を追い詰めるも、吸血鬼となった彼女に力技で敗北。真昼から四鎌童子をシノアに渡すように託される。
その数日後、〈終わりのセラフ〉の研究をしていた百夜教は、帝ノ鬼と吸血鬼によって壊滅。しかし、壊滅された渋谷の百夜孤児院に赴いたグレンはそこの院に襲撃の痕跡がないことに不審を抱き暮人に報告。その最中、暮人から二医の当主が真昼に寝返ったことを報される。そして、クリスマスの2日前、真昼から託された四鎌童子をシノアに渡すべく彼女の元を訪ねたグレンは寝返った帝ノ鬼の信徒らの襲撃を受ける。シノアに四鎌童子を手に取らせ、彼女を連れて深夜らと合流したグレンは、真昼に電話をかけ、柊家を裏切り協力することを伝える。
第7巻
真昼とコンタクトを取ったグレンらは裏切り者として帝ノ鬼の信徒らに追われる。その頃、鬼呪を手にしたシノアは精神世界にて四鎌童子と対面し、そこで真昼に守られていたことを知る。四鎌童子を手に目を覚ましたシノアはグレンらと離れ、グレン達は真昼の元を目指す。一方、天音優一郎は斉藤により百夜孤児院へと連れられていた。
同日、第一渋谷高校にて真昼は暮人と交戦。真昼は黒鬼・雷鳴鬼を持つ暮人を圧倒的な力で追い込む中、彼に柊家の不審な点を指摘し、グレンを大切にする旨を伝え、姿を消す。暮人は真昼の指摘から、父・天利と連絡を取り、彼から世界崩壊の計画は柊家が企てたものであり、真昼は百夜教との二重スパイで、クリスマスに死ぬことを伝えられる。
クリスマス当日、帝ノ鬼に追い込まれる中、グレンらは暮人の案内で真昼の元にたどり着く。グレンは再び彼女を救おうとするも、彼女に深夜・美十・五士・小百合・時雨を殺害され、また彼女自身もノ夜で自身の心臓を貫く。ノ夜と心臓を一体化させていく真昼からグレンは〈終わりのセラフ〉の正体と発動条件、彼女の定められた運命を耳にする。真昼がノ夜の中へ姿を消した後、グレンは〈終わりのセラフ〉を発動させるために深夜らを蘇生させようと動く。発動直前、その場に現れたフェリドに自身を殺すよう頼むが拒否されたことで〈終わりのセラフ〉を発動。それを引き金に、世界崩壊が始まった。

## 漫画の登場人物
声の項は、VOMIC版/テレビアニメ版の声優を示し、1人のみの記載の場合はテレビアニメ版の声優を示す。

### 主人公
百夜 優一郎（ひゃくや ゆういちろう）/ 天音 優一郎（あまね ゆういちろう）
声 - 朴璐美 / 入野自由、嶋村侑（幼少期）
漫画における主人公。愛称は「優（ゆう）」。旧姓は「天音」。月鬼ノ組柊シノア隊隊員。階級は特別二等兵。10月16日生まれ。16歳。〈終わりのセラフ〉の最優秀実験体にして、第二ラッパの宿主である〈第二のラッパ吹き〉。鬼呪装備は日本刀状の「阿朱羅丸」。
様々な計画のキーパーソンとなる存在である一方、その出生・存在・過去は謎に包まれており、優一郎本人も百夜教に記憶を操作されていたため過去の記憶もなく、〈第六のラッパ吹き〉には、鬼でも人間でも天使でもない、「存在自体が禁忌」である事が明かされている。
8歳の頃、両親に「悪魔の子」と呼ばれ迫害された末にクリスマスの日に百夜孤児院に引き取られたが、その直後世界が崩壊し、院の子供達と共に吸血鬼に拘束され、地下都市へ移送される。地下都市ではミカエラと共に年少の子供達の面倒を見ながら地上への脱出を目指していたが、脱出の際にミカエラ達を失い、吸血鬼への復讐のため力を求めるようになる。
短気かつ直情的な性格であり、刺刺しい口調で接することが多いが、どんな相手に対しても臆することなく接せられる勇敢さと、仲間や家族を大切に想う優しさを持ち合わせている。当初は 親に捨てられた過去や吸血鬼への復讐心故に他人との交流を意図的に避け協調性に欠けていたが、月鬼ノ組入隊後は仲間に絶対の信頼を寄せ、本来の性格を表し始める。その性格から、仲間から「馬鹿」と評されながらも信頼されており、シノアと三葉からは好意を寄せられている。グレンに対しては「馬鹿グレン」呼ばわりし反抗しているものの、恩義は感じているため、自分が利用されていることや世界崩壊の実行者がグレンであることを知った後も信頼しついていく姿勢と意志を見せる。地下都市を脱する際に「家族」として認め、吸血鬼として生存していたミカエラのことを気にかけており、血に飢える彼の姿を見た際に自らの血を与え彼を真の吸血鬼と変える。
グレンから剣術を指導されたことや黒鬼装備保持者であることなどもあって戦闘能力は高く、ルカルからもシノア隊と鳴海隊の中でも「少し強い」と評されている。しかし、クローリーには苦戦を強いられ、撤退を余儀なくされている。
百夜教の〈終わりのセラフ〉の被験者の1人であり、グレンが渡した特殊配合の薬を飲んだ際は左目が黒く染まり、血のような物を流し、禍々しい翼のようなものが生えた。この時人格はセラフに乗っ取られており、本人の意思や記憶に関係なく、セラフの持つ「人間への殺意」から人間に対して殺戮行動に出る。鬼呪をも上回る戦闘能力と治癒能力を持ち、対終わりのセラフ戦や第五位始祖戦においてはその要を担っており、特殊配合の薬を服用したことで心臓が破裂し即死した際には無理矢理生かされる形で復活している。名古屋空港にて自発的に覚醒した際はセラフに乗っ取られた状態で〈第五ラッパ〉撃退後に人間を皆殺しにしようとするが、阿朱羅丸の制止により自我を取り戻し、鬼呪装備を手に鬼化する事で暴走を止める。しかし、その影響で鬼の人格を行き来するようになり、名古屋空港の一件で軍から離脱した後も進行するが、フェリドに投薬された影響でその症状は抑制される。当初は自我を保った状態で終わりのセラフを行使することは不可能だったが、クルルとフェリド救出及びルク討伐作戦に伴ってコントロールに臨んだ結果、阿朱羅丸の力を借りながらもある程度自我を保った状態で行使可能となる。しかし、セラフとしての役割を忘れ人間の味方をするその姿勢を第六のラッパ吹きからは「壊れている」と評される。
千年以上前に真祖と共に行動していた「ユウ」という少年と瓜二つ。四鎌童子とノ夜からは「ユウ」と呼ばれ同一視されており、四鎌童子からは再会の言葉を交わされ、自身にない過去を知っていると公言される。また、百夜教からは「悪魔」と呼ばれ、ノ夜には「ちゃんと育ったユウは初めて見た」「シガマドゥは人造に成功したのか」などと過去に面識がありシガマドゥに造られた人造人間である事を示唆する発言を取られる。
帝鬼軍帰還後、四鎌童子に精神世界への侵入を許してしまい、それによりシノアの吸血鬼化を招いてしまう。シノアの吸血鬼化を阻止するために暮人に自らを実験体として差し出し、投薬の影響で気を失った所を軍研究員に扮していた百夜教構成員に阿朱羅丸諸共連行・拘束され、鬼と成り果てたグレンと再会。その最中、ミカエラに救出され、鬼と成り果てたグレンを救うためミカエラや阿朱羅丸と共闘するが、ミカエラを瀕死に追い込まれ、彼の黒鬼化を招いてしまう。ミカエラの黒鬼化後はクルルを連れシノア隊と合流し、クルルにミカエラを救う方法を聞き出そうとした所、今回の計画の発端を明かされる。その最中シノアを乗っ取った四鎌童子の乱入を受け、クルルに四鎌童子が黒幕である事を告げられる。さらにそこへ現れたグレンに、ミカエラを自身の鬼呪装備にする事を告げられその儀式に取り組む。
百夜 ミカエラ（ひゃくや ミカエラ）/ 進藤 ミカエラ（しんどう ミカエラ）
声 - 岸尾だいすけ / 小野賢章、千菅春香（幼少期）
漫画におけるもう一人の主人公。愛称は「ミカ」。旧姓は「進藤」。5月1日生まれ。16歳。〈終わりのセラフ〉の被験体の1人にして優秀な実験体。優一郎の「家族」であり親友。クルルの眷属の吸血鬼。
癖のかかった金髪に碧眼の美少年。日本人の母とロシア人の父を持つハーフ。両親から虐待を受け、母親に車から投げ捨てられる。その直後両親は事故に遭い、百夜孤児院に引き取られた。院の子供達の中で最年長だったことからリーダー的存在で、下の子供達からは慕われていた。世界崩壊の最中、院の子供達と共に吸血鬼によって地下都市へ移送される。地下都市では自ら進んで血を提供することで吸血鬼達に取り入り、子供達の生活を守ると共に脱出の機を窺っていたが、脱出の際重傷を負う。しかし、クルルに血を与えられ吸血鬼となる事で生き延びる。
以後、フェリドの元に滞在し、彼の直属の部下として都市防衛隊の一員として行動。同僚のレーネ、ラクスとは一定の距離を置きながらも会話するほどの仲である。都市防衛隊では基本的には命令に従わず、人間との戦闘時のみフェリドと共に前線に立つ。またクルルのお気に入りとして様々な特権を与えられており、本来始祖の貴族しか出席できない会議にも出席し、貴族同様の武装まで与えられている。その実力は非常に高く、一般吸血鬼ながらも貴族を軽く上回る。人間相手ではグレンよりも強く、月鬼ノ組数十人をもってしても彼を止めることはできない。
他の吸血鬼とは違い、人間の血を4年間一切摂取していないため体は成長しているが、生命維持のためクルルの血のみ摂取している。しかし、それだけでは限界も感じているため、人間の血を摂取しようと何度か試みているが直前で思い止まっている。最後には優一郎の説得により優一郎の血を飲む。幼少期は明るくお茶目な性格だったが、現在はすべてを失ったため憂いを帯びた雰囲気を纏っている。家族を殺した吸血鬼を憎んでいるため他の吸血鬼には一切心を開いていないが、クルルだけは自らを蘇生し血を提供してくれているため他の吸血鬼ほど悪い感情を抱いていない。人間のことを「優一郎を利用している」と考えており、優一郎を救うために行動している。
名古屋戦後は優一郎等と行動を共にしているが、優一郎以外を信用していない。特に優一郎を利用しているグレンに対しては強い殺意を持っており、優一郎の制止をもってして「不審な動きをしたら殺す」と公言している。日本帝鬼軍に帰還後、柊家や真祖の存在から優一郎を連れて強行離脱しようと目論むもグレンや深夜や暮人に静止される中でシノアを乗っ取った真祖の登場と百夜教の襲撃に紛れて、百夜教に攫われた優一郎を救出・合流。鬼となったグレンと具現した真昼とノ夜と交戦。その最中瀕死に追い込まれ、グレンと真昼の意図で黒鬼となる。
黒鬼となって以降、とある一室で百夜孤児院の子供たちが過ごす世界に閉じこもる。鬼以前の記憶は所持しておらず、閉じこもった世界の優一郎や自分自身の事さえも忘れている一方で、二人を愛しく感じ、それを守り抜こうとする。他の鬼たちからは「王」「始祖の子」と呼ばれ、その実力は少なくとも黒鬼二人分に相当する。

### 人間

#### 日本帝鬼軍吸血鬼殲滅部隊 「月鬼ノ組」

##### 柊シノア隊
柊 シノア（ひいらぎ シノア）
声 - 豊崎愛生 / 早見沙織
漫画におけるヒロイン。月鬼ノ組柊シノア隊隊長。階級は軍曹。12月25日生まれ。15歳。身長150センチメートル。体重39キログラム。AB型。鬼呪装備は大鎌状の「四鎌童子」。
髪を後ろで大きな濃い紫色のリボンで結えている。常に笑顔を浮かべ本心を表に出さない。面白いことを好み、そのために悪戯を仕掛けたり、あえて事態を放置することもある。
一時期はグレンの命で優一郎の監視役をクラスメイトを兼ねて務めていた。上司であるグレンには信頼されているが、自身の危機管理能力の低さと仕事に対する怠慢な面は指摘されている。
日本帝鬼軍を統べる柊家の直系にして、柊真昼の実妹。姉と同じく生まれた時から体内に〈鬼〉を宿し、身体能力や呪術における才覚は帝鬼軍でもずば抜けている。実験体としても優秀であり、本人にはその自覚はないが、真昼と四鎌童子からは「真昼よりも優秀」と評されている。家の事情に巻き込まれる事を避けるため、幾度となく下る昇格辞令を拒否して軍曹以上の階級を得ようとしない。柊を裏切った姉の影響で中枢からは見放されていると自ら語り、実父である天利とは一度も面識がない。実母は帝鬼軍の前身である帝ノ鬼の優秀な信徒だったが、シノアの誕生と同時に脳が呪詛に耐えきれず破裂し故人となっている。兄弟との仲も淡白しており、異母兄の暮人や実姉の真昼の事は「バケモノ」「天才」と実力や才能などは高評価する一方、その人間性は信用していない。
生まれてから誰からも必要とされていなかったため冷めた性格をしているが、優一郎から仲間として必要とされ、それには応えてみようと考えるようになり、仲間を死なせたくない一心で隊長としての責務も果たしていく。
名古屋戦にて鳴海隊と共に第十五位始祖のルカルの討伐に成功するも、後に向かった第十三位始祖のクローリーにはその力の差から撤退を余儀なくされる。撤退中、ミカエラと遭遇し、彼に優一郎を託して逃すがそれにより仲間から反感を買う。その後、名古屋空港で〈終わりのセラフ〉の実験によって変貌した未来を目撃し、多くの帝鬼軍兵士が虐殺され、グレンが完全に真昼に乗っ取られたことから離反を決意し、シノア隊全員と真琴で帝鬼軍を離反する。
優一郎に恋心を抱いており、心の壁を下げ取り憑こうとする四鎌童子に指摘されると同時に利用されようとするも強制的に遮断していた。しかし、帝鬼軍帰還後に優一郎の精神世界に侵入した四鎌童子から彼を救うために心の扉を開き、四鎌童子に取り憑かれたことで吸血鬼化が始まる。吸血鬼化を阻止する方法としてフェリドに殺害される直前に四鎌童子に乗っ取られ、リーグと交戦するが、グレンと真昼とノ夜と3本の罪鍵によって四鎌童子を封じられ、意識を取り戻す。
早乙女 与一（さおとめ よいち）
声 - 小林親弘 / 岡本信彦、小堀幸（幼少期）
月鬼ノ組柊シノア隊隊員。11月23日生まれ。16歳。〈終わりのセラフ〉の被験体の1人。鬼呪装備は弓状の「月光韻」。
吸血鬼に姉・巴を殺害された過去を持ち、吸血鬼への復讐心から軍への入隊試験を受けるが落ちてしまい、学校生活を送っていた。しかし、学校で優一郎と共に吸血鬼に立ち向かったことをきっかけとして友人となり、共に月鬼ノ組への配属を認められた。
自分の命への執着心が薄く、それを付け込まれ鬼に身体を乗っ取られたが、優一郎と君月の説得により支配を撥ね退け、制御に成功した。小百合からは「鬼に対する心の安定度は圧倒的」と評されており、具現化も自力で習得している。
名古屋空港にて帝鬼軍の非道な実験を目の当たりにし、隊の仲間達と共に軍を離反。以降彼等と共に行動していた所をフェリド等の勧誘を受け大阪に趣き姉の仇であるラクスを発見。怒りで鬼化し月光韻に彼を殺すよう促されるが、「なるべく苦しめて殺す」事を伝え鬼化を止めるも、帝鬼軍帰還後に真祖覚醒に伴って未来を連れ出す君月と共に本部から離れるが、鬼となったグレンに巴の遺体も保管されていることを聞き、鬼化するが気絶させられる。その後、シノアと三葉と合流し、優一郎の救出へ向かう。
君月 士方（きみづき しほう）
声 - 石川界人
月鬼ノ組柊シノア隊隊員。11月26日生まれ。16歳。〈終わりのセラフ〉の被験体の1人。鬼呪装備は双剣状の「鬼籍王」。
短気かつ見下すような言動を取ることが多く、授業時の態度も良くないが、成績は優秀である。だが、その性格故に優一郎と同様グレンにより友達作りをさせられていた。優一郎とは初対面から喧嘩沙汰になるなど折り合いが悪いが、危機に陥った優一郎のフォローに回るなど面倒見のよい一面も持つ。車の修理・運転、家事をこなせるほど手先が器用。
未知のウイルスに侵された妹・未来がおり、彼女に軍の治療を受けさせるために月鬼ノ組入隊を希望しており、研修にて念願を果たす。妹想いで、妹のためならば自身の命や仲間への非道な言動も厭わない。
名古屋戦にて第十五位始祖のルカルを鳴海隊等と共に討伐。後に向かった第十三位始祖のクローリー相手にはその実力差から撤退を余儀なくされ、唯一グレンを救おうと引き返した優一郎を鬼籍王の能力で強制的に眠らせ、撤退。その途中遭遇したミカエラに優一郎を託す。その後、名古屋空港にて妹の未来が軍に利用され、終わりのセラフとして覚醒した瞬間を目撃し激昂。阻止しようとするもグレンに阻まれ、同じく終わりのセラフを発動させた優一郎に妹を救うように求める。結果、優一郎により未来の終わりのセラフは敗北するもシノアの命令で軍を離反する際、優一郎が軍に狙われ始めた事もあり彼女を置いて行く。しかし、妹を救いたいという気持ちは変わらず、軍離反後も妹の救出を最優先と公言している。
離反後は優一郎らと行動を共にしていたが、帝鬼軍帰還後は与一と共に未来を探し出し、真祖覚醒に伴って軍に終わりのセラフとして覚醒させられた未来をリーグの助力もあって連れ出すことに成功するが、鬼となったグレンに未来を殺害され、自身は気絶させられる。目を覚ました後、シノアと三葉と合流し、優一郎の救出へ向かう。
三宮 三葉（さんぐう みつば）
声 - 井口裕香
月鬼ノ組柊シノア隊隊員。階級は特務少尉。7月7日生まれ。16歳。身長155センチメートル。体重44キログラム。A型。
名門・三宮家の次女。先祖からの呪いと噂されている金髪が特徴。鬼呪装備は大斧状の「天字竜」。
早くから吸血鬼殲滅部隊に属し優秀であるが、プライドが高く、シノアに対してはかなりの対抗心を持っている。当初はシノア隊に組み込まれたことに不満を抱いていたが、徐々にシノア達とも打ち解けていく。また、三宮家として恥じぬ生き方をしていきたいと思っているがそれ以上に仲間や家族を大事にしたい気持ちを持っている。
ヨハネの四騎士に殺害されそうになった仲間の救出のため、陣形を崩してまで独断専行し、逆に戦利的に不利な状況に陥った三葉を庇った仲間が犠牲になったという過去を境に、チームワークをかなり重視するようになる。そのため、度々一人で先走りがちな優一郎を嫌っていたが、吸血鬼との戦いで幾度となく優一郎に助けられ、命を救われるうちに彼の優しさに触れ、好意を持ちつつある描写が増えている。
三宮家出身のため出世の機会に恵まれているが、本人は活躍していないにも関わらず三宮家という理由だけで出世している事にコンプレックスを抱いている。暮人の秘書を務める葵とは実の姉妹だが一方的に毛嫌いされており、「無能」と評され冷たい態度を取られている。しかし、スパイとして研究者に扮していた百夜教の突然の呪符に対して咄嗟に反応し防いだことから、百夜教からは「さすが三宮」と評されている。優一郎を目の前で攫われた後、真祖を封印され意識を取り戻したシノアと与一と君月と合流し、優一郎の元へ向かう。

##### 一瀬グレン隊
一瀬 グレン（いちのせ グレン）
声 - 浜田賢二 / 中村悠一
吸血鬼殲滅部隊「月鬼ノ組」一瀬グレン隊隊長及び、月鬼ノ組の総隊長。階級は中佐。24歳。8月28日生まれ。身長183センチメートル。体重65キログラム。O型。鬼呪装備は刀状の「真昼ノ夜」。
地下都市から脱出した優一郎を軍へスカウトし、暫くの間面倒を見ていた。優一郎の命の恩人で、親的存在である。常に飄々としており、会議を途中で退場したり、月鬼ノ組の研修教室の担任を持ちながら授業にはあまり出向かないなどマイペースな部分もあるが、自身の部下達を「家族」として大事に認識しており、チームワークや軍規を遵守させることを重視している。そのため、暮人からは「だからいつまでも俺に追い付けない」と評されている。また、容赦なく毒舌を浴びせることも多い。普段は前髪を降ろしているが、会議や戦闘の際は、オールバックになる。
柊の分家である一瀬の出身の為、軍上層部の会議に参加する権利を持つ。しかし素行不良、居眠り、また分家のためか柊本家からは嫌われており本人もそれを踏まえた上で行動している。
何らかの目的のために優一郎を利用しており、その点をシノアに怪しまれ、さらに鬼となった真昼を使役していることを打ち明けたことで鬼に取り憑かれていると疑心を抱かれるがその場で否定する。しかし、実際には既に鬼になる一歩手前の生成りと化しており、仲間や部下の命を守りたいという本来の人格である「理想主義者」と、死んだ恋人である真昼に取りつかれて鬼になり果てた「完璧主義者」の2つの人格を行き来している。完璧主義者の人格は本来の人格とは反対に仲間を犠牲にする冷酷さを持ち、裏ではフェリドと手を組んでいる。また、暮人と共同して〈終わりのセラフ〉の実験を行っており、名古屋空港にて「完璧主義者」の人格で〈終わりのセラフ〉発動・制御のために仲間を手にかける。この件により、一部を除くシノア隊や深夜等に疑心を抱かれるが、その実誰よりも「仲間」や「罪」に捕らわれている。
実は8年前に仲間の蘇生を引き換えに世界を崩壊させた張本人。さらには、リーグの実験を秘密裏に引き継ぎ、実家には〈第六のラッパ吹き〉を拘束しており、優一郎と第六のラッパ吹きを引き合わせ、抑えることに成功し、「罪鍵」を回収した後帝鬼軍へ帰還する。
帰還後、軍が百夜教の襲撃を受ける中、密かに裏切り行動に移り、真昼の力を借りながらノ夜を復活させ、自身は鬼となる。覚醒した真祖を封印するために未来を殺害し、彼女から現れた罪鍵を回収。3本の罪鍵を使用し、真昼とノ夜と共に真祖を封印する。その後、百夜教に拘束されている優一郎と彼を追って現れたミカエラと交戦しその最中意図的にミカエラを鬼化させる。ミカエラを鬼化させた後、優一郎達と合流し、ミカエラを優一郎の鬼呪装備とすべく儀式に取り組む。
五士 典人（ごし のりと）
声 - 小野大輔
月鬼ノ組一瀬グレン隊隊員。階級は大佐。24歳。名門・五士家の長男。グレンの高校時代の級友。鬼呪装備は煙管状の「覚世」。
月鬼ノ組グレン隊に所属している。グレンの右腕的存在。物理的な攻撃より幻術を得意とし、接近戦を主とするグレンを援護する。かなりの好色家で美人に目がない。グレンより階級は上だが、グレンの実力に惚れ込み彼の下についている。
実は8年前に真昼に殺害され、〈終わりのセラフ〉によって蘇生された存在であるが、本人はその事実を知らない。
十条 美十（じゅうじょう みと）
声 - 嶋村侑
月鬼ノ組一瀬グレン隊隊員。階級は大佐。名門・十条家の令嬢。先祖の呪いとされる赤髪が特徴。23歳。身長163センチメートル。1月1日生まれ。体重47キログラム。AB型。鬼呪装備は「火愚土」。
グレンの高校時代の級友。十条家に伝わる自分自身にかける呪いで、身体能力を引き上げて戦う。五士同様、階級の低いグレンに従っている。
実は8年前に真昼に殺害され、〈終わりのセラフ〉によって蘇生された存在であるが、本人はその事実を知らない。
花依 小百合（はなより さゆり）
声 - 種﨑敦美
月鬼ノ組一瀬グレン隊隊員。階級は少尉。グレンの従者。24歳。5月23日生まれ。身長165センチメートル。体重49キログラム。A型。鬼呪装備は呪符の剣状の「菊理（くくり）」。
幼少からグレンに好意を持ち、グレンの心の支えとなる存在。
月鬼ノ組の研修教室にて講師を務めている。
実は8年前に真昼に殺害され、〈終わりのセラフ〉によって蘇生された存在であるが、本人はその事実を知らない。
雪見 時雨（ゆきみ しぐれ）
声 - 石川由依
月鬼ノ組一瀬グレン隊隊員。階級は少尉。グレンの従者。24歳。5月10日生まれ。身長151センチメートル。体重40キログラム。B型。鬼呪装備は暗器状の「黒ナギ」。
同じくグレンの従者である小百合とは対照的に感情を表に出さないクールな性格で、グレンへの想いを胸の内に秘めている。
戦闘技術に長け、暗器等の武器を器用に使う。
実は8年前に真昼に殺害され、〈終わりのセラフ〉によって蘇生された存在であるが、本人はその事実を知らない。

##### 鳴海真琴隊
鳴海 真琴（なるみ まこと）
声 - 細谷佳正
月鬼ノ組鳴海真琴隊隊長。階級は軍曹。19歳。鬼呪装備は三叉槍状の「玄武針」。
優一郎たちと出会った当初は、チームワークの取れていないシノア隊の面々や、敬語を使用しない優一郎に対し厳しい態度で接していたが、後に「よく動いてくれた」と評価している。
帝ノ月の信徒であった関係で、グレンに対する忠誠心は強い。
名古屋戦にてシノア隊と共に第十五位始祖のルカル討伐に成功するも、後に向かった第十三位始祖のクローリー相手には撤退を余儀なくされる。撤退途中、ミカエラと遭遇し彼を迎え撃とうとするがシノア等によって阻止され、その結果吸血鬼等の奇襲を受けチームメイトの弥生と鍵山を殺害され、さらに名古屋空港にて秀作と利香を〈終わりのセラフ〉の生贄にされる。その後、シノア隊と共に帝鬼軍を離反。
離反後はシノア隊とミカエラと行動を共にしていた所をフェリドの勧誘を受け、大阪へ向かう。大阪到着後、拷問にかけられたクルルとフェリドの救出及び拷問官役の第五位始祖キ・ルク討伐を目論み、フェリド救出には成功するもクルル救出とルク討伐には失敗する。
フェリド救出後はグレンの実家に滞在し、その中で出会った〈第六のラッパ吹き〉と交戦、勝利し「罪鍵」を回収して帝鬼軍へ帰還する。
岩咲 秀作（いわさき しゅうさく）
声 - 平川大輔
月鬼ノ組鳴海真琴隊隊員。18歳。鬼呪装備は鎖状の「赤蛇」。
隊長の鳴海とは幼馴染で、彼同様帝ノ月の信徒だった。鳴海の参謀役として支えている。
名古屋空港にて暮人に〈終わりのセラフ〉の発動・制御のための生贄として殺害される。
井上 利香（いのうえ りか）
声 - 石原夏織
月鬼ノ組鳴海真琴隊隊員。
隊服を着くずし、ギャルっぽい口調の自由奔放な性格。しかし、ハイタッチなどのスキンシップを率先して図るなど、ムードメーカーとして隊の連携力向上に貢献している。 チームメイト達とは世界崩壊後、避難先で知り合う。チームメイトの弥生とは親友同士。
名古屋空港にて暮人に〈終わりのセラフ〉の発動・制御のための生贄として殺害される。
円藤 弥生（えんどう やよい）
声 - 加藤英美里
『月鬼ノ組』鳴海真琴隊隊員。性別:女性、生まれ:2001年10月1日 (19歳没)、身長:157センチ、体重:44キロ、血液型B型。
小柄な少女で、短い赤い髪のボブに、紫色の瞳の上にまっすぐな前髪を下ろし、赤い眼鏡をかけている。。彼女はJIDAの標準の軍服を着用しており、長袖の黒いコートにライトグリーンのディテールが施されている。右肩に斜めにかかったリボンと、前面に二列の金ボタン。それに加えて、白い手袋と、金のウエストプレートが付いた白いウェブベルトを身につけていた。さらに、黒いスカート、ダークグレーのサイハイソックス、そして黒いニーハイブーツを履いている。
彼女は好戦的な鳴海部隊の心優しい平和維持者であり、ルカル・ウェスカーの動きに関する情報を提供することを頼りにされており、結果的にそれを成し遂げた。また、物静かな外見とは裏腹に、吸血鬼と対峙する際は集団攻撃に参加したり、単独で勇敢に攻撃したりと、勇敢で毅然とした態度を見せることもある。
鳴海隊はシノア隊とタッグを組み、名古屋の吸血鬼貴族殲滅に挑む。鳴海誠軍曹は百夜優一郎に自己紹介し、優は鳴海に自分が20歳だと偽る。シノア隊が一瀬グレン、十条美十、柊深夜と対決し、グレンが彼らを打ち負かした後に彼らの本当の年齢を発表する。数々の規律問題の後、柊シノアは優一郎のために謝罪した。第十五位始祖ルカル・ウェスカーの討伐を目指して、チームはミッション開始を待つ。鳴海はチームに説明を行い、シノア隊の準備不足を叱責する。鍵山太郎と井上理香が優一郎の態度に辟易すると、弥生が彼らをなだめる。鳴海が今回のミッションのチームリーダーとなり、シノアが副リーダーとなる。
鳴海は優一郎がターゲットの名前を覚えていないことを再び叱責するが、優一郎はチームメンバー全員の名前を挙げて優一郎を驚かせる。
ルカルとの戦闘では、ルカルが君月志保を背後から襲おうとした時、弥生、鍵山、梨花が背後から刺し、ついにルカルを倒す。　
チームは集合場所に再集結する。相原愛子軍曹が、わずか7人しか生き残っていない隊員を連れて到着する。標的を殺害したものの、8人の犠牲者を出してしまった。グレンが到着し、鳴海は新人隊員たちの奮闘ぶりを報告する。
グレンはシノア隊と鳴海隊に合流を命じ、第十三位始祖クローリー・ユースフォード、第十七位始祖チェス・ベル・ホーン・スクルドを追跡し、人質を救出する。グレンは愛子に、生存者が現れるまで30分待ち、名古屋空港へ送るよう指示する。
名古屋市役所に到着し、クローリーが月光院を捕らえた後、紅蓮と小隊は今後の対応について協議する。綿密な計画の後、グレンはシノア隊と鳴海隊が人質を解放する間に、自分の小隊がクローリーを攻撃することに決定した。グレンは彼らに5分間の猶予を与え、できるだけ多くの人質を救出し、新宿の主力部隊への陽動作戦を仕掛けるよう命じた。5分が経過次第、全員に名古屋空港への即時撤退命令が下される。君月が優一郎を奪還した後、鳴海隊が人質救出を終えて再び姿を現す。
シノア隊は彼らと多くの負傷兵に合流する。彼らは逃走するが、井上利香が前方に一匹の吸血鬼を見たと報告する。真琴は貴族一人なら対処できると言い、前進を続けるよう指示する。シノア隊がミカを守り逃がした後、真琴は全員に今すぐ行動するよう命じる。騒動の最中、普通の吸血鬼の兵士たちがヘリコプターから飛び降り、彼らを驚かせる。その直後に吸血鬼の一人が弥生の腰から上の左側を切り裂き、彼女が地面に倒れると同時に周囲に血しぶきが飛び散り死亡した。その後クローリーが現場に現れると弥生の頭を持ち上げ、口を開き血を流した弥生の顔を見ると直ぐに弥生の頭を地面に叩きつけた。
鍵山 太郎（かぎやま たろう）
声 - 星野貴紀
月鬼ノ組鳴海真琴隊隊員。
頭に手ぬぐいを巻いている。人一番強い正義感をもっており、戦闘では先陣に立ってその剛腕を振るう、いぶし銀な漢である。
クローリー戦から離脱する途中、吸血鬼と遭遇し戦死する。

### 日本帝鬼軍本部

#### 柊宗家
現在
柊 天利（ひいらぎ てんり）
声 - 藤原啓治
日本帝鬼軍を統べる柊家宗家の当主、柊氏長者→ 柊宗家前当主。階級は日本帝鬼軍元帥。世界崩壊後の日本を統治する存在。性別:男性、生年月日:1971年6月27日、年齢:49歳、身長:181センチ、体重:76キログラム、血液型:B型。
「柊」の姓を持つ全ての子供達の父親。
分家のグレンを快く思っていない。体が半分、黙示録のウイルスに侵され、左腕を失っている。若いころに恋をしたことがあるが、柊に相応しくないと、親に殺されている。
次期当主候補の暮人に対して、真昼に追いつかないことから「幻滅だ」と発言するが、自身を殺し柊家の当主となる彼に、「真昼や私より優秀だ」と人間の心のまま自身のもとまで来た事を賞賛した。
己が当主となるために40人の兄妹を殺したことを告白した後、彼に柊家の当主の座を託し息絶えた。
柊家に取り憑く四鎌童子を「旧い神」と呼ぶ。
首を切断されても死なないなど、人間ではなくなっている。
柊 暮人（ひいらぎ くれと）
声 - 前野智昭
日本帝鬼軍を統べる柊家の次期当主候補 → 柊宗家当主・柊氏長者。階級は日本帝鬼軍中将→日本帝鬼軍元帥。1995年3月31日生まれ (25歳)、身長187センチ、体重73キロ、A型。シノアの異母兄。鬼呪装備は刀状の「雷鳴鬼」。
冷酷かつ非道な性格であり、柊に逆らう者や不信感を抱く者には容赦せず、目的のためならば身内であっても拷問や殺害、裏切りなども躊躇しない。シノアからは「バケモノ」と評されている。吸血鬼を駆逐し、日本を中心に世界を日本帝鬼軍の管理下に置き、更に吸血鬼が存在しない楽園世界を日本に築くという野望を抱いている。
名古屋にいる貴族討伐を月鬼ノ組に託し、その間秘密裏に〈終わりのセラフ〉の実験を進め、名古屋空港にて生き残った月鬼ノ組と吸血鬼と鬼呪を生贄に未来に宿る終わりのセラフの発動・制御に成功する。しかし、同じく終わりのセラフを発動させた優一郎により倒され、優一郎を捕獲するよう命令を出すが失敗に終わる。
右腕と左足を天利との戦闘によって失った。
名古屋戦後、吸血鬼の都市を陥とし、帰還に伴って軍の3割の兵士と共に天利を討つ。天利から当主交代を宣言された後、長年柊家当主に取り憑いてきた四鎌童子に取り憑かれる。雷鳴鬼により完全には取り憑かれていないものの限界を感じ、グレンたちを呼び戻す。帰還したグレンと深夜とシノアと謁見の場を設け、その力を見せることで自身の現状を伝えるが、四鎌童子がシノアに乗り移ったことで解放される。
三宮 葵（さんぐう あおい）
声 - 川澄綾子
暮人の従者。階級は大佐。25歳。名門・三宮家の長女にして三葉の実姉。三葉同様、先祖の呪いと噂されている金髪が特徴。鬼呪装備は刀状の「地字竜」。
暮人の従者に選ばれる程の実力、己を犠牲にする献身性、利発的で冷静な状況判断と警戒心の強さをもつことから、暮人から絶大な信頼を得ている。暮人同様に冷酷な性格で、暮人の為なら人間を殺すことも厭わない。暮人に対して好意を持つ。
実妹である三葉に対しては、「無能」と評しており、柊家である暮人の命令で名古屋空港にて〈終わりのセラフ〉の発動・制御のために生贄に捧げようとする。その結果生き延びて軍を離反した事に対しても、「裏切り者」と呼び、日本帝鬼軍に帰還した三葉に対して、自身に妹はいないと公言する。
柊 征志郎（ひいらぎ せいしろう）
声 - 吉野裕行
日本帝鬼軍を統べる柊家の直系。階級は少将。1997年1月25日 (23歳)、身長180センチ、63キロ、O型。
高い戦闘力を持つが、優秀な兄・暮人の陰に隠れ劣等感をもっている。暮人からは力と権力に従順と評されている。
柊 深夜（ひいらぎ しんや）
声 - 鈴木達央
日本帝鬼軍を統べる柊家の養子。階級は少将。24歳。誕生日は11月22日。身長183センチメートル。体重62キログラム。B型。鬼呪装備は銃剣状の「白虎丸」。グレンの高校時代の級友。
シノアの姉・真昼の許嫁として柊家の養子となった。柊家の人間だが柊家を快く思っておらず、同じ志を持つグレンのためなら月鬼ノ組の一員として任務にあたる。
実は8年前に真昼に殺害され、〈終わりのセラフ〉によって蘇生された存在であるが、本人はその事実を知らない。
柊 康平 (ひいらぎ こうへい)
日本帝鬼軍を統べる柊宗家の直系。次期当主候補。階級は日本帝鬼軍中将 → 日本帝鬼軍大将。8月29日生まれ。全頭無毛症により、若くして頭髪を失っている。冷静な判断力と慎重な性格を有し、紳士的な言動は優雅ささえ感じさせる。実直かつ冷静な性格で非常に保守的な思考をしており、堅実に物事を進めていくタイプ。その為、無茶な戦略を好まない。
柊暮人が柊家当主の座に着くと、日本帝鬼陸軍参謀総長に任命された。
柊 誠 (ひいらぎ まこと)
日本及び日本帝鬼軍を統べる柊家の直系。階級は日本帝鬼軍中将 → 日本帝鬼軍大将。役職は日本帝鬼軍中央情報局対一瀬家工作担当官  →  日本帝鬼空軍参謀総長。次期当主候補者 → 脱落。シノアの異母兄。
性別:男性、生年月日:2000年10月16日 (20歳)、身長:167センチ、血液型:O型。
やや痩せ型で平均的な身長、紫髪と琥珀色の瞳を持つ、ボーイッシュで地味な青年。普段は制服やカジュアルな服装を好み、状況に応じて着こなす。
普段は温厚で、人当たりも良い性格をしているが、女性 (特に歳下)に対して目がなく、自分が好きと思った女性には徹底的に妻にしようとする。一度でも好きと思った女性にはあらゆる手段を使って妻にする。その為20歳になった現在では、300人の妻と10人の子供それに500人以上の奴隷が居る。　
15巻の柊家家騒動編にて初登場。表では兄の暮人が当主になるべきだと主張しており、その為に邪魔な存在となる康平や有栖らの妨害行動をする為に康平派、有栖派に属する人物に偽の疑いをかけて逮捕し、拷問を行った上に裁判官を買収しこれらの人物を死刑に処した。しかし、裏では自分が当主になる為に暮人を失墜させる為に日々作戦を練っていた。
16巻では、暮人と仲がいいグレンおよび一瀬家殲滅計画を計画し、発令した。直ぐに工作員らが一瀬家と使者家らを拘束に向かい、反抗した一瀬家側で戦闘が行われた。誠はグレンに対して降伏するように勧告したが、グレンは拒否した。分家の分際で自分には向かったことに怒った誠は鬼呪装備『天倉』を瞬時に取り出し、グレンに対して波動を放った。グレンは瞬時に避けて刀を抜こうとしたが、瞬時に動いた誠に刀を首元に近づけられ制圧された。グレンは観念したように刀から手を離し、両手を上げる。そして誠は部下にグレンを拘束するように命じ、部下がグレンに近づくが、奪還しに来た義兄の深夜が銃でグレンの近くにいた部下を退ける。一瞬のことで驚いた誠は刀を抜こうとしたが、美十、　　らによって煙幕が撒かれた。誠は刀で煙幕を切り裂いたが、既にグレンはその場から脱出していた。その後、自身の屋敷に戻ると、庭には多数の使者家の人物が拿捕され拷問を受けていた。誠は男は処刑するように命じ、多数の一瀬家の使者が処刑された。誠はその場にいた2人の使者の少女に目が留まり、直ぐに妻になるように迫った。少女2人は拒否した為に誠は部下に地下室に連れて行くように命じた。その頃、渋谷にいた暮人は蒼から誠による計画を知る。直ぐに誠を止めるように蒼に命じた。
17巻では、全裸状態の誠が地下室に入ると、少女2人が全裸状態で拘束されていた。誠は少女2人に対して性行為を行い処女を奪った挙句に、徹底的に調教を行なったためか、誠を「ごしゅじんさま」と呼んだり、レイプ目でアヘ顔（トロ顔）を見せるなど精神的追い込んだ。
そして暮人の名を受けた三宮蒼率いる部隊が、誠邸に到着し、閃光弾などを用いて制圧していき、蒼は地下室に入るとソファに座る誠を発見し、暮人から拘束命令を受けるとソファから崩れ落ち拘束された。
誠は当主候補から抜けることを条件に死罪を回避し、日本帝鬼軍本部の地下にある地下牢に監禁された。暮人が当主になった事を知ると、巧みな言葉で地下牢から出ることに成功し、戦略家などを理由に暮人によって日本帝鬼空軍参謀総長に任命された。
柊 惺翔 (ひいらぎ せいと)
日本帝鬼軍を総べる柊家の直系。階級は日本帝鬼軍少将で、役職は日本帝鬼陸軍新宿師団長。次期当主候補 → 辞退。性別:男性、生年月日:2002年8月11日、年齢:18歳、身長:175センチ、血液型:O型。シノアの異母兄。鬼呪装備は日本刀名称不明。
短い黒髪に赤い瞳、日本帝鬼軍の軍服を着た青年。基本的に無愛想で、無表情。しかし根は善良で、困っている人がいればたとえ見ず知らずの相手でも見過ごせない。初対面の相手と話す際は一人称を「僕」にしたり、礼儀正しい一面もある。性格は論理的かつ真面目。そのためか視野が狭くなりがちな一面もある。
15巻の柊家家騒動編にて初登場。当主候補の1人として軍部でも推す声が多かったが、異母兄の暮人らとは部が悪いと総合的に判断し、早期に当主候補から辞退を宣言した。しかし、暮人から警戒されており、暫くは暮人の監視下に置かれ地下の牢に幽閉されていた。暮人が父の天利をクーデターにより制圧し、当主の座に着くと地下牢から解放され、これからは柊暮人の為に働くように言い聞かされる。その後、暮人によって第二首都新宿を担当する新宿師団の師団長に任命される。
渋谷襲撃編では、新宿師団を率いて渋谷に駆けつけた。白夜教との戦闘では武器の刀を用いて圧倒的な強さを見せて、白夜教の大半を始末した。
柊 穂乃果 (ひいらぎ ほのか)
日本帝鬼軍を総べる柊家の直系。階級は日本帝鬼軍准将。役職は日本帝鬼軍赤坂師団長。性別:女性、年齢:17歳、誕生日:6月4日、身長:153センチ、血液型:B型。シノアの異母姉。鬼呪装備は指輪型の武器で、念能力を使える。
茶髪の長めボブに首元のアクセサリーと楕円形の耳飾りが特徴。ギャルでヤンキー気質な少女。普段は日本帝鬼軍が運営する高校に通っており、直情径行なヤンキー気質で売り言葉に買い言葉で返したりすぐ手が出たりと喧嘩っ早い一面はあるが、言いすぎたと思ったら直後に素直に謝罪するなど、強く優しい性格の持ち主。
柊 茜 (ひいらぎ あかね)
日本帝鬼軍を統べる柊家の直系。階級は准将→中将。シノアの異母姉で、ツインお団子ヘアが特徴の少女。兄の暮人派に所属しており、三宮葵と同様に暮人の秘書を務めている。
柊 有栖 (ひいらぎ ありす)
日本帝鬼軍を統べる柊家の直系で、階級は日本帝鬼軍少将 → 大将。日本帝鬼海軍参謀 → 日本帝鬼海軍参謀総長。性別:女性、生まれ:2005年3月12日 (16歳)、身長150センチ。シノアの異母姉。次期当主候補。
有栖は、肩まで届くライラック色のショートヘアとすみれ色の瞳を持つ、小柄な10代の少女で、標準的な軍服を着用しており、白いシャツ、長袖の黒いコートにライトグリーンのディテール、紺色の蝶ネクタイ、ダークブラウンの靴を履いています。アクセサリーは、灰色のリボンが付いた黒いベレー帽と、ガーターベルト付きの白いストッキングを身につけている。
生まれつきの先天性心疾患のため、杖をついて歩くことが多く、他のクラスメイトと比べると年齢の割に背が低い。また、運動は禁止されている為体力が無く直ぐにバテてしまう。
有栖は、ほとんどの状況を不満や不満を言わずに受け入れるため、「流れに身を任せる」性格の持ち主である。自身を知略に長けており自らを10年に1人の天才と自負している。普段は名家の令嬢らしくお淑やかで言葉遣いは誰に対しても丁寧な一方、その本性は冷酷で保守的な暮人とは対照的に非常に攻撃的な思考を持つ。敵対する者や自分に屈辱を与えた者には、容赦無く報復を行うなど、恐怖政治、独裁政権を敷いている。
柊 風花 (ひいらぎ ふうか)
日本帝鬼軍を総べる柊宗家直系。階級は日本帝鬼軍少将。日本帝鬼軍東北軍総司令官。性別:女性、生まれ:2002年4月10日 (18歳)。身長:171センチ。シノアの異母姉。次期当主候補 → 辞退。:鬼呪装備は日本刀。
風花は美しく魅力的な少女で、銀色の長い髪と真紅の瞳を持ち、いつも笑顔で描かれている。
何者にも縛ることの出来ない存在で究極の自由人。そして同時に変人でもある。自分に絶対の自信を持っていて、全て己を中心に行動する唯我独尊という言葉をそのまま体現したような人物。
柊 マキ
日本帝鬼軍を総べる柊家本家直系。階級は日本帝鬼中将 → 大将。役職は日本帝鬼軍吸血鬼殲滅軍参謀総長。性別:女性、生年月日:1994年8月1日、年齢:26歳。身長:168cm、血液型:AB型。シノアの異母姉。
吸血鬼殲滅部隊の総司令官であり、一瀬グレンの直属の上司。
単行本30巻にて登場し、長い紫髪に黄色の同心円状の瞳が特徴の女性。基本的に髪は後ろで一つの三つ編みにまとめている。職務中は白いワイシャツに黒ネクタイ、パンツスタイルを着用しているが黒のロングコートを着ることもある。
普段は落ち着いた性格で、一瀬グレンをはじめとした部下や同僚にも優しく接している。そのため周囲にも慕われているようだが、暮人やシノアには警戒され、優一郎には畏怖の念を抱かれる存在。目的のためには手段を選ばない一面もあり、必要であればヤクザ顔負けの非道もこなす。
鬼呪装備は不明。
過去の人物
『始祖』・ 柊 祖勝 (ひいらぎ おやかつ)
柊宗家の家祖・『帝ノ鬼』創始者。
柊家の家祖にして帝ノ鬼の創始者で、帝ノ鬼信者から神の様に信仰され、神格化されている。平安時代初期に平安京に住む名も残らないほど身分が低い下級貴族の隠し子として生まれ、生まれてすぐに屋敷から捨てられスラム街で死にかけていた所をリーグ・スタフォード (斎藤)に助けられる。リーグの１番弟子として育てられた祖勝は平安京を裏から支配する存在までに成長する。そして、亡くなる3年前に帝ノ鬼を設立し、この世を去る。遺体は斎藤によって何処かに拐われた。
柊 天ノ鬼 (ひいらぎ あまのき)
柊家2代目当主で、初代帝ノ鬼教祖。
祖勝の息子であるが、身体・思想は全てリーグ・スタフォードに乗っ取られており、形のみが存在している状態にある。
柊 武龍（ひいらぎ たける）
柊家前当主 → 柊家元当主・柊氏長者。『帝ノ鬼』総帥。階級は日本帝鬼軍元帥。性別:男性、生年月日:1899年6月2日、没年月日:2001年8月8日 (102歳没)、身長:173センチ、血液型:B型。柊天利の父親にしてシノア達の祖父。
世界崩壊前の『帝ノ鬼』の総帥で、日本の多くの政治家、官僚、経済界、メディア界に絶大な影響力を持ち、日本を裏から支配している。
作中の殆どが黒塗りのシルエットで登場しており、15巻の天利が当主になった時に初めて容姿が明らかにされ、首筋まで伸びた髪と高い鼻、そしてやや肥満気味な体型が特徴的。右手には杖を持つ老人。
15巻の天利過去編にて初登場した。自身が不治の病にかかり、余命幾ばくも無い事が分かると、後継者を決める為に、子供達に自身の状況を明らかしに勝ち抜いた者を後継者にすると宣言した。直ぐに子供により後継者争いが開始された。息子の1人である天利が多くの兄姉弟妹を卑劣な策略で殺害又は脱落しているとの報告を受けると「そうか・・・」とのみ発言した。
その後、シルエットは時々登場するが、発言などはなく、天利が最有力候補であった柊賢人を殺害し、後継者に内定すると、天理の前に現れる。そして天利に柊家当主の座を渡すとともに四鎌童子について話した。

#### 一瀬家
現代
一瀬 鈴音（いちのせ すずね）
一瀬家本家の直系で、日本帝鬼軍少佐。
性別:女性、2001年2月15日生まれ (20歳)、身長:156センチ。一瀬グレンの妹。
ピンクのリボンで結んだ三つ編みの長い黒髪と、グラデーションの赤い瞳を持つ。彼女はいつも厳しい表情をしている。彼女は普段、標準の制服を着ています。プライベートでは、ストライプのサンドレスとサンハットを着用している。作中でも数多くの人物から容姿で褒められていることが非常に多く大人びた雰囲気を持っている。クールでマイペースな性格をしており、他人とコミュニケーションを取らずに孤独を貫いている。普段から無愛想な態度を取り続け、周囲に対する物言いも強烈の一言で、良くも悪くも嘘をつかないので、普通は思ってても口に出さないことを平然と発する場面が多く、無用なトラブルを生みやすい。
鬼呪装備は日本刀で、戦闘能力はグレンと同等かそれ以上とされている。グレンとは別の特攻部隊を率いている。
一瀬 夢子 (いちのせ　ゆめこ)
一瀬グレンの妹。22歳。日本帝鬼軍少佐。身長：166センチ、黒髪ロングの姫カットと巨乳が特徴的な美少女。左手の親指に指輪をはめている。普段はお淑やかな振る舞いをしているが、命を賭けた戦闘を異常なまでに好む、破滅的思考の狂った戦争愛好家である。また、極度のサディストでもあり、妹のカレナに対しては拷問まがいのお仕置きをしたりしていた。名前はファンブックにて判明。鬼呪装備は日本刀で、高速で移動し素早く吸血鬼を切り倒していく戦術が得意。
一瀬 恵 (いちのせ けい)
一瀬グレンの妹。日本帝鬼軍少佐。鬼呪装備はダガーで、二刀流で戦う。ギャルのような外見の通り、周囲に対して高圧的で自己中心的な態度をとる。部外者からは不良少女として見られており、オシャレが大好きで金遣いが非常に荒い。
一瀬家出身であることを理由に高校時代では凄惨ないじめを受けていたという過去がある。殴る蹴るの暴行は当たり前で、無理やり落ちてる食べ物を食わされたり、好きでもない男子に告白させられたり、靴を舐めさせられたり、引き出しに動物の死骸を入れられたり等、考えられるあらゆるいじめを受け続けている。
一瀬 彩 (いちのせ あや)
一瀬グレンの未妹。13歳。階級は日本帝鬼軍新兵。渋谷第一中学校2年。黒髪ロングヘアと目の下のクマが特徴の少女。一人称は「私」。一瀬家出身であることからクラスメイトからのいじめを受けている。人と接することが苦手な極度の引っ込み思案だが、誰よりも心優しい性格の持ち主。
鬼呪装備は拳銃。
一瀬 正宗（いちのせ まさむね）
一瀬家分家の当主で、グレンの叔父。階級は少尉。長野県根羽村にある根羽基地の司令官を務めている。第二次名古屋防衛戦にて根羽基地が吸血鬼によって襲撃され死亡した。
過去の人物
一瀬 栄 (いちのせ さかえ)
一瀬家前当主で、グレン達兄妹らの父親。最終階級は中佐。一ノ瀬家及び使者家への見せしめの為に、柊家によって処刑される。
柊 一基/一瀬 一基 (いちのせ いちもと)
平安時代中期の宗教家。尾張国を本拠地とする柊家の分家である『一瀬家』の家祖。一瀬殿を邸宅としたことが家名の由来となった。

#### 二医家
二医 章仁（にい あきひと）
二医家次期当主最有力候補者。階級は日本帝鬼軍大佐。24歳。茶髪の青年で、グレンの幼馴染。
二医 裕也 (にい ひろや)
名門二医家直系で、章仁の異母兄弟。日本帝鬼軍大佐。二医家次期当主候補の一人で、勝ち気で言葉遣いが荒く、執念深い性格をしている。武器及び戦闘能力は不明。
二医 のこ (にい のこ)
名門二医家直系で、章仁の妹。日本帝鬼軍中佐。茶色のショートカットの美少女で、頭にはシカの角が付いたカチューシャをしている。鬼呪装備はバズーカで、鹿の姿をした赤い炎を発射し敵を爆破する。また、接近戦では小型のナイフで戦うこともできるなど戦闘能力は高い。
二医 仁郎（にい にろう）
二医家現当主。日本帝鬼軍大佐。章仁の父親にして、名門二医家の当主で、日本帝鬼軍衛生本部総司令官。天利派に属している。

#### 三宮家
三宮 雅（さんぐう みやび）
柊家の分家で名門三宮家の直系。三宮家次期当主候補。日本帝鬼軍大佐。役職は渋谷本隊赤坂連隊長。性別:男性、生年月日:1997年2月14日 (23歳)、身長:178センチ。三葉と葵の兄で、葵とは双子。
背が高く、色白で、明るいブロンドの髪と明るい青い目をした青年で、雅派のカリスマ的存在。口調は軽いが自信家な発言が多く、上司に対しても度々挑戦的な発言を取っている。普段は穏やかな振る舞いをしている為、女子からの人気も非常に高い。
三宮 和臣 (さんぐう かずおみ)
名門三宮家次期当主候補者の一人。階級は大佐。三葉の異母兄で、蒼士と葵の異母弟。粗暴で暴力的な性格で、女子に対しても平気で暴力を振るうなど三宮家の問題児。しかし、自身が認めた相手に対してはそれなりに敬意を払う武人気質な一面もある。ただの脳筋ではなく、狡猾な策略家である一面も備え持っている。鬼呪装備は大剣であり、作中でトップクラスの戦闘能力を持っており戦闘慣れしている一ノ瀬グレンや柊深夜を圧倒するほど。
三宮柚斗 (さんぐう ゆずと）
名門三宮家出身。少佐。三葉の弟で、短髪に金髪が特徴の少年。実力は三葉より上で、鬼呪装備を保有している。現在は六本木支隊の参謀を務めている。
三宮夕湖 (さんぐう ゆうこ)
名門三宮家直系の令嬢で、ロングヘアに青いリボンが特徴の少女。日本帝鬼軍少佐。天然な性格をしているが、実力は姉の三葉より上。
三宮家の当主（さんぐうけのとうしゅ）
名門三宮家の現当主で、三葉ら子供達の父親。階級などは不明で、現在はシルエットのみ登場している。

#### 四神家
四神 香澄 (しじん かすみ)
名門四神家出身。日本帝鬼軍陸軍二等軍曹。16歳。157cm。
優一郎の同級生の一人である元気でパワフル・行動的でポジティブな性格をした少女。鬼呪装備は羅刹のギターの形をした武器で、音を奏でることで、吸血鬼を攻撃することができる。
第二次名古屋防衛戦において四神香澄分隊を率いて吸血鬼と衝突し、一般吸血鬼3体を倒す功績を残したが、その後現れた貴族によって負傷し、名古屋から離れる。
四神 貴一郎 (しじん きいちろう)
名門四神家出身。四神家次期当主候補→四神家次期当主内定者。日本帝鬼軍大佐。28歳。8月10日生まれ。181cm。
香澄らの長兄で、右側に跳ねたアシンメトリーな水色髪が特徴。常に冷静沈着で、感情的になることは珍しいほどの寡黙な性格。少々神経質な面はあるものの、非常に頭の切れる人物で、現在は日本帝鬼軍憲兵隊本部所属の警務官を務めている。
四神 要 (しじん かなめ)
柊家の分家の一つである名門四神家の直系。四神家次期最有力候補者。22歳。172cm。1月13日生まれ。日本帝鬼軍大佐。
頭脳明晰・身体壮健・容姿端麗。周囲から次期当主候補の一人として期待されている黒髪の眼鏡男子。しかしそれらは全て表向きの顔に過ぎず、父から過大な期待を寄せられ、時に暴力も振るわれる生活ゆえに本性は醜く歪み切っており、精神的ストレス解消と称して弟妹を日々虐待している。自分自身にしか価値を認めておらず、心の中で他人を見下しながらニコニコと接して幸せを感じている。目的のためなら手段を選ばず、ゲームのように他人を弄ぶことに快楽を感じている。
鬼呪装備は不明ながら、一ノ瀬グレンや柊深夜とも互角かそれ以上の戦いを見せた。
四神 燈 (しじん ともり)
柊家の分家の一つである名門四神家の直系。18歳。155cm。11月22日生まれ。日本帝鬼軍軍曹。
ショートボブが特徴で、引っ込み思案で、人とコミュニケーションを取る事が苦手な少女。鬼呪装備は不明ながら、マイクを持っている描写があることから歌に関する能力であると思われる。
四神 りりあ
柊家の分家の一つである名門四神家の直系。日本帝鬼軍少佐。要の異母兄弟。外側に広がる、はねた金髪と毛先はピンク色が特徴の小柄な少女。剃刀を模したネックレスとバックルがトレードマーク。「ウシュシュ」と独特の笑い方をする。
鬼呪装備はバヨネット付きショットガン。
四神 楽奈 (しじん らーな)
柊家の分家の一つである名門四神家の直系。日本帝鬼軍曹長。白髪のウルフカットヘアーに金色と銀色のオッドアイが特徴。本能のままに生きる自由気ままな性格で、興味のあるものにはまっしぐらだが、興味のないものは視界に入らなかったり、好き嫌いの差が激しい。 自分のエゴを強く持っている人が好き。
鬼呪装備はギター
四神 立希 (しじん たき)
柊家の分家の一つである名門四神家の直系。日本帝鬼軍特務軍曹。156cm。8月9日生まれ。
一匹狼タイプのクールビューティーであるが、妹の燈には甘い。
鬼呪装備は不明。
四神 睦 (しじん むつみ)
名門四神家の令嬢。日本帝鬼軍少尉。身長153㎝。1月14日生まれ。
基本的に無口で、無表情。感情は余り表には出さないが、本当は誰よりも思いやり深い優しい性格。口下手な彼女なりに他人を気遣おうとしているが、自分が喋ると何か悪い結果になる事を自覚して黙っていることも多い。
鬼呪装備は不明。
四神 四郎 (しじん しろう)
四神家現当主→前当主。日本帝鬼軍大佐、中央音楽隊最高司令官。渋谷中央音楽学校理事長。51歳。10月3日生まれ。178cm
息子・娘への教育には厳しい態度で臨む人物で、すぐにカッとなり手を上げるところがある故、模試が満点でないだけで過剰な暴力に出る。第二次名古屋防衛戦の最中に長男の貴一郎と使者家らによってクーデターが発生し、貴一郎の圧倒的な強さの前に敗北し、当主交代を伝えた。
その後は子供たちに対する虐待の罪で地下の牢屋に幽閉された。

#### 五士家
五士 清花 (ごし きよか)
柊家の分家の一つである名門五士家直系。階級は日本帝鬼軍大佐。性別:女性。典人の異母姉にあたる。
透明感のある金髪ショートヘアに、すらっとしたクールな顔立ち、耳には複数のピアスをしている。右腕にはローマ字のタトゥーが入っている。首にはネックレスを身につけている。よくタバコを吸っている。一匹狼な性格が特徴で、家族とも仲が悪いわけでは無いが性格を理由に距離をとっている為現在は五士家とも疎遠になっている。夜型であり、活動は主に夜に行なっている。
柊暮人直属の戦闘部隊にして日本帝鬼軍最強と称されている「神ノ剣」に所属しているほどの戦闘力を有している。

#### 六道家
六道 悟 (ろくどう さとる)
柊家の分家の一つである名門六道家直系。階級は日本帝鬼軍少将。六道家次期当主内定者。性別:男性、生年月日:1994年12月7日生まれ(26歳)。身長191cm。鬼呪装備は刀状の黒鬼『無限』。
白髪・碧眼・190台の長身という、日本人離れした美形の男性。細身に見えるが服を脱ぐと逆三角形の隠れマッチョ。
歴代六道家最強と称されており、生まれつきの異次元的な才能を持ち、幼い時より一ノ瀬グレンや柊暮人を手加減をしながら圧勝し、柊真昼に対しても互角以上に渡り合っていた実力を有している。
六道 千里 (ろくどう せんり)
柊家の分家の一つである名門六道家直系。26歳。身長170cm。12月7日生まれ。
悟の双子の妹。白髪長髪で碧眼の女性。鬼呪装備は刀状の黒鬼『反転』。六道家では悟に次ぐ実力者であり、吸血鬼貴族に対しても互角以上の戦闘を見せた。
六道 硝子 (ろくどう しょうこ)
柊家の分家の一つである名門六道家直系。長い髪と濃い隈、右目に泣きぼくろを持つ気怠げな雰囲気の女性。中立的で感情的にならないクールかつ大人の雰囲気を持っている。
鬼呪装備はたばこの煙に関しているが、詳細は不明。
六道 薔薇 (ろくどう ばら)
柊家の分家の一つである名門六道家直系。16歳。160cm。日本帝鬼軍少尉。茶色のボブヘアーが特徴の少女。感情が表情に出やすいタイプでよく言えば素直、悪く言えば図々しい。かなりサバサバした勝気な性格で口調も男勝りな部分があり、怒りに駆られると不良のようなガラの悪い言葉遣いになる事もしばしばある。鬼呪装備は金槌の『菊ノ朝』で、金槌を使って五寸釘を飛ばし攻撃する。
六道 由基 (ろくどう ゆき)
柊家の分家の一つである名門六道家本家直系。日本帝鬼軍大佐。悟の異母姉。27歳。180cm。
名門六道家の次女にして高身長で金髪の美女。性格は軽妙かつ颯爽としており、軍人にありがちな陰湿な気質を表面的にはまったく感じさせない。それでいて勢いで動くことは少なく、様々な情報を多角的に分析し、熟慮を持って行動する研究者タイプ。初対面の相手には「異性の好み」を聞くのが常。
鬼呪装備は黒鬼ハーフトップの『暗質九』で、仮想質量を追加する事ができる。鬼の裁量で追加する質量はいくらでも増やすことが可能で、作中ではパンチ一発で人体を破壊するほどの威力を見せた。
六道 優太 (ろくどう ゆうた)
柊家の分家の一つである名門六道家本家直系。日本帝鬼軍大佐。悟の異母弟。19歳。3月7日生まれ。178cm。
ツンツン頭の黒髪が特徴的な少年で、温厚で心優しく人情深い性格をしている。
31巻にて初登場し、吸血鬼殲滅のために名古屋に出向いた。名古屋では都市防衛隊を壊滅させる程の圧倒的な強さを見せつけ、一部の貴族を震え上がらせる。32巻では第四位始祖オリーヴァ・ミットフォードと衝突し、オリーヴァに剣を使わせるほどの活躍を見せるが、一瞬の隙に攻撃を受け、負傷してしまう。間一髪で、オーリヴァから逃げ切り、静岡第一病院にて治療を受けている。
六道 咫義倚 (ろくどう あぎひと)
柊家の名門六道宗家36代目当主 (現当主)。日本帝鬼軍大佐で、日本帝鬼軍鬼呪装備研究局長。71歳。9月8日生まれ。
悟ら六道家直系の子供達の父親で、白髪に口髭が特徴的な老人。大の酒好きであり、任務で赴いた静岡でも実際に酒を飲んでサボる姿や酒を切らしておかわりを所望する姿が描かれた。しかしその一見だらしない言動とは裏腹に、六道家当主に相応しい実力を誇り、老体ながら身体も見事に鍛え上げている。
先祖
六道 鎌六/柊 鎌六 (ろくどう かまろく)
平安時代中期の宗教家で、六道家の家祖にして初代当主。
柊家の九男として生まれ、幼い時に京から近江国の宗教施設の主を任される。成人になると当時の柊家当主の世話役となる。死去する3年前に六道殿と呼ばれていたことから六道の名字を授かる。
六道 阿宗気 (ろくどう あそぎ)
六道家35代目当主で、『帝ノ鬼』北海道総括。
咫義倚の父親にして、悟らの祖父に当たる人物。シルエットのみ登場しており、世界崩壊前は帝ノ鬼の最高幹部を務めていたが、世界崩壊と同時に発生した未知のウイルスによるパンデミックにより病死した。

#### 十条家
十条学 (じゅうじょう まなぶ)
柊家の分家で名門十条家の直系。十条家次期当主候補。階級は日本帝鬼軍大佐。役職は関東軍新宿師団十条学連隊長、渋谷本隊参謀補。性別:男性、生年月日:1995年4月24日 (25歳)、身長:178センチ、血液型:B型。美十の長兄。
十条家の特徴である赤色の短髪に眼鏡をかけた青年で、知力や武術に長けているだけでなく、人の本質を見極め評価する力など組織を率いるにふさわしい才覚の持ち主である。質実剛健という言葉を絵に描いたような人物だが、保守的であり大義がなければ大胆な決断ができないなど内面的に弱い部分も持っている。美十の兄にあたるが、美十には冷淡な態度で接する上、美十への虐待同然の制裁を平然と行う。鬼呪装備は黒鬼の日本刀 (名前不明)。
十条翔 (じゅうじょう かける)
十条家の次期当主候補の一人で、グレン隊の十条美十の異母兄。日本帝鬼軍大佐。十条家の特徴である赤色のロン毛ヘアーが特徴の青年。十条家を信頼ではなく、恐怖で支配する独裁者。頭の回転が速く、手段を選ばずに様々な奇策で標的を陥れる為、家族や部下からは恐れられているが、一方で能力の高さを認められている。普段の日常生活では、部隊内で王様の様に横暴に振る舞い、女子相手にも平気で暴力を振るい、他部隊の生徒を悪辣な方法で陥れたり等、十条家屈指の問題児である。武器は不明。
十条周 (じゅうじょう あまね)
名門十条家直系。階級は日本帝鬼軍大佐で、日本帝鬼軍東海軍浜松師団司令官。
グレンの同級生で、他人に対し猜疑心を持たない性格だったが、過去に友達と思っていた同級生に単に金づるとして都合よく利用されていたことを知ったことで、人間不信に陥る。
十条 十志郎 (じゅうじょう じゅうしろう)
柊家の分家で名門十条家直系。十条家現当主。
階級は日本帝鬼軍特務大佐。役職は日本帝鬼軍装備部門統括。柊天利派。性別:男性、年齢:51歳。身長:181センチ、血液型:A型。十条美十ら兄弟20人の父親。
がっちりとした体格とウェーブのかかった長い赤髪、射殺すような鋭い眼光が特徴的な男性。寡黙で厳格、約束を重んじる。職業に対して生真面目な人物。
十条家の十男として生まれ、9歳の頃に当主内定者となった。若い頃は柊天利らと共に暴れ回っており『血の風』の異名を持つ。十条家当主内定者になっていたが、当主の座を狙う兄姉から狙われ、何度も命の危機に遭遇。しかし鍛え抜かれた戦術の前に兄姉らをねじ伏せ、23歳の時に正式に十条家当主になった。世界崩壊後は日本帝鬼装備部門のトップとして活動している。
十条 光麿 (じゅうじょう みつまろ)
柊家の名門十条家の直系。十条家当主　→ 前当主・隠居人。階級は日本帝鬼名誉大佐。役職は日本帝鬼軍相談役。性別:男性、年齢:86歳、身長:169センチ、血液型:B型。十志郎の父、美十らの祖父。
現在は車椅子で生活を送っている老人。世界崩壊前は『帝ノ月』の最高幹部であり、帝ノ月仙台本部長を務めていた。世界崩壊後はウイルスによって身体が侵され車椅子生活となった。
先祖
柊 十人/十条 十人 (じゅうじょう じゅうじん)
平安時代後期の宗教家、能書家。柊家の四男。十条家の祖。
平安時代後期の人物で、名門柊家の四男として生まれ、成人すると越前国の帝ノ鬼の統括を任せられる。その後、屋敷の別名であった『十条殿』の名を取り十条十人と名乗る。
十人は伝説の鬼「カエデの司鬼」を調伏し、その際に呪いとして髪が赤くなってしまった。また、影響は子孫にも受け継がれている。
十条 萬 (じゅうじょう よろず)
十条家元当主。光麿の父で、美十らの曽祖父に当たる人物。元『帝ノ月』仙台本部長。
名前のみ確認されている人物で、詳細は不明であるが、世界崩壊前の直前に亡くなっている事が作中で明らかにされている。

#### 渋谷本隊 (本軍)
統合参謀本部
柊 暮人 (ひいらぎ くれと)
統合参謀本部議長。階級は日本帝鬼軍元帥。

副議長
統合参謀本部副議長。在任者は不明。
柊 康平 (ひいらぎ こうへい)
陸軍参謀総長。階級は日本帝鬼軍大将。

柊 誠 (ひいらぎ まこと)
空軍参謀総長。階級は日本帝鬼軍大将。

柊 有栖 (ひいらぎ ありす)
海軍参謀総長。階級は日本帝鬼軍大将。

柊 マキ (ひいらぎ マキ)
吸血鬼殲滅軍参謀総長。階級は日本帝鬼軍大将。

事務局
磨島 綾 (まじま あや)
渋谷本隊 (本軍) 統合参謀本部事務長。三宮家の使者を務める磨島家出身。階級は日本帝鬼軍大佐。性別:女性、生年月日:1985年3月24日、年齢:35歳、身長:166センチ、血液型:B型。
全体的にバランスが取れたソフトエレガントの顔形に、ミディアムグラデーションの髪型が特徴の事務官。基本的にスーツ姿であるが、統合参謀本部会議中は軍服を着ている。非常にクールな性格をしている。
渋谷襲撃編にて日本帝鬼軍統合参謀本部会議が開催されている場面で初登場をした。事務局長として会議の進行を任されており、名古屋・大阪に集結した吸血鬼に対する作戦について議論をしていた。議論の最中に白夜教による日本帝鬼軍本部が攻撃が行われ、統合参謀本部会議室にも攻撃があった。爆弾の破片が腕や身体に刺さり負傷した。
実安 健 (さねやす けん)
渋谷本隊 (本軍) 統合参謀本部事務次長・管理部長。九鬼家の使者を務める実安家出身。階級は日本帝鬼軍大佐。性別:男性、生年月日:1989年3月21日、年齢:31歳、身長:170センチ、血液型:A型。
シャープな顎と離れた目、クールな雰囲気が印象的な男性で、磨島の側近を務める。
渋谷襲撃編にて初登場。白夜教による攻撃にて負傷した磨島の代理として、地下の核シェルターにて開催された会議に参加し会議の進行を務めた。
池野辺 亮平 (いけのべ りょうへい)
渋谷本隊 (本軍) 統合作戦本部情報部長。六道家の使者を務める池野辺家出身。階級は日本帝鬼軍大佐。性別:男性、生年月日:1983年3月29日、年齢:37歳、身長:183センチ、血液型:A型。
統合作戦本部情報部長を務める男性。クールな性格をしており、日本帝鬼軍に忠実。日本帝鬼軍の情報機関が集めた情報・分析を簡易化し、統合参謀本部のメンバーに伝達する役割を持つ。

#### 関東陸軍
赤坂師団
柊 太郎 (ひいらぎ たろう)
日本帝鬼軍を総べる柊家庶流出身。赤坂師団長。階級は日本帝鬼軍少将。性別:男性、年齢:27歳、身長:188センチ、血液型:AB型。シノア達の従兄弟に当たる。鬼呪装備は拳銃。
引き締まった体型に、紫色の髪とメガネが特徴の青年。常に沈黙かつ冷静沈着だが、根底には確固たる意志と覚悟を持つ他、困っている相手を何かと放っておけないお人好しな性格。
作中最高クラスの狙撃手で、100m離れた場所から拳銃で吸血鬼を1発で仕留める程の腕前の持ち主。
三浦半島師団
吸血鬼殲滅部隊『橫須賀ノ組』
志々雄露乃小隊
志々雄 露乃 (ししお つゆの)
志々雄露乃小隊長。一瀬家の使者を務める志々雄家出身。階級は日本帝鬼軍曹長。性別:女性、年齢:14歳、身長:152センチ、体重:43キログラム、血液型:AB型。
色白の肌で、後ろ髪が外側に若干跳ねた金髪ショートヘアの少女。表情の起伏をあまり見せないクールな性格だが、自身が辿った凄絶な過去の経験から、鬼呪装備を利用して相手を傷つけることや殺人に躊躇うことのない冷徹な一面も持ち、自身の命さえも軽んじてしまう危うさもある。
来女木 梨ナ(くるめぎ りな)
志々雄露乃小隊・副隊長 (事実上)。一瀬家の使者を務める来女木家出身。階級は日本帝鬼軍一等軍曹。年齢:13歳。誕生日:12月8日、身長:148センチ、体重:42キロ。血液型:B型。
肩の辺りまで伸ばしたピンク髪をシュシュで低い位置のツインテールにまとめた巨乳の眼鏡っ娘。基本的に引きこもり。容姿を変えたことによって性格が少し明るくなり、外出が好きになったものの、口が悪い。
鬼呪装備はハンマー。
力水 虹海 (りきすい にじみ)
志々雄露乃小隊員。一瀬家の使者を務める力水家出身。階級は日本帝鬼軍三等軍曹。年齢:14歳。誕生日:7月5日。身長:146センチ、体重:40キロ、血液型:AB型。
ピンクがかった白い肌で、明るい水色髪をふたつに纏めたツインテールの美少女で、天然かつ天真爛漫な性格をしており、隊長や他の隊員をあだ名で呼ぶ。
鬼呪装備はパンツ。
黒鉄 みかり (くろがね みかり)
志々雄露乃小隊員。一瀬家の使者を務める黒鉄家出身。階級は日本帝鬼軍三等軍曹。性別:女性、年齢:14歳、誕生日:156センチ、体重:45キロ、血液型:O型。
低い位置のツインテールに八重歯、とある事件でついてしまった首の傷跡が特徴の少女。肌は色黒でも色白でもない中間で艶があり、スタイルも良いため、よく高校生に間違えられるが、自分の八重歯が嫌いである。
気性が激しく攻撃的な性格であるが、本来は親友のことを大事に思う、姉御肌あふれる義理堅い。
鬼呪装備はヨーヨー
仙水小雨小隊
仙水 小雨 (せんすい こさめ)
仙水小雨小隊長 (名目上)。一瀬家の使者を務める仙水家出身。階級は日本帝鬼軍曹長。性別:女性、年齢:13歳、誕生日:11月16日、身長:144センチ、体重:42キロ、血液型:AB型。家族構成:両親、姉2人、兄1人、弟2人。
左目を眼帯で覆い、首にハートのチョーカーを巻き、小さなリボンをつけた（若干ピンク髪にも見える）薄い銀髪で、前髪を斜めに分けたボブカットの少女。血管がうっすら見えるような色白の肌をしているが、日常的にリストカットを行う極度の自傷癖の持ち主なため、身体に無数の傷があり、常に長袖を着ている。
少々面倒臭がりで物静かでよく溜め息をついているが仲間に対する思いやりは強い性格をしている。
鬼呪装備はナイフ。
鬼龍 紗雪 (きりゅう さゆき)
仙水小雨小隊副隊長・隊長 (事実上)。一瀬家の使者を務める鬼龍家出身。階級は日本帝鬼軍一等軍曹。性別:女性、年齢:15歳、誕生日:4月14日、身長:156センチ、体重:47キロ、血液型:A型。家族構成:両親、兄4人、妹1人。
腰まで届く黒髪ロングの姫カットで、規定の軍服を着用せず、短ランに黒いロングスカート（所謂学ランスカート）の出で立ちで、胸にサラシを巻いている。
非常にクールかつ冷静沈着な性格で、幼い頃からあらゆる格闘技を心得ており、学内及び近隣の学校の中でも群を抜いて喧嘩が強く、居合い抜きの達人。
鬼呪装備は日本刀。
紫苑 みかり (しおん みかり)
仙水小雨小隊員。一瀬家の使者を務める紫苑家出身。階級は日本帝鬼軍二等軍曹。性別:女性、誕生日:1月1日、年齢:14歳、身長:142センチ、体重:46キロ。血液型:B型。
ピンク髪の縦ロールヘアに前髪をハート型のヘアピンで留め、大きなリボンをつけている（ちなみに特徴的なハート型の眉はテープ）。もちもちとした色白の肌に、豊満なスタイルの持ち主。
わがままかつ高飛車だが誇り高く、勝ち気で負けず嫌いな性格。
鬼呪装備は箒。
桔梗 あさひ (ききょう あさひ)
仙水小雨小隊員。先祖代々一瀬家の使者を務める桔梗家出身。階級は日本帝鬼軍一等軍曹。性別:女性、年齢:15歳、誕生日:9月28日、身長:155センチ、体重:46キロ、血液型:A型。
オレンジ色のロングヘアをゆるやかに巻き、ギャル系メイクをした高校1年生の少女で、スタイルが良く運動神経は抜群で、人一倍正義感の強い性格の持ち主。中学の頃は部活で日焼けをして真っ黒だったが、高校入学後は美白一筋のギャルとなった。しかし、すっぴんは誰にも見せたくないらしい。
鬼呪装備はネックレス。
赤月花夜隊
赤月 花夜 (あかつき かよ)
赤月花夜隊・隊長。先祖代々一瀬家の使者を務める赤月家出身。階級は日本帝鬼軍曹長。性別:女性、年齢:14歳。誕生日:4月17日、身長:151センチ、体重:44キロ、血液型:A型。
前髪を斜めに分け、くせっ毛の紫髪をショートヘアにした少女。2年前に妹が殺害される前までは、よく笑う性格だった。
鬼呪装備はコンパクト。

#### 東海軍
柊 学人 (ひいらぎ　がくと)
日本帝鬼軍を総べる柊家庶流の静岡柊家出身。東海軍総司令官。階級は日本帝鬼軍中将。性別:男性、年齢:23歳、身長:176センチ、血液型:A型。
紫色の髪に、その左側の前髪と左目の下にウイルスによって出来た模様が入った容姿をしている。普段は気弱で、とてつもなく自己肯定感が低く、よく自分を卑下する悪癖がある。しかし戦闘時になると瞬時に部下に対して司令を出し、素早く状況判断ができる賢明な性格に変化する。武器は黒鬼で数珠の『陽光闇』で、魔術の様な技を繰り出し闘う。
浜松師団
柊 ココノツ/浜松 ココノツ
浜松師団の師団長で、日本帝鬼軍少将。柊家の分家である浜松柊家直系にして次期当主。年齢は16歳。
ボサホザ髪が特徴的な少年で、普段は浜松第一高校に通っている。静岡防衛編にて初登場を果たし、浜松城に設置されている浜松師団司令本部にて指揮を行っている。吸血鬼による浜松侵攻では、自ら現場に出撃し吸血鬼数体を倒し、新城市に進軍する最中に第五位始祖キ・ルクに襲われ死亡した。
柊 ほたる/浜松 ほたる
浜松師団の副師団長で、日本帝鬼軍准将。柊家の分家である浜松柊家直系にしてココノツの異母姉。静岡防衛編にて初登場した。外見はセミロングの銀髪に長身でココノツよりも少し背が高い。グラマラスな体形の美少女。
第五位始祖キ・ルクら吸血鬼によって浜松城が襲撃された際に他の兵士らとともに殺害された。
柊 サヤ/浜松 サヤ
浜松師団参謀で、日本帝鬼軍准将。柊家の分家である浜松柊家直系にしてココノツの異母妹。静岡防衛編にて初登場した。外見は淡い茶色のロングヘアでらワンレングスなので、前髪が落ちてこないように2本のヘアピンで留めている。四白眼で八重歯の少女。
普段は浜松第一高校に通っている生徒であり、バスケ部に所属している。
第五位始祖キ・ルクら吸血鬼によって浜松城が襲撃された際に他の兵士らとともに殺害された。
赤井 直人 (あかい なおと)
名門三宮家の使者を務める赤井家出身。階級は日本帝鬼軍大尉で、日本帝鬼軍東海軍浜松師団参謀補。
天然パーマで眼鏡を掛けており、身長は高めだが痩せ型。運動は苦手でマラソンは周回遅れをするほど。おとなしい性格をしている。鬼呪装備は剣。
雪森 早瀬 (ゆきもり はやせ)
名門ニ医家の使者を務める雪森家出身。階級は日本帝鬼軍大尉で、日本帝鬼軍東海軍浜松師団参謀補を務めている。
髪留めと八重歯がチャームポイントの少女で、鬼呪装備は槍。湖西の戦いにて吸血鬼と衝突し、多数の吸血鬼を撃破するが、第五位始祖であるキ・ルクに身体を切られて死亡した。
吸血鬼突撃部隊 『濱松󠄁ノ組』
小鳥遊いろは隊
小鳥遊 いろは (たなかし いろは)
一瀬家の使者を務める小鳥遊家出身。日本帝鬼軍軍曹。小鳥遊いろは隊隊長。15歳。8月22日生まれ。156cm。
ピンク色の髪が特徴の少女で、日頃は控えめだが、ここ一番では芯の強さを見せる性格をしている。
終わりのセラフを完成させた事により上位始祖の吸血鬼らが日本帝鬼軍を殲滅させるために東京に侵攻を開始した。渋谷第一中学校に通っていたいろは柊家の命令により日本帝鬼軍に入隊させられてしまう。数週間の訓練後に濱松󠄁ノ組に配属され、浜松を舞台にして吸血鬼と市街戦に突入、いろはは武器にしている弓を用いて攻撃し、吸血鬼数人を撃退し安堵していた所に第5位始祖のキ・ルクが現れた。キ・ルクは素早い速さでいろはの背後に回り込み武器を落とすと、いろはの首を掴んだ。その光景を監視していた兵士の一人がボタンを押すといろはの腰に巻き付けられていた呪いが掛かった爆弾が爆発しいろは共々粉々になった。キ・ルクは致命傷を負うもの生き残り、その場を去った。
涼風 やちよ (すずかぜ やちよ)
一瀬家の使者を務める涼風家出身。階級は日本帝鬼軍第二軍曹。小鳥遊いろは隊副隊長。19歳。165cm。
青色のロングヘアが特徴の少女。大人な落ち着きと沈着性冷静さを併せ持つ。観察眼が鋭く、冷静で頭の回転も速いことから調べ事や推理が得意。いろは隊に配属されるまでは自身の部隊を率いていた。名古屋戦にも参加しており、いろは隊では唯一の実戦経験者である。浜松戦では主戦力として吸血鬼に一撃を与えている。突然現れた第五位始祖キ・ルクに対して応戦するが、圧倒的な力の前に力尽き、最後はキ・ルクに背中を切られ絶命した。
鬼呪装備は武器はハルバードに似た槍で、この槍を大量に出してミサイルのように打ち込むことも可能。
如月 鶴乃 (きらさぎ つるの)
一瀬家の使者を務める如月家出身。階級は日本帝鬼軍伍長。小鳥遊いろは隊隊員。17歳。
とにかく元気で明るく裏表のない快活な性格。初対面の相手にも物怖じせずに話しかけるが、お喋りで一度話し始めると止まらない。また、頭の回転も早い。
吸血鬼侵攻によって日本帝鬼軍の兵力が増員された事により、徴兵され、訓練後にいろは隊に配属される。浜松戦ではやちよ、フェリシア、さなと共に至近戦を展開し、2体の吸血鬼を倒す成果を残す。第五位始祖キ・ルク襲来では、傷を負いながらもやちよと共に闘う。最後はキ・ルクの振った剣で吹き飛ばされビルに激突し死亡した。
鬼呪装備は火炎を吹き出す2本の扇子で、「ちゃらぁー！」「しゃっしゃー！」と聞こえる独特な掛け声と共に敵に斬りつけて攻撃する。
獅子王ももこ隊
獅子王 ももこ (ししおう ももこ)
一瀬家の使者を務める獅子王家出身。階級は日本帝鬼軍軍曹。渋谷第一高校→獅子王ももこ隊隊長。16歳。161cm。
姉御肌な少女で、兄と弟が5人おり、男兄弟に揉まれたことで男っぽい性格をしている。気さくで面倒見がよく、度をすぎておせっかいになることもあるが、考え方が単純で力任せになることが多い。
渋谷第一高校に通っていたが、柊家の徴兵命令によって日本帝鬼軍に入隊。その後、獅子王ももこ隊を発足させ、浜松戦に参加。浜松戦では武器としている大剣で多くの一般吸血鬼を倒し、浜松師団を前進させる活躍を見せた。愛知県豊橋市を移動中に第四位始祖オリーヴァ・ミットフォードと遭遇。直ぐに戦闘体制に入るものの既に遅く、装備していた大剣と共に身体を真っ二つにされ死没した。
鬼呪装備は身の丈ほど巨大な剣で、巨大な鉈を振り回して戦う。
道明寺 レナ (どうみょうじ レナ)
一瀬家の使者を務める道明寺家出身。日本帝鬼軍伍長。15歳。149cm。
自分のことを｢レナ｣と名前で言う。ぶりっ子というよりはどこか自分を三人称的に俯瞰して見ている節がある少女。水色の髪色が特徴。
柊家による徴兵によって日本帝鬼軍に入隊し、獅子王ももこ隊に配属される。浜松戦ではももこと共に戦闘を行い、一般吸血鬼3体を倒す成果を上げる。その後愛知県豊橋市を移動中に第四位始祖オリーヴァ・ミットフォードの襲撃を受け、その場でももこが殺害されると、動揺してしまい隙を与えてしまう。最後はオリーヴァ・ミットフォードに頭をデコピンされ絶命した。
鬼呪装備は三又槍で、接近戦を好む。
花依 かえで (はなより かえで)
一瀬家の使者を務める花依家出身。日本帝鬼軍一等兵。14歳。150cm。
花依百合子とは従姉妹の関係にあたる。基本的に気弱で泣き虫だが、いざというときの決断力と行動力には目を見張るものがあり、普段の弱さからは想像もできない芯の強さをもつ少女。
柊家の徴兵によって日本帝鬼軍に入隊し、獅子王ももこ隊に配属される。浜松戦ではももこ、レナと共に吸血鬼と戦闘し、2人を補佐した。その後、愛知県豊橋市を移動中に第四位始祖オリーヴァ・ミットフォードに遭遇し、ももことレナを失うと、最後の勇気を振り絞り杖で殴りかかるが指で止められ、人差し指で心臓を貫かれて絶命した。
鬼呪装備は湾曲した杖。
鳳凰グレイ隊
鳳凰 グレイ (ほうおう グレイ)
一瀬家の使者を務める鳳凰家出身。日本帝鬼軍軍曹。16歳。159cm。
16歳にして様々な賞を受賞している天才芸術家。激しやすく、興奮しやすい性格の持ち主で、頭に血が昇りやすいのか、エキサイトした際やキレた際など、よく顔が上気する。緑色のロングヘアに軍帽が特徴。
鬼呪装備は緑色に発光するキューブ。キューブは3×3立方に分割することが可能で、ビームを放って攻撃する事ができる。
皇 みふゆ (すめらぎ みふゆ)
一瀬家の使者を務める皇家出身。日本帝鬼軍伍長。19歳。
白髪のショートカットで、頭頂部の毛が動物の耳か昆虫の触角のようにはねているのが特徴の少女。実戦経験者であり、ベテランらしく振る舞いは落ち着いているが、やちよに比べると少し情緒不安定。
バレリーナのような優雅な動きで戦う。鬼呪装備は巨大なチャクラムで、バックスピンをかけて投げることで地面を転がって手元に帰ってくる。
仙石 月夜 (せんごく つくよ)
一瀬家の使者を務める仙石家分家出身。日本帝鬼軍一等兵。17歳。
月咲の双子の姉で、正面から見ると月咲と瓜二つでどちらも大きな赤いリボンを結んでいる等殆ど見分けがつかないが、髪型が杏子に似た幅の広いポニーテールを着けている。妹と比べると落ち着いた雰囲気で、「〜でございます」等、基本的に相手をおちょくったような奇妙な丁寧語が特徴な性格をしている。
鬼呪装備は篠笛で、中指に紐で繋がれた篠笛から攻撃力を持った音色を放って攻撃する。
仙石 月咲 (せんごく つかさ)
一瀬家の使者を務める仙石家分家出身。日本帝鬼軍一等兵。17歳。
月夜の双子の妹で、正面から見ると月夜と瓜二つでどちらも大きな赤いリボンを結んでいる等殆ど見分けがつかないが、よく見ると髪型はツインテールで、姉と比べるとスレンダーな体型をしている。落ち着いた雰囲気で馬鹿丁寧な口調の姉とは対照的に、明るく元気な雰囲気と砕けた口調が特徴。
鬼呪装備は姉と同じく篠笛で、中指に紐で繋がれた篠笛から攻撃力を持った音色を放って攻撃する。
三千院 令 (さんぜんいん りょう)
一瀬家の使者を務める三千院家出身。日本帝鬼軍一等兵。15歳。
かなりドライでしっかりした性格で、周りに流されず自分の主張を貫けるたくましさを持つ。
鬼呪装備はデジタルカメラで、カメラ使用時は撮影した相手を写真の中に閉じ込める能力を発動するが、望遠レンズのため接近戦には向かないようで、普段はバズーカで戦っている。
東雲みたま中隊
東雲 みたま (しののめ みたま)
『濱松󠄁ノ組』東雲みたま中隊の中隊長で、一瀬家の使者家の一つである東雲家出身。日本帝鬼軍大尉。年齢17歳、身長166cm。
鈍い青い瞳と長い灰色の髪を持ち、前髪は額を横切り、頬骨まで届くほど短くカットされている。後頭部はお団子にまとめられており、その大部分は顔の横に黒いリボンがついた小さな三つ編みでポニーテールになって居る少女。
鬼呪装備はシルクで、シルクに似た布を相手にかぶせ、そこから鬼呪を染み込ませて攻撃する事が出来るが、難易度が高いために普段は隊員のサポート・作戦司令を担当している。
東雲 みかげ (しののめ みかげ)
『濱松󠄁ノ組』東雲みたま中隊の隊員で、東雲たまえの妹。一瀬家の使者家の一つである東雲家出身。日本帝鬼軍軍曹。年齢11歳、身長145cm。
姉のことは「姉ちゃ」と舌足らずに呼ぶだけでなく、他人をあだ名で呼ぶ。お団子ツインテールの天真爛漫な少女で、駄菓子が好物。姉・みたまを彷彿とさせる自由奔放だが憎めない性格。幼いぶん彼女のほうが他人を巻き込む能力が高く、みたまでも振り回されてしまう。
鬼呪装備はジャマダハル。
上國料 十七夜 (かみこくりゅう かなぎ)
『濱松󠄁ノ組』東雲みたま中隊の副隊長で、一瀬家の使者家の一つである上國料家出身。年齢18歳。身長155cm。
白髪のショートカットが特徴の少女で、学者や貴族を思わせる古風な男口調で話す。一人称は「自分」で、左利き。兄が4人、姉が2人、弟が3人居る。
鬼呪装備は馬上鞭。
朱雀 かなえ (すざく かなえ)
『濱松󠄁ノ組』東雲みたま中隊の隊員で、一瀬家の使者家の一つである朱雀家出身。日本帝鬼軍曹長。年齢16歳、身長165cm。
一人称は「あたし」か「自分」。聞こえるか聞こえないかぐらいの低い声でぼそぼそと喋る。連携が苦手で個人行動を好むため『中隊の問題児』と呼ばれて居る。ギターが弾けるらしい。左利き。
三白眼のクールな容貌の持ち主。そこにイチャモンをつけられる形で素行の悪い連中に絡まれ、やり返すうちに荒れてしまうこととなった。自分からは決して喧嘩を売らないにもかかわらず、喧嘩が更なる喧嘩を、面倒事が次の面倒事を引き寄せる事となり、小学生の頃からこの生活が続いている。だまし討ちをされたこともあり、兵士となった後も背後から誰かに近づかれると過敏に反応してしまう。
鬼呪装備は先端から黒煙が立ちのぼるパイプ
杠 メル (ゆずりは メル)
『濱松󠄁ノ組』東雲みたま中隊の隊員で、一瀬家の使者家の一つである杠家出身。日本帝鬼軍兵長。年齢14歳、身長145cm。
緑色の髪が特徴の少女で、無理矢理くっつけた感の強いですます口調で喋る。一人称は「ボク」。占いが趣味らしいが、やちよの弁では「結果に誘導する」との事。
鬼呪装備はカード
村雨 明日香 (むらさめ あすか)
『濱松󠄁ノ組』東雲みたま中隊の隊員で、一瀬家の使者家の一つである村雨家出身。日本帝鬼軍兵長。年齢:16歳、身長:160cm。
実家である村雨家は一瀬流薙刀を教える道場を運営しており、明日香も師範代の地位にある。姉が1人、弟が2人、妹が1人居る。
清廉潔白をモットーとする真面目な性格の持ち主。名門道場の娘だけあって普段から敬語口調である。その反面、そそっかしく早合点することが結構あり、また思い込みも激しいことがあるため、それが元で騒動を巻き起こすことが多い。
鬼呪装備は薙刀。
仙石 かのこ (せんごく かのこ)
『濱松󠄁ノ組』東雲みたま中隊の隊員で、一瀬家の使者家の一つである仙石家出身で、日本帝軍の命令により軍事工場を運営している。日本帝鬼軍兵長。月夜・月咲姉妹とは従姉妹に当たる。
板金工場の家に生まれた一人娘で、他に跡取りがおらず、親からは工場を受け継いでもらいたいと思われており、苦悩している。本人は大真面目だが周囲からは変な目で見られることがままある。
鬼呪装備はレイピア。
道明寺 夏希 (どうみょうじ なつき)
『濱松󠄁ノ組』東雲みたま中隊の隊員で、一瀬家の使者家の一つである道明寺家出身。レナとは従姉妹に当たる。兄が居たが、道明寺家に対する見せしめの為に小学生の頃に殺害されている。その他に姉が1人と弟が2人・妹が2人居る。
野球をやっている兄がおり、かつては自身も野球をやっていた。誰かを応援するのが根っから好きなようで、他の兵士達の戦闘もしくは自主練習の最中にやって来て応援を始める姿が確認されているが、騒がし過ぎたり、そそっかしいのが欠点。
鬼呪装備はバトンをこん棒のように振り回して戦う。
一 ひなの (にのまえ ひなの)
『濱松󠄁ノ組』東雲みたま中隊の隊員で、一瀬家の使者家の一つである一家出身。日本帝鬼軍少尉
緑色のショートヘアに寝癖が特徴の少女。身長は145cmと非常に小柄で、小学生かと間違われる程に見た目が幼い。しかし、18歳・兵士歴が5年と『濱松󠄁ノ組』では、涼風やちよに次いで長い。
一人称は、カタカナで「アタシ」。男っぽいぶっきらぼうな口調で話す。ベテラン兵士としての経験や洞察力、面倒見の良さや真っ当な倫理観から信頼のおける人物として頼りにされることが多い。
鬼呪装備は爆薬が仕込まれた試験管やフラスコで、それらを吸血鬼に投げつける。
臨時吸血鬼殲滅部隊 『第一名古屋突撃隊』
新妻 沙也加 (にいずま さやか)
『第一名古屋突撃隊』新妻分隊・分隊長。性別:女性、生年月日: 1991年3月15日、年齢:29歳、身長:158センチ、体重:47キロ、血液型:O型、出身地: 神奈川県横須賀市。
シャープな輪郭を持つ顔形に、ショートヘアが特徴の女性。真面目な性格で他人や自分の行動がゆるせないことも多い。また、好悪の感情の激しく判断が偏ってしまうこともある。
第二次名古屋攻撃編にて初登場し、日本帝鬼軍が上位始祖ら吸血鬼が大阪に集結し、首都渋谷に進軍するとの情報を得た。そして柊暮人の名により吸血鬼殲滅部隊が増設され、沙也加もメンバーの1人に選出され、分隊長に任命される。第五位始祖のキ・ルクが名古屋入りするのと同時刻に沙也加ら第一名古屋突撃隊も名古屋に入った。そして豊国神社付近にキ・ルクが率いる吸血鬼部隊が接近したところで、突撃隊が煙幕とともに奇襲攻撃仕掛ける。沙也加は素早い動きで吸血鬼を3体刀で斬り倒した。そしてキ・ルクめがけて刀を振ろうとした所で、キ・ルクの側近にして第九位始祖のホジ・アドィに心臓付近から胴体を切り裂かれ、大量の血が吹き出しながら地面に倒れ死亡した。モデルは女優の北乃きい。
蛍火 鈴華 (ほたるび すずか)
第一名古屋突撃隊蛍火班・班長。性別:女性、生年月日:1998年6月19日、年齢:21歳、身長:159センチ、体重:46キロ、血液型:AB型。鬼呪装備は刀状。
アクティブキュートの顔形に、末広型二重の目、透き通った鼻に、ボブヘアの髪型が特徴の美少女。謙虚で控えめな性格であるが、上司や部下への気配りができる思慮深い一面もある。
千明 環奈 (ちぎら かんな)
第一名古屋突撃隊蛍火班・班員。性別:女性、

#### 中部軍
『夜ノ光組』
不破 花蓮 (ふわ かれん)
中部吸血鬼殲滅軍『夜ノ光組』総隊長。一瀬家の使者を代々務める家系である不破家出身。階級は日本帝鬼軍少尉。性別:女性、生年月日:1998年7月20日 (22歳)、身長:161cm、血液型:A型。
高校時代一瀬グレンの2歳年下の後輩で、細顔のルックスに先端と一部マリンブルー色のショートヘアそれに目色もマリンブルーとなっている。軍人でありながら日本帝鬼軍の軍服を着ておらず白色の生地にハートのような絵柄が入ったヘソだしトップスにデニムのショートパンツを履いた女性。
大阪集結編にて初登場した。柊マキ率いる参謀本部の命令で、大阪に集結した上位始祖・貴族を含む吸血鬼を殲滅せよとの特攻作戦に等しい命令を受ける。24巻にて大阪に集結し会議を行なっていた吸血鬼の場所に約100人の部下と共に奇襲攻撃を仕掛けた。突然の攻撃に驚き不意を突かれた吸血鬼を一瞬の早技で倒していき、第三位始祖レスト・カーに近づき首を狙うがレスト・カーは自身の武器で攻撃を防ぐ、そしてそのまま雷撃を発生させるムチで花蓮を地面に叩きつけた。レスト・カーの攻撃をうけ動けなくなった花蓮は胸に巻き付けてあった鬼呪が掛かった爆弾を作動しようとしたが、それに気付いたレスト・カーが起動線を切ったために不発に終わった。
何も出来なくなった花蓮はレスト・カーによって捕虜になってしまう。レスト・カーは部下に対して花蓮を拷問して敵の情報を吐かせるように命じる。レスト・カーの部下は花蓮に対して水責め、火あぶりなどの拷問を行うが、花蓮は口を割らずに沈黙を保った。
何をやっても無駄だと判断したレスト・カーは花蓮を地面に叩き付けて、頬を足で踏むとそのまま花蓮の顔を何度も蹴り、頭部を粉々にして花蓮を殺害した。遺体は近くに居たヨハネの四騎士によって喰われた。
村主 リオ (すぐり リオ)
中部吸血鬼殲滅軍『夜ノ光組』総副隊長。一瀬家の使者を代々務める家系である村主家出身。階級は日本帝鬼軍特務曹長。性別:女性、生年月日:1999年5月2日 (21歳)、身長:160センチ、血液型:B型。
花蓮の右腕にして夜ノ光組のNo.2。金髪のストレートヘアーが印象的なクールな顔立ちで、整えられた薄茶の眉毛、青色の目、右耳にはリングピアスを身に付けている。他の隊員同様に日本帝鬼軍の軍服は身につけておらず、白いのチューブトップに半袖のデニムジャケットを着ており腹筋とヘソだしスタイル。首にはネックレス、右手には黒手袋を身につけている。下半身はボロボロのデニムに茶色の皮ベルトをしているのが特徴の女性。
23巻にて総隊長の花蓮より上位始祖・貴族らの討伐命令を受ける。その夜に花蓮ら隊員達と最後の宴と爆薬を身体に入れ込む。24巻にて大阪に集結し会議を行なっていた吸血鬼の場所に約100人と共に奇襲攻撃を仕掛けた。リオは近くに居た第四位始祖オリーヴァ・ミットフォードを背後から襲いかかるも避けられ、気づいた瞬間には右腕が切断されていた。痛みに耐えられずにリオはその場で気絶し、オリーヴァ・ミットフォードの部下により胸、腹、足などを剣で串刺しにされ死亡した。
『金沢ノ壱組』
雨水 晶 (うすい あきら)
吸血鬼殲滅軍中部吸血鬼殲滅軍石川方面隊『金沢ノ壱組』総隊長。階級は日本帝鬼軍『少尉』。先祖代々一瀬家の使者(家臣)を務める雨水家出身。
バランスが良い細顔に、白髪のオールバック、両耳にピアスを複数付けている。また、服装はスーツで、胸のボタンを閉めていない為胸股が見えている。首には黒ベルトと胸にはネックレスを付けた大人の女性。
性格は非常にクールかつ冷静であり、また素早い状況判断で部隊を限りなく犠牲者を出さないことを戒めにしている。
鬼呪装備は日本刀『名前不明』で、剣術も見事なまでに鍛え上げられている。
『金沢編」にて初登場を果たした。上位始祖の一人にして第四位始祖のラジェーシュ・カービア率いる軍団が金沢に進軍を開始すると石川方面隊が迎え討つことになっていた。雨水率いる『金沢ノ壱組』は石川県白山市の山中にしてラジェーシュ・カービア軍団の幹部である貴族と思われる吸血鬼に対して奇襲攻撃を仕掛けた。貴族は奇襲攻撃を察して雨水の攻撃を交わし、雨水に対して攻撃を行うも雨水は剣で攻撃を受け止める。両者素早い速さで山中を舞台にした剣と剣がぶつかり合う戦いをした。雨水はこのままでは勝負にらちがあかないと考え、貴族の吸血鬼の動きを一瞬でも止めることが出来れば勝機はあると判断した。そこで雨水は山中に生えた木の枝をあらゆる方向から投げつけて貴族の吸血鬼が避けようとした所を討とうした。案の定雨水の作戦は成功し、貴族の吸血鬼は雨水が投げつけた木の枝を避けるために一瞬手の動きをやめた。その一瞬を見逃さなった雨水は下から吸血鬼の身体を剣で切った。吸血鬼は鬼呪がかけられた剣に切られたことにより再生が出来ずに身体が崩れていくが、吸血鬼は最後の力を振り絞って雨水の太ももに傷をつける。吸血鬼はそのまま消滅した。
貴族の吸血鬼を倒した、雨水であったが太ももに重傷を負い、近くにいた部下と共に近くにあった岩屋俣谷川の水で傷を洗い布で傷口を塞いだ。そして金沢に戻るために移動していた雨水であったが、その途中で突然の高熱、下痢、嘔吐に襲われた。直ぐに雨水は動けなくなり、近くの岩陰に身を隠した。しかし、その夜に突如として雨水は発狂した。部下が雨水の身体を見るとドロドロに溶け始め、溶けた部分は硬く固まっていた。それから約1時間後に身体全体が溶け固まり、固まった雨水の頭頂部からは木が生えていた。
後に部下によってこの症状は第五位始祖のフハ・プラントによる攻撃であることが判明した。
斬魔 香月紗 (ざんま かづさ)
吸血鬼殲滅軍中部吸血鬼殲滅軍石川方面隊『金沢ノ壱組』総副隊長 → 総隊長。先祖代々一瀬家の使者を務める斬魔家出身。
細顔に透明で透き通った肌、黒色のショートボブ、軍服は着ておらず、黒色のエレガントと黒色のベルト、黒色のハイライトが特徴の女性。鬼呪装備は肉体強化型であるが、名前は不明。
金沢編にて初登場した。総隊長の雨水がフハ・プラントが撒いた寄生吸血鬼によって殺害されると石川方面隊により総隊長に就任した。直ぐに部下と共に作戦会議を行い、ラジェーシュ・カービア軍団殲滅に向けて白山市に進軍する。道中でラジェーシュ・カービアと遭遇、斬魔は直ぐにカービアに対して殴りを入れるが、カービアは小指で受け止める。そしてカービアは斬魔の腹にパンチを入れ込む。パンチは斬魔の腹を突き抜けて背中から外に出た。斬魔はその場で倒れ込み死亡した。斬魔の遺体はカービアの部下によって料理にされカービアに食された。

#### 日本帝鬼海軍
東京湾艦隊
綱村 宏 (つなむら ひろし)
東京湾艦隊司令官 兼　若洲基地司令官。
階級は日本帝鬼海軍中将。性別:男性、生年月日: 1980年1月14日、年齢:40歳、身長:180センチ、血液型:A型。明るく染めた髪に日焼けした肌を持つワイルドな見た目をした男性。

#### 関係者
百夜孤児院の子供達
優一郎とミカエラの家族である茜（あかね）（声 - 吉成由貴/大地葉）、千尋（ちひろ）（声 - 宇山玲加）、香太（こうた）（声 - 清水はる香）、亜子（あこ）（声 - 三宅麻理恵）、文絵（ふみえ）（声 - 森永千才）、太一（たいち）（声 - 小堀幸）。
世界崩壊の際、〈終わりのセラフ〉の因子を持っていたがクルルの計らいで地下都市へ移送されたが、4年前フェリドに殺害され、その遺体はフェリドの屋敷に保管されている。
早乙女 巴（さおとめ ともえ）
声 - 日笠陽子
与一の姉。〈終わりのセラフ〉の被験体の1人。そばかすが特徴。
世界崩壊時、家に侵入した吸血鬼から与一を庇い、部屋に現れたラクスに血を吸われ殺害された。
君月 未来（きみづき みらい）
声 - 黒沢ともよ
士方の妹。〈終わりのセラフ〉の被験体の1人にして、第五ラッパの宿主である〈第五のラッパ吹き〉。
未知のウイルスに感染し隔離病棟に入院している。しかし、実際は秘密裏に暮人によって人体実験のモルモットにされており、名古屋空港にて暮人に終わりのセラフを覚醒させられる。しかし、同じく覚醒した優一郎に敗れる。
名古屋戦後、天利討伐のため再び終わりのセラフとして覚醒し、暮人に好機を与える。しかし、天利の死後に現れた四鎌童子に対して攻撃しようとするも、彼の「止まれ」の一言で活動を停止する。
真祖の覚醒に伴って再び軍に終わりのセラフとして覚醒されるが士方と与一によって軍から連れ出される。その途中、真祖を封印するために必要な罪鍵を回収するために鬼となったグレンに殺害される。
少年（本名不明）
名古屋にあるグレンの実家で拘束されている少年。鬼を宿している。〈終わりのセラフ〉の被験体の1人にして第六ラッパの宿主である〈第六のラッパ吹き〉。

#### 終わりのセラフ
第二ラッパ　塩の王（しおのおう）
声 - 入野自由
優一郎に宿る〈終わりのセラフ〉。
物質問わず全てを塩に変える能力を有する。塩で生成した剣は鬼呪装備の戦闘力を遥かに凌駕し、未来に宿る〈終わりのセラフ〉である悪魔アバドンさえも一撃のもと斬り伏せた。鬼呪装備を持つ優一郎を宿主としているため、本来は白い翼が黒く変色している。
戦闘能力・治癒能力は高く、特殊配合の薬を服用したことで心臓が破れ即死した優一郎を無理矢理生かした。〈終わりのセラフ〉特有の人間に対する殺意を持ち、優一郎から人格を乗っ取った際には必ず人間を皆殺しにしようとする。
『ヨハネの黙示録』における「黙示録のラッパ吹き」の「第二のラッパ吹き」に該当。
第五ラッパ　悪魔アバドン（あくまアバドン）
声 - 黒沢ともよ
未来に宿る〈終わりのセラフ〉。
悪魔アバドンを召喚・使役する能力を有する。吸血鬼の貴族ですら相手にならない程の破壊の力を行使する反面、発動・制御には多くの生贄を必要とする。
『ヨハネの黙示録』における「黙示録のラッパ吹き」の「第五のラッパ吹き」に該当。
第六ラッパ
グレンの実家に拘束されていた少年に宿る〈終わりのセラフ〉。
ヨハネの四騎士を異世界から呼び出す能力を有している。
優一郎を鬼でも人間でも天使でもない、「存在自体が禁忌」として殺そうとする。しかし、死闘の最中優一郎に宿主にも鬼がいることを見破られたことを来由に敗北。交戦後に現れた罪鍵はフェリドに回収される。
『ヨハネの黙示録』における「黙示録のラッパ吹き」の「第六のラッパ吹き」に該当。

#### その他の人物
ユウ
真祖が連れ歩いていた少年。その容姿は優一郎と瓜二つ。〈終わりのセラフ〉に似た力と、人間を吸血鬼化させる血を持つ。真祖を「シガマドゥ」と呼ぶ。ウルド・リーグが人間だった頃から存在している。
アシェラからは奴隷と思われていたが、一日を食事・読書・睡眠など遊んで過ごしており、奴隷という言葉すら知らなかった。
アシェラとは、彼が奴隷として売られているところを同行していた真祖が買い取った事で知り合い、良好な関係を築こうとしていた。しかし、アシェラが真祖に呼ばれた夜に真祖に力を引き出されるも暴走してしまい、アシェラに致命傷を与え、ユウ自身も真祖に首を刎ねられる。その死体は、血が適合したアシェラを真祖の意図で吸血鬼化させた後真祖に回収され、吸血鬼化したアシェラに首が繋がっている状態で発見されるも、意識はない様子。その正体は謎に包まれており、同時代ではあるがアシェラの吸血鬼化後にクルルやノ夜が吸血鬼となった頃、アシェラが最初に会ったユウと瓜二つの「幼いユウ」が登場しているが、ノ夜に殺害されている。
ミカエラ
暗黒時代に真祖の屋敷で入室を禁じられている部屋の棺の中に死体の状態で保管されている女性。背中に4枚の翼を持ち、ユウからは「きれいな女の人」と評されている。
その正体は真祖の子供。真祖がある者達に濡れ衣を着せられたことで殺害された。アシェラとクルルとノ夜がなり損なった存在であり、ウルドとリーグとフェリドとクローリーにも関係がある模様。

### 吸血鬼

#### 日本
クルル・ツェペシ
声 - 悠木碧
吸血鬼の都市サングィネムを支配する女王。
性別:女、年齢:3,000歳以上、身長:145cm、誕生日:10月27日、血液型:AB型
第三位始祖でもあり、桁外れの力を持つとされているが第七位始祖のフェリドによると最も隙がある上位始祖と揶揄されている。4年前、フェリドと戦い瀕死となったミカエラに自らの血を与え、吸血鬼として復活させた。ミカエラの命の恩人であり、飼い主であり、親のような存在。アシェラ（阿朱羅丸）の実妹。真祖に与えられた拘束具と噂されているアルカーヌという生物を連れている。
ミカエラを何よりも大切にしており、4年間彼に血を与え続けている。他の吸血鬼たちにまでわかるほど彼を贔屓しており、貴族会議への出席、貴族にしか与えられない武装まで彼に与えている。また優一郎のことも大切にしており、彼を「優」と呼び、ミカエラが優一郎を救うことにも協力的である。
何らかの目的のために上位始祖会に内密で〈終わりのセラフ〉の研究に手を出しており、百夜孤児院の孤児たちもそのために殺したと偽って密かに回収していた。
千年以上前に真祖と共に失踪した兄・アシェラを探しており、世界崩壊前に彼を材料にした真昼と取引を行い、彼女を吸血鬼化させた。
名古屋空港での〈終わりのセラフ〉の実験の混乱の最中、フェリドに隙を突かれ裏切り者として扱われて失墜。ミカエラに優一郎を連れて逃げるように命じ、都市帰還後フェリドに裏切り行為を上層部に告発され、その最中都市を帝鬼軍に占領されてしまう。
その後、大阪にあるフェリドの館に移動後拘束されていたところリーグと再会。そして、リーグの存在に勘付いたウルドの襲撃を受け、二人の戦闘の最中拘束から脱するも、リーグが去った後ウルドにフェリドと共に「日光拷問」を言い渡され、ルクの担当で行われた。その数日後には優達による救出作戦が行われたが失敗に終わり、ルクにサングィネムに移送された。
移送後はウルド達に裏切り者であることを否定すると同時に、真祖の作ったルールに縛られた結果人間を制御できなくなった現状を指摘。それに賛同したルクの進言・提案からウルドに協力を問われると、禁忌を破る度胸があるなら真祖が自分と兄に何をしたのかを話すと、協力意思を見せた。
暗黒時代の貴族家出身だが、貴族に恨みを持った民衆達に母親を殺害された後、彼等に拘束されアシェラとは別々の奴隷商人へと売り飛ばされた。
フェリド・バートリー
声 - 新垣樽助 / 櫻井孝宏
第七位始祖の吸血鬼で、サングィネムではクルルに次ぐNo.2。「親」は第2位始祖リーグ・スタフォード。自身の派閥を持つ。
性別:男、誕生日:10月31日、身長:180cm、血液型:O型
煙に巻くようなふざけた言い回しが多く、本心を見せることはほとんどない。自由気ままな性格で、クルルの行っている〈終わりのセラフ〉について興味を持ち、被験者であるミカエラを自らの部下として手元に置いている。また都市防衛隊の総指揮も行っており、ミカエラ直属の上司である。
4年前、百夜孤児院の子供たちを捕らえ血を供給させており、脱走を試みた子供たちを殺害したが、優一郎のことは故意に逃がしている。裏ではもう1つの人格となったグレンを「パートナー」と呼び、手を組んでいる。
名古屋空港にてクルルを裏切り者として失墜させ、都市帰還後彼女の行為を上層部に告発した後、クローリーと共に優一郎達と接触し協力を提案、彼らを大阪の自身の屋敷へ案内する。リーグを罠に嵌めるため屋敷にクルルを拘束。罠によってウルドと交戦し撤退するリーグと再会。その場では見逃され、ウルドによってクルルと共に日光拷問にかけられるが、優一郎らによって救出される。救出された後、グレンの実家にて自身がリーグから「ミカエラ」と呼ばれていたことを明かす。
王族の次男として生まれ、人間時代に両親を殺害している。その過去からもリーグからは「異常」と評されている。
クローリー・ユースフォード
声 - 鈴村健一
第十三位始祖の吸血鬼。フェリドの派閥に属している。第十七位始祖のホーンとチェスを従者に持つ。
第十位始祖を一斬で殺害するなど通常の第十三位では不可能な力を持つ。
常に面白いことを探しており、フェリドと共に居ると退屈しないことを理由にフェリドの派閥に属し、表向きはフェリドの血で吸血鬼化したこととなっているが実際には元第二位始祖・リーグの血で吸血鬼化しており、第七位級の実力を持つ。しかし、リーグの血はフェリドが秘密裏に奪取したものであり、露見すると拷問されてしまうこともあってその情報は伏せられているため、フェリド以外は彼を第十三位と認識している。
貴族ユースフォード家の三男で、13世紀頃の十字軍の騎士だったが、800年前フェリドに吸血鬼化された。
チェス・ベル
声 - 古木のぞみ
第十七位の始祖の吸血鬼。貴族であるが訳あって現在はクローリー・ユースフォードの使者として活躍している。性別:女、誕生日:4月1日、身長:151センチ、血液型:B型。レイピアを武器としている。
チェスは、砂時計型の体型と大きな胸を持つ、とても背の低い少女の様な姿をしている。顎まで届く虹彩色の髪と、顔を縁取るように伸びた前髪が特徴です。他の吸血鬼と同様に、赤い目、牙、尖った耳を持ち、下まつげも目立っている。彼女はホーンのヘッドバンドとお揃いのヘッドバンドを着けている。また、お揃いの黒い首輪と、お尻まで届く白いケープも着けている。ホーンと同様に、彼女も胸の谷間が露わになるローカットの衣装を身にまとっている。黒と白のドレスで、袖は黒の切り替えになっている。ボディスの前面には青いリボンが飾られ、黒いリボンがスカートの前まで垂れ下がり、胸元とヒップを強調している。ドレスの後ろ、尾骨の部分には大きなリボンが付けられている。白いスカートは2枚重ねで、膝丈まである。膝上まである黒いストッキングを履き、青いハイヒールを履いている。
未熟で、不注意で、遊び好きで、子供っぽいところがあり、それがパートナーであるホーンの真面目で成熟した振る舞いを阻害している。彼女はクローリーとホーンの両方をとても気に入っており、大抵二人と一緒にいる。ホーンがクロウリーの血を飲んだ時など、すぐに嫉妬してしまう性格をしている。また、彼女はホーンを堅苦しい人間だと思っている。彼女は血への欲求を抑えるのが難しく、血を飲んだ人間を殺してしまう傾向がある。チェスは自分が鬼に化けてしまうという考えに動揺し、反対している。また、クローリーがフェリドの記憶を調べ、彼と同じように変質者になってしまう可能性にも不安を感じている。
チェス・ベルはホーン・スクルドと共に、新宿で十三位始祖クローリー・ユースフォードを探している時に初登場する。二人は月鬼ノ組のシノア隊と戦っている彼を見つけた。そしてチェスはクロウリーに何をしているのか尋ねると、二人は第七位始祖のフェリド・バートリーが前線への派遣を要請していることを伝え、彼女は他の二人と共に建物を飛び越えて出発する。
その後、吸血鬼達は五丁目交差点に到着する。これは、吸血鬼たちは新宿の人間要塞を迂回する必要があり、人間たちはそのまま通り抜けたためだろう。フェリドが剣を抜くと、彼らは到着する。クローリーに気づいたフェリドは剣を鞘に戻し、吸血鬼駆除部隊を吸血鬼の家畜にするよう命令する。百夜ミカエラは百夜優一郎を誘拐しようとするが、他の吸血鬼たちは残りの人間たちを襲撃する。チェスは三宮三葉を倒し、彼女の血を飲む。
優一郎は片翼の怪物へと変貌を遂げ、クローリー、いや、クローリーの体の下にいた人間へと襲いかかる。クローリーは優一郎の攻撃をかわし、シノアの攻撃を数センチの差でかわす。人間たちは優一郎を人間の姿に戻す。新宿本隊が新宿の人間たちを援軍として到着。クローリーはフェリドに命令を出し、全員撤退する。
名古屋決戦ではクローリー、チェス、ホーンは名古屋市役所で待っている。人間たちはチェスとホーンを殺そうとしたが、クローリーらは圧倒的な力で兵士らを倒し、最終的に兵士10人を殺し、残りの20人を人質にした。クローリーは致命傷を受けた兵士を解放し、一ノ瀬グレン中佐に知らせを伝えさせた。この後、最初はクローリーを避けるつもりだったグレンは、クローリーの名前を自分の殲滅リストに加える。クローリーはチェスとホーンとともに名古屋市役所の部屋で彼らの到着を待っている。チェスは人質の血を飲み過ぎてしまい、ホーンは殺しすぎて人質がいなくなる事を警告する。クローリーは、たくさんいるから大丈夫だと言いつつ、もっと真剣に考えた方がいいとチェスに対して言った。クローリーは鬼呪装備について考え、上位始祖クラスの吸血鬼が裏切り者となって人間たちを助けているのではないかと疑っていた。クローリーはチェスに警告し、鬼呪装備の剣を振りかざしてその強さを試そうとした。クローリーはチェスに対して剣を一振りした。すると彼女は壁まで吹き飛ばされ、壁に新たなクレーターができた。彼女は不満げに、どんな武器でもクローリーが手にとれば強くと告げる。クローリーは剣を調べている最中に指を切り、ホーンに傷を舐めさせる。彼女は喜びと驚きに溢れる。チェスは即座にそれは不公平だと反論するが、ホーンは今度は自分が血を飲む番だと告げる。その後、早乙女与一がクローリーに向けて月光印を発射するが、クローリーは顕現した月光印を手で受け止める。無傷のまま、それを投げ飛ばす。与一はクローリーが、前回の吸血鬼襲撃の際に原宿から新宿へ向かう途中で遭遇した吸血鬼だと気づく。グレンと彼のチームは、クローリー、ホーン、チェスが待つ間、今後の対応について協議する。ホーンは、人間たちが自分たちを全滅させるほどの攻撃を準備しているのではないかと推測する。クローリーも同意見だが、人間たちの目的は全く異なる可能性もあると付け加える。クローリーはフェリドへの土産として、人間の一人を捕らえることにする。チェスとホーンは、フェリドは狡猾で予測が難しいため、自分たちでさえ彼を好んでいないと口にする。クローリーはフェリドといると退屈な瞬間などないと反論する。そして、下っ端を無視して、より知識豊富な士官を一人か二人連れてくるよう命じる。その後、グレンを奪還しに来た優一郎がクローリーを攻撃するが、クローリーはそれを簡単に防ぎ、優一郎の首をはねようと襲いかかる。君月は攻撃をかわし、三葉は天地龍でダミーを召喚してクロウリーの注意を逸らす。優一郎は阿修羅観音を使うが、チェスとホーンがすぐさま介入し、クローリーを守った。チェスとホーンは反撃し、三葉が天地龍で形成した盾を破壊した。チェスは兵士が喋りすぎると文句を言い、ホーンはクローリーに彼らを始末してもいいかと尋ねる。クローリーは断り、これはフェリドが対処すべき問題かもしれないと告げる。グレンは五士憲人に行動を命じる。グレン隊が窓から侵入し、グレンは皆を救出し脱出するよう命じる。憲人は炎とマグマの幻影を作り出し、チェスを驚かせる。ホーンはその幻影は貴族にも影響を与えるほど強力だと指摘し、クローリーは再び、人間が誰からそのような力を得たのかと疑問を抱く。クローリーは剣を振りかざし、壁を引き裂きながら、グレンが見捨てられたと告げる。クローリーはチェスとホーンにグレンを拘束し、連れて行くよう命じる。
ホーン・スクルド
声 - 日笠陽子
第十七位の始祖の吸血鬼。長髪のグラマラスな女性。チェス同様、貴族の身だがクローリーに付き従っている。
チェスとは正反対な性格で、常に冷静で規律正しい性格。
吸血鬼では珍しい鞭を武器としており、戦闘時には敵を拘束し血を吸う。
ラクス・ウェルト
声 - 永塚拓馬
都市防衛隊に所属する吸血鬼。ミカエラの同僚の青年。人間を家畜同然に扱っており、元人間であるミカエラに興味を示している。
一般吸血鬼だが実力は高く、月鬼ノ組相手でも引けを取らない。4年前、与一の前で彼の姉・巴を殺害した。
レーネ・シム
声 - 梅原裕一郎
都市防衛隊に所属する吸血鬼。ミカエラの同僚の青年。常に寡黙で大人しく感情を表すことがない。元人間であるミカエラを苦手としていた。ラクス同様に実力は高く、ミカエラ、ラクスと3人で戦線に出ることが多い。
ルカル・ウェスカー
声 - 子安武人
第十五位始祖の吸血鬼。レスト・カーの派閥に属する。名古屋を治めていた。クルルのことを嫌っており、彼女の命令に反感を抱いている。
名古屋決戦における月鬼ノ組の始末対象。月鬼ノ組の隊員達から攻撃に対しても最初は優勢を保っていたものの、君月の挑発に乗っかった隙に優一郎に一撃され、最後に鳴海に止めを刺されたことにより死亡した。アニメでは、遠藤弥生から奪った鬼呪装備で自決した。
エスター・リー
声 - 中博史
ルカル・ウェスカーに付き添っていた男吸血鬼。ルカルを狙っていた早乙女与一と柊深夜の奇襲から、ルカルに盾にされ死亡。
メル・ステファノ
第十九位始祖の吸血鬼。名古屋の地下街を拠点としている。
メルは背が高く、肩まで届く灰色の髪と豊かな顎鬚、そして黒い唇を持つ、大柄な吸血鬼で、鼻は何らかの金属板で覆われていた。左目には片眼鏡をかけ、手には金属製の爪をはめている。
彼が初めて言及されたのは、岩崎秀作がシノアと鳴海の分隊にグレンから与えられた任務命令を説明する際だった。鳴海率いる両分隊の連携により、第十五位始祖ルカル・ウェスカーが倒された後、メンバーは互いの功績を称える。優一郎は自身の分隊と、他のチームの状況について話し合い、ルカル・ウェスカーの強大さを考えると、グレンが自分の分隊だけで貴族を討ち取ったことを懸念する。その後、グレンと彼の部隊は既にステファノと交戦していたが、戦闘で疲弊し、打ちのめされている様子だった。グレンが剣でステファノの心臓を突き刺す中、部隊は彼にとどめを刺すよう促す。ステファノは、貴族を殺しても罰せられないと思っているのかと尋ねるが、グレンはその者に黙って死ぬように言い放ち、悪魔の呪いを発動させる。そしてメル・ステファノを消滅させる。グレン部隊は、グレンがこの戦いで8回も死にかけたと主張し、次の攻撃では少なくとも2部隊を投入することを決めた。ルネ・シム、ラクス・ウェルト、百夜ミカエラが名古屋に到着したとき、彼らはメル・ステファノが人間に殺害されたことを知ったが、メル・ステファノが貴族であったため、彼らはそれを信じることができなかった。
ゼイン・リンドウ
第十七位始祖の吸血鬼。吸血鬼殲滅作戦で殲滅対象となっていたが、その後の生死は不明。
貴族の男 (名前不明)
声 - 不明
名古屋決戦編にて登場した貴族の吸血鬼。
彼は首まで伸びた滑らかな赤褐色の髪と、下唇の下には顎鬚を生している。眉間にはしわが寄っており、眼窩は黒ずんだ赤い目を持つ。両脇に紫色の部分がある襟付きシャツを着ており、胸元が見えるほど開いている。また、彼は白い手袋、両サイドにタンバックルが付いた黒いベルト、そしてかかとと前部分が茶色の黒いブーツを履いている。
人間を軽蔑しており、人間が彼に逆らうと、激しい怒りに駆られ、その怒りのあまり、他の吸血鬼貴族の命令など聞く耳を持たず、抑えきれない怒りの対象を殴り続けることに躍起する性格をして居る。
彼はクルル・ツェペシュとその部下を輸送機で名古屋まで輸送する際に、彼女の左側に座るほどの高い地位に居る人物で、名古屋決戦編で彼はクルルと同じ輸送機に搭乗していた。目的地に到着すると、尋問のために両手を縛られたグレンを殴り倒す姿が映し出される。グレンを数回蹴り、仲間の貴族たちの止めるよう求める声を無視した後、クローリーが近づき、クルルが彼を殺してはならないと命じたと告げる。クローリーはグレンがすぐに死んだ方がましだと思うだろうと答え、「人間」と呼び、グレンを喉元に抱え上げて「そんなに死にたいのか」と問い詰める。グレンが彼の顔に唾を吐きかけ、反抗的な笑みを浮かべると、クロウリーはグレンを地面に叩きつけ、地面が崩れ落ちるほどの衝撃を与える。激昂したクロウリーはグレンを何度も踏みつけ、別の貴族の止めるよう求める声も無視し、無防備なグレンを地面に蹴り続ける。怒りに満ちた容赦ない殴打が裏目に出て、紅蓮は呪われた装備 ・真昼に支配されてしまう。目を見開いた怒りに駆られた吸血鬼の貴族は、殴打され「死ね」と何度も叫ぶが、それも束の間、怒りは収まらない。鋭い赤い目をした紅蓮が彼のブーツを掴み、汚れたブーツでもう一度触れたら殺すと脅すと、彼はさらに激怒する。困惑したグレンは「家畜に何をする気だ」と呟くと、呪われた装備の威力によって頭、左腕、胴体が一瞬でバラバラにされ、体と服自体が崩壊した。
一般吸血鬼
ノイン・テータ
日本帝鬼軍によって捕えられた実験台の一人。性別:女性、誕生日:9月9日、身長:149cm、血液型:A型、状態:故人
足元まで届く長いパウダーピンク色の髪をしており、三つ編みの前髪が顔にかかっていた。小柄で痩せており、肋骨が浮き出て目は窪んでいる少女の様な容姿をしている。また、他の吸血鬼と同様に、赤い目、牙、尖った耳を持っている他に、赤い爪と赤いつま先、赤い唇をしているのが特徴。
監禁されていた渋谷の施設から逃走を図ると、優一郎達が通っている渋谷第二高校に姿を現せる。そして窓ガラスを割り校内に侵入すると生徒達を襲い始めた。優一郎は、ノイン・テータが女子生徒を捕らえ、その血を飲もうとしていた教室を見つけた。ノイン・テータは通り過ぎ、優一郎の到着に気づいて立ち上がった。同じクラスメイトの山中聡は介入する決意が足りず無力だったが、優一郎は刀を抜いてノイン・テータに突進し、ノイン・テータは刀の攻撃をかわして机の上に無重力で着地し、優一郎と接近戦を繰り広げた。
ノイン・テータは優一郎を教室の板に叩きつけ、まっすぐに刺した。優一郎が避けた机をいくつか投げつけた後、ノイン・テータは上から攻撃し、腕を切り落とされた。ノイン・テータの反応は、切断された腕をつかむことと、との間に距離を置いて、単にそれを再接続する時間を作ることだった。机の脚の金属を折るほどの強さを持つ彼女は、食べ物で遊ぶ時間を無駄にしないことを選び、攻撃を再開した。横への攻撃から回復した後、爪でユウの首に血を流させたが、胸への剣攻撃と、ユウが手に入れた銃（ミカがフェリドから奪ったのと同じもの）の銃撃から飛び退いた。ユウがタフだったことに気づいた彼女は、自分は止められないと宣言し、人質から水を飲んで自分を癒そうとする。彼女がそうする前に、早乙女洋一が走ってきて彼女を地面に押し倒し、優一郎が大丈夫かと尋ねた後、優一郎は洋一が彼を攻撃した後の爪攻撃から洋一を守る。戦いに新たに加わったことを考慮して、彼女は優一郎の喉をつかみ、優一郎と一緒に走り、その影響で二人とも教室の窓を突き破って建物から落ちたが、幸運にも下の茂みに着地することで落下を耐えた。優一郎は刀でノイン・テータの腹部を串刺しにすることに成功したが、剣は通常の武器であるため、他の攻撃と同様に効果がなく、優一郎の喉を掴んで地面に押さえつける。ノイン・テータは優一郎に惜しかったと告げるが、月鬼組が到着する前に血を飲んで力を取り戻すと宣言する。彼女の満足感は、一瀬グレンが呪具で彼女の心臓を突き刺す直前に途絶える。グレンがどうして呪われた武器を手に入れたのかと最後の思いを巡らせながら、彼女は発動した鬼呪の力によって灰燼に帰し、ボロボロの服だけを残して消え去った。
サングイネムの司会者
声 - 大地葉
京都の地下にある吸血鬼都市サングイネム内で活動していたクルル・ツェペシュの広報担当者である女性吸血鬼。特徴的な赤い色の帽子の様な物を被り、髪と共に右目を覆い、紫の花のリボンを身につけて居る。ラベンダー色の髪は長いポニーテールに結ばれ、背中まで届くほど長い。また吸血鬼特徴の耳が特徴。
彼女は、貴族や一般吸血などを集め、人類の増大する懸念について話し合う会議を主催した。彼女は、日本帝鬼軍が東京で勢力を拡大し、人類の領土を拡大していると発表した。また、彼らが禁断の魔法を行使し、『終わりのセラフの実験』を行っていることを述べた。もし人類がこのまま勢力を増し続ければ、8年前のような疫病が再び発生する可能性があると警告した後、彼女はクルルの方を向き、話し始めた。

#### 韓国
キ・ルク
第五位始祖の吸血鬼。世界崩壊後は大韓民国を統治し、ソウルの地下にある巨大都市の支配者。

ホジ・アドィ
第九位始祖の男性吸血鬼。第九位始祖に分類されているが実際には第六位始祖位に匹敵するほどの実力を有している。韓国吸血鬼界のNo.2で、キ・ルクを超える頭脳を持つ人物。
外見は20代の美青年で、メガネを着用している。
武器はナックルダスターで、近術戦を得意としており、素早い速さと相まって黒鬼保持者とも互角以上に戦う事ができる。
ハン・トゥー
第二十位始祖の女性吸血鬼。世界崩壊後は釜山広域市を統治している。茶色のロングヘアが特徴な美女で、冷静な性格をしている。
ト・ハク
ソウル都市防衛隊に所属している一般吸血鬼の男性。武器は剣で、キ・ルクの命令により韓国から大阪に移動した。
ジェ・アミン
ソウル都市防衛隊に所属している一般吸血鬼の男性。武器は鎌で、鬼呪装備者とも互角に渡り合える実力を有する。

#### 中国
十王将
シルバー派
リーブルク・シルバー
ガーベルの側近を務める十王将の一人で、地位は第六位始祖相当(数えられていない)。実力は第四位始祖相当。性別:男、年齢:720歳、身長:666センチ、血液型:A型。
身長6mを超える巨体の持ち主で、三日月型の大きな白い口ひげが特徴の吸血鬼。武器は薙刀で、能力は地面を揺らしたり、地面を持ちげることが出来、第四位始祖相当の実力を有する事から瞬間移動や普通のパンチすら人間なら即死する程の強さを持つ。
圧倒的な強さとカリスマ性を持ちながらも、自信が吸血鬼にした家族を大切にする温かい面と、一度決めたことは必ずやり遂げる強い意志を持つ、という二面性を持っている。
大阪集結編にて初登場をした。ウルドが真祖奪還・日本帝鬼軍の壊滅を目的に世界各地にいる上位始祖、貴族らを大阪に集結させる。しかし、ガーベルだけは中立な性格と興味の薄さからこの命令を無視し代わりに十王将の10人と数百万を超える軍団を向かわせた。リーブルク率いる艦隊は日本海から日本に向けて出陣した。途中、日本帝鬼海軍の艦隊が道を塞ごうとしたが、リーブルクは海底を揺らして津波を起こすと波が日本帝鬼海軍の艦隊をのみ込みそのまま沈没させ、一瞬にして海軍艦隊を壊滅させた。
そして舞鶴に上陸を果たすと他の十王将と共に大阪を目指した。
プラチナ派
ロイヤード・プラチナ
ガーベルの側近を務める十王将の一人で、地位は第五位始祖相当、実力は第三位始祖相当。性別:男性、年齢:770歳、身長:274センチ、血液型:O型。
『十王将最強』の称号を持つ吸血鬼で、中国に置いてガーベルに次ぐ地位と実力を有している。
黒髪のボサボサの頭髪に三白眼、横広がりの大きな口髭(カイゼル髭)と、そこから白い歯を覗かせた笑顔が特徴的な男性のような姿をしている。
性格は人間側からは最悪と称されているが、実際には基本的には楽天的で仲間思いな性格で、出会った人間からは無類の好感を抱かれていた。
戦闘能力は基本的に腰に付けている剣で、剣に血を吸わせる事により天災級になる程凄まじく強くなり、剣からは赤みがかった黒い稲妻を纏わせた剣から衝撃波を打ち出すことが出来る。
シャルト派
シャルト・ウィーグ
ガーベルの側近を務める十王将の一人で、地位は第六位始祖相当。実力は第四位始祖から第三位始祖相当。性別:男、年齢:399歳、身長:199センチ、血液型:AB型。
赤い髪と無数の傷、口髭および顎髭とすね毛を少し生やしているのが特徴の吸血鬼で、吸血鬼には珍しく左腕は隻腕となっている。

#### モンゴル
ガンダタ・ガンゾリグ
第十六位始祖の吸血鬼で、世界崩壊後はモンゴルを統治している。

#### ドイツ
レスト・カー
第三位始祖の吸血鬼。世界崩壊後はドイツを統治し、ベルリンの地下にある巨大都市アルマツィカの王。

ハルキ・サトシ
一般吸血鬼。ドイツ都市防衛隊総司令官。性別:男、年齢:200歳、身長:173センチ、体重:66キロ。
中くらいの長さの濃い黒髪に、三白眼。高い運動能力が特徴。諦めが悪く頑張り屋、友好的で情に厚い、明るく前向き、だが短気で直情的、目立ちたがりで出しゃばりという、大雑把な見方をするとまるで王道主人公のような性格をしている。
第三位始祖のレスト・カーを親に持つ吸血鬼。吸血鬼されたのが約200年前でその時既に貴族位が埋まっていたため貴族に分類されていないが、貴族同様の潜在能力を有している。世界崩壊後はレスト・カーの右腕としてアルマツィカを管理している。二ミアに恋をしており、時々彼女のお城を訪れている。
二ミア派
二ミア・ツンペ
第二十位始祖の吸血鬼。腰まで届く長い銀髪に理知的な紫紺の瞳を持ち、白色のサイハイブーツを履き、銀鈴のような声音をした美少女。手を吸わせて氷を発生させて戦う。数百年前に何らかの罪を犯し地下深くに氷漬けにされていたが、世界崩壊後にレスト・カーによって氷漬けが解かれた。現在はノイシュヴァンシュタイン城を統治している。人間と吸血鬼の共存を願っている心優しい少女。
アム
二ミアに使える一般吸血鬼。都市防衛隊に属している。水色髪ショートが特徴の少女で、戦いでは鎖で柄と繋がれた刺付きの鉄球、モーニングスター（フレイル型）を振り回す。600年前に双子の姉であるカムと共に吸血鬼にされた。
カム
二ミアに使える一般吸血鬼。都市防衛隊に属している。桃色髪ショートが特徴の少女で、600年前に双子の妹であるアムと共に吸血鬼にされた。
サベトリス・ローラ
二ミア派に属している。親は第八位始祖のキエドナ。金髪ツインドリルの髪型と瞳の虹彩が蝶型になっているのが特徴的な女吸血鬼。
ロズワール・カーザイス
二ミアの師匠的存在の一般吸血鬼。親は第八位始祖のキエドナであるが、キエドナがロズワールを吸血鬼する際に実験の一環として上位始祖の血液を混ぜた為に、実力は貴族と同等で、一国の軍隊に匹敵する。
シラデリカ・ムーマン
二ミアの使者の一人で、金髪とメイド服が特徴的な吸血鬼。吸血鬼にされる際に獣の血が混ぜられた為に亜人となっている。
フォルト派
フォルト・ルグー
第二十位始祖の吸血鬼であるが、自身は貴族を嫌っている為普段は一般吸血鬼として過ごしている。金髪赤目の小柄な少女で、約350年ほど前に第四位始祖であるオリーヴァ・ミットフォードによって吸血鬼にされた。
フリシア派
フリシア・ヴァネクト
第二十位始祖の吸血鬼。金色の長い髪と赤みがかった瞳が特徴的な美しい女性で、常にきらびやかな服装をしている。豪華絢爛な見た目通り、普段から貴族のような振る舞いをしており、時には周囲を見下すような発言をする。武器は扇子。
マルデバン・アギレス
一般吸血鬼。傷を隠すために顔を金属製の黒い鉄兜で覆っている怪しすぎる風体。首から下は普通の町人風の格好に草履と、そのスタイルは意味不明。左腕のない隻腕であり、武器は剣。
ユルト・ケレイス
一般吸血鬼。桃色のふわふわした巻き毛（ピンク髪）に、女性と見間違うほどに線の細い体つきと整った顔。執事服を着ている。
カエ・テンゼン
一般吸血鬼で、フリシアに仕える侍女。
サシラ派
サシラ・ブラック
第七位始祖の女吸血鬼。レスト・カー派に属しているが、自身の派閥も持っている。現在はハンブルクを統治している。紫紺の瞳を持つ銀髪の美少女で、その素顔が見えない時は常に影に覆われている。
また、衣服に黄色い薔薇が装飾されていることが確認できる。詳しい能力は不明だが、自身の身体を吸わせて影の触手を2000本以上も操ることが出来る。
キエドナ・カマー
第八位始祖の女吸血鬼。レスト・カー及びサシラの派閥に属している。世界崩壊後はミュンヘンを統治している。雪を映したように儚げな純白の長髪に、理知的な輝きを灯す双眸身にまとう簡素な喪服が特徴な少女。能力は脳と腕を吸血させて、天才以上の頭脳と魔法を使うことができる。

#### イギリス
オリーヴァ・ミットフォード
イギリス全土を統治する第四位始祖の吸血鬼

アロー派
レイル・アロー
第八位始祖の吸血鬼。イギリスではオリーヴァに次ぐ地位に立つ存在。世界崩壊後はバーミンガムを支配している。
性格は基本的にポーカーフェイス気味で、ぱっと見は物静かな印象だが、その実非常に好奇心が旺盛な行動派で、軽重様々なジョークも得意。特にゴミ箱に対して異常な興味・執着をみせている。
武器はバットで様々な技を使う事ができる。また、手からは炎を出す事ができる。
スター・ギャラクシー
第十位始祖の女性吸血鬼。世界崩壊後はリーズを支配している。性格や武器は不明。
吸血鬼になる前は酒屋で働いていたが、奴隷商人に売られた過去をもつ。第七位始祖のレイル・アローは双子の兄に当たる。
ナーリエ・スリーク
一般吸血鬼の女性。レイル派に属している。
一人称は「ウチ」。記憶喪失の身だが、あまり悲観的に思っていない天真爛漫な性格で、列車組におけるムードメーカー。当然好奇心も旺盛で、彼女の一挙手一投足はしばしば列車組の行動方針に影響を与えており、周りから何かと気にかけられている。一方基本的にボケ役で、明るい性格故にその場の空気に合わない発言やブラックジョークをかます事もあるが、後輩の開拓者も別方面でクレイジーな性格をしているため、お互いにボケとツッコミを行き来している。
氷に関する能力を持っており、弓を作り出したり、指から氷のビームを出す事が出来る。
メヒ・アイズン
一般吸血鬼の女性。レイル派に属している。
赤・黒・白の三色を基調色としており、「学者」というより「貴婦人」に近いデザインとなっている。露出度の高い純白のドレス（スカートの裏地は赤）に車掌風の黒いロングコートを右腕だけ通して肩にかけ、所々に金の装飾品を付けているなど、潔癖と妖艶と高貴さを合わせ持った容姿をしている。
戦闘ではトラベルバッグ風なウェポンコンテナから様々な武装を展開して攻撃する。このウェポンコンテナはドローンへの変形機構も搭載しており、敵の追撃はこのドローンで行われる。
ロンドン
ササリア・ドント
容姿端麗な金髪の一般吸血鬼の女性。吸血鬼サイドのロンドン市長を務めており、ウェストミンスター宮殿を管理している。ロンドン都市防衛隊の最高司令官でもある。
ロンドン都市防衛隊
エリオ・ヴィル
一般吸血鬼。ロンドン都市防衛隊の司令官で、未来が見える能力を持ち、この能力で物語の”脚本”を創り上げている。
カフカ・スイス
一般吸血鬼の女性。ロンドン都市防衛隊の実質的なNo.2。一人称は「私」で、容姿は濃いピンク混じりの赤髪に薄いピンクの目、色白の肌で胸が大きいのが特徴。協調性に乏しい言動と楽団員のような振る舞いが目立つ、優雅で冷酷な吸血鬼。
刀やサブマシンガンなど、様々な武器を使用する。
ジン・ロイス
一般吸血鬼の男性。ロンドン都市防衛隊所属。
任務に忠実で絶対にミスせずトラブルも起こさない。左手には包帯が巻かれており、右手にはひびが入った刀身の剣を携えている。元々手先が器用だったらしいが、現在は以前程器用には動かない様子。それでも尚素早い剣捌きを繰り出す事ができる。また、何度殺しても死ぬことのない不死身に等しい自己治癒能力を持つ。
武器は刀
シルバー・ウルフ
一般吸血鬼の女性。ロンドン都市防衛隊所属。
いつも相手を小馬鹿にしたような態度をとっており、都市防衛隊員としての任務も淡々とこなしているが、その一方で、自らが「面白いゲーム」と見なした物事には強い熱意を見せる事もある。
ファイヤーフライ・ミレイ
一般吸血鬼の少女。ロンドン都市防衛隊所属。
銀色のウェーブのかかった長髪に羽のついたカチューシャをつけており、紫のグラデーションがかかった透き通った瞳が特徴。プロポーションもかなり良く、服の上からでも分かるほど胸が大きい美少女。
武器は装甲で、装甲を纏って戦う。
バーミンガム
ポナス・ギギル
バーキンガムにあるバーミンガム市庁舎を管理している一般吸血鬼の女で、その顔はモザイクのような認知フィルターで隠されており、「蝶」や「キャンディーカラーのドレス」という言葉で比喩される謎の吸血鬼。
親はレイル・アローで、約500年前に吸血鬼にされたが、その際に上位始祖の血も一緒に飲まされた為に、貴族同等の戦闘能力をもつ。
バーミンガム都市防衛隊
ヘルタ・ダマ
バーミンガム都市防衛隊の司令官を務める一般吸血鬼の女性。普段は人前に姿を見せず、バーミンガムの各地に配置されている自身の幼少期の姿を模した人形を遠隔操作している。可憐な姿なれど気高く傲慢。極めて我儘な性格破綻者。自分が興味を持ったことしかやらず、一旦興味を失えばすぐに離れてしまう。自身を「100万年に1人の天才」と豪語し、自らの姿似に囲まれる事を最高と語る生粋のナルシストだが、その自負に見合う比類なき頭脳と果てなき探求への野心を備えた鬼才の持ち主。
武器は魔法の杖
リアン・シェイ
バーミンガム都市防衛隊所属の一般吸血鬼の女性。生命科学の専門家で、目立つことを嫌っており、本人の上品な雰囲気も相まって一見すると穏やかな人物。
武器は琴
スリーガム・モンデット
バーキンガム都市防衛隊所属の一般吸血鬼。顔にはガスマスクを装着しており、素顔は不明。君主のような威厳ある声と紳士的な佇まいを併せ持っている。
武器や戦闘能力は不明。

#### インド
キテラ・ゼン
第八位始祖の吸血鬼で、インドではラジェーシュ・カービアに次ぐ地位を持つ。世界崩壊後はマハーラーシュトラ州及びムンバイを統治している。白髪の青年の様な姿をしている。優しく慎み深い性格で、周到に事を成し、安心できる人物。
能力は精神的支配であり、身体から目には見えないほど細い毛の様な物を出し、触れた人間や生物、植物に卵を産みつけるとキテラの顔をした幼虫が中核に移動し、脳を支配し身体その物を乗っ取る事ができる。
モン・ゾーン
第九位始祖の女吸血鬼で、世界崩壊後はベンガルールを統治している。紫色のショートヘアが特徴で、少女の様な姿をしている。元気で明るい性格。機敏で勘が鋭く、困難を恐れない。上位始祖などの上司に対しては子供っぽい言動が目立つが、一般吸血鬼(子供)など格下の相手には「年上のお姉さん」としての態度を取る。
血をぬいぐるみに置き換えて、それに命を吹きかけて自由自在に操る能力を持つ。ぬいぐるみの大きさには関係なくダニの様な小さなぬいぐるみからドラゴンの様な巨大なぬいぐるみも自由に操ることができる。
ラコ派
ラコ・アーカンズ
第十位始祖の吸血鬼で、世界崩壊後はコルカタを統治している。自身の派閥を持つ。11月11日生まれ。165cm。
髪型は黒リボンで束ねた桃色のツーサイドアップ。トップスは白のチューブトップ（タンクトップ？）の上に、オフショルダーの黒いベストを羽織っている少女で、武器は手に持つアタッシュケースで、銃火器や煙幕を内蔵した特別製。単に武器として振り回す以外、荷物を渡すフリをして煙幕を起爆させるなど小細工にも使える。
ヤビー・トイソル
一般吸血鬼の女。親はラコ・アーカンズで、世界崩壊後はダージリンを統治し、ダージリン都市防衛隊の指揮官。2月20日生まれ。156cm。
銀髪のショートボブで、右のもみ上げを三つ編みにしている。瞳はオレンジ色。トップスはショート丈の白インナーにオフショルダーの黒パーカーを羽織っており、胸部と両腕は黄緑色のプロテクターで覆われている。武器はナタで、ナタに自身の血を吸わせて強化し戦う。
ラーベルタ・ジェイマイス
一般吸血鬼の男。親はラコ・アーカンズで、世界崩壊後はハウラーを統治している他にハウラー都市防衛隊の指揮官でもある。
人型メカとしては流麗なフォルムの美形だが、その実態はちゃらんぽらんな性格の三枚目。機械然とした姿に反して喜怒哀楽がわかりやすく、カートゥーンアニメのようにコロコロ動きや表情が変わる。常に陽気で、ボケもツッコミもこなせる。武器は二丁拳銃で、拳銃に自身の血を吸わせることにより弾の速さを変えることができる。
イェシカ・クレイ
一般吸血鬼の女で、世界崩壊後はアサンソルを統治している。親はラコ・アーカンズで、吸血鬼にされる際に猫の血が混じっていた為に猫耳が生えている。武器は双剣で、俊敏な体術で戦う近接型。
スミタ派
スミタ・ニジェルカル
第十一位始祖の女吸血鬼で、世界崩壊後はタミル・ナードゥ州及びチェンナイを統治している他に、チェンナイ都市防衛隊の司令官を務める。自身の派閥を持つ。8月10日生まれ。150cm。
オレンジ髪に右眼に眼帯をつけた少女で、乱暴で肝の据わったヤンキーじみた性格をしている。武器はハンマーで、自身の血を吸わせることにより強力なハンマーに変貌する。
プネート・イシノキ
スミタ派に属する一般吸血鬼で、世界崩壊後はコーヤンブットゥールを統治している。見た目通りの単純明快な青年で、朝5時前に起床しては使い走りから過酷な作業までこなす仕事熱心な性格をしている。
武器はハンマードリル。
ゼーナ・ハワード
スミタ派に属する一般吸血鬼で、世界崩壊後はマドゥライを統治している。メカニックを愛する吸血鬼で、メカニックということもあり、作業用ゴーグルが特徴的な少女。
武器は静電気及び電磁波を利用した感電で、自身の血を吸わせることにより強力な電磁波を生み出すことができる。

#### ロシア
貴族
アラム・アクロヴァ
第六位始祖の吸血鬼で、世界崩壊後はサンクトペテルブルクの冬宮殿を統治している。
性別:男、年齢:1500歳、誕生日:1月10日、身長:176cm、血液型:AB型
第二位始祖のウルドの右腕として参謀的な立ち位置で、ロシア防衛隊の司令官を務めている。
普段は実力を隠してモブに徹し、物語に陰ながら介入して密かに実力を示す事にしている。よくも悪くも楽天的だが、自分の本性や実力を表に出さないように注意しており、目的のためならあらゆる労を惜しまない努力家でもある。
容姿は黒髪黒目の少年で、一般的な吸血鬼と同じ服装をしており、一目では始祖とは判別できない。
身体能力としては、効率的に肉体を鍛え上げ、更に自身の血を使って肉体そのものに改造を施して（血による身体強化とは別）戦術を扱うのに適した肉体にするだけでなく下地の身体能力（筋肉、神経、骨格）にも手を加えて能力を向上させており、作中の中でも上位に入る実力を誇る。戦術としては空手、ボクシング、剣道、総合格闘技などの戦闘技術を身に着けており、肉体改造によって圧倒的な威力を有している。また、無駄がない我流の剣技もあり、状況によって使い分けている様子。

#### 上位始祖
シカ・マドゥ
千年以上前に失踪した、第一位始祖の吸血鬼で、真祖。第二位始祖ウルドやリーグ、第三位始祖のクルル、レスト・カー、ガーベル・ファテマ、第五位始祖キ・ルクら上位始祖すべての「親」。一番のお気に入りはアシェラだったらしく、アシェラから「父さん」と呼ばれ、慕われていた。現在は既に鬼となっており、「四鎌童子」と名乗っている。
レスト・カー
声 - 小林由美子
第三位始祖の吸血鬼で、世界崩壊後はドイツを統治している。ベルリンの地下にあるアルイツカの王。ヨーロッパではウルドに次ぐ地位を持つ。
性別:男、年齢:2800歳、誕生日:5月5日、身長:140cm台、血液型:AB型
背が低く、黒縁の目をした若い少年の姿をしている。髪は背中に垂らした二つの三つ編みになっている。髪の右半分は黒く、左半分は白く、顔の一部を覆っている前髪がある。ダークカラーのボタンダウンコートに合わせて、青い羽根飾りのついた小さなシルクハットをかぶり、その下に白いドレスシャツを身につけ、その上にベストを着ています。コートのボタンは金色。襟には大きなリボンが付いており、白い手袋をしている
レストは知的な性格で、その分析力は子供のような外見は対照的である。この二つの特徴とその他の特徴から、第三位始祖に相応しい人物と自画自賛している。彼の傲慢さは、同じく第三位始祖であるクルル・ツェペシュが日本の女王として意思決定を行うことに強く反対していることからも明らかであり、彼自身も国を統治する能力は十分にあるとさえ述べている。彼は、斎藤が自由と引き換えに知りたい秘密を持っているとは考えておらず、抜け目なく斎藤を嘘つきだと断言している。クルルとは意見が合わないものの、ドイツ全土を統治する能力は十分にある。上司に当たる第二位始祖のウルドの行動やロシアの統治方法について質問する時、レストはやや子供っぽい一面を見せた。しかし、状況が許せば真剣で優越感に浸る一面も見せる。ルカル・ウェスカーやエスター・リーが属する自身の派閥を持つ。その一方で礼儀と立場はわきまえており、上位のウルドには敬意を払い、拘束された状態のクルルに代わってフェリドに上位始祖会議に呼び出された際は、彼に批判を送るニュクスを牽制する。
新宿編で上位始祖会に参加した所で、初登場を果たし、無理やり参加していた第七位始祖のフェリド・バートリーから日本帝鬼軍に関する報告を受ける。レストは人間が日本で勢力を伸ばしていることを知ると、彼はクルルの日本統治の誤りを非難し、喜んで彼女の後を継ぎ日本を統治してあげると告げる。しかし、それに起こったクルルはレストを子供呼ばわりし、黙れと命じると、レスト・カーは自分は彼女より200歳しか年下でなく、そもそも自身の方が彼女よりも力を持っていると反論する。フェリドが二人の議論を遮ると、クルルは自分が決して失敗しないと主張する。
名古屋編 (アニメオリジナル)では、日本帝鬼軍による「終わりのセラフ」実験が行われ、クルルがフェリドによって地位を追われてから4ヶ月後、レストを乗せた航空機が日本に到着する。フェリド・バートリー、クローリー・ユースフォード、チェス・ベル、ホーン・スクルド、ルネ・シム、ラクス・ウェルト、そして数名の吸血鬼たちがレストを出迎える。レストが航空機から降りると、フェリドは丁重な態度でレストにひざまずき、「これからますます面白い事が起きそうです」と告げる。
ウルド・ギールス
第二位始祖の吸血鬼。真祖及び同列のリーグ失踪現在、吸血鬼界のリーダー。世界崩壊後はロシア及びモスクワ、聖ワシリイ大聖堂を統治している。
ウルドは吸血鬼には珍しい褐色の肌を持っている。光沢のある金色のブロンドの髪はきちんとスタイリングされている。髪は額で分けられ、吸血鬼の赤い目が見えるようにしている。ウルドは中央と、吸血鬼の尖った耳の前で頭の両側に髪の束を持っている。左耳には、上部と下部のシェルにそれぞれ2つの留め金があり、細い鎖でつながれた金色の装飾品をしている。下部のカフからは、先細りのチャームがぶら下がっている。
服装は、6つのボタンが付いた暗い色のノースリーブベストで、このベストは、長袖が見える白い襟付きドレスシャツの上に着用している。ズボンはベストと同じ色で、ウルドは時折、襟の高いフォーマルなマッキントッシュを着ている。黒い手袋と装飾のあるネクタイを着用している。
人間の文化をある程度残しており、その統治力はレストが認めるほど。嗅覚が鋭く、遠くの血の匂いを嗅ぎとることが出来る。観劇が趣味である。
大阪にてフェリドによってリーグと再会、交戦するも逃してしまう。その後、クルルとフェリドを裏切り者として日光拷問にかけ、サングィネムの奪還に向かう。奪還したサングィネムにてフェリドを救出されたルクと彼に連れられたクルルと合流。クルルから話を聞くにあたってルールを変える事に躊躇いを見せながらも彼女から情報を聞き出す事を選択する。
ガーベル・ファテマ
第三位始祖の吸血鬼。自身の派閥を持つ。世界崩壊後は中国を統治している。北京の地下にある吸血鬼都市の神で、部下から信仰され恐れられている。
紫と青色の王冠を被った少年の様な見た目をしている。フェリドによると『吸血鬼最強』で、彼が吸血鬼側に参戦すると人間側に勝ち目はないという。また、親である第一位始祖シカ・マドゥからも最高傑作としてアシュラと共にお気に入りであった。
世界崩壊後に地上に現れると中国軍を僅か5分で壊滅させると1億人以上の人間を奴隷化したが、人間たちによる統治を認め、自身は北京の地下にある世界最大の吸血鬼都市の神として君臨した。
性格は上位始祖の中では特例であり、吸血鬼側にも人間側にも付かない中立的で、上位始祖会には過去1度も参加していない。普段は優しい心を持ち合わせているが、キレると手をつけられない事から部下からは恐れられている。その為、元第二位始祖のリーグもガーベルには気を遣っている様子が見られる。
フェリドの言う通り戦闘能力は上位始祖の中でも異次元で、触れた物・技・場所を存在そのものを瞬時に消す事が出来る。また、超高速で移動したり、黒鬼装備者の攻撃を無効化することも可能で身体は無敵に近い状態である。
日本帝鬼軍が『終わりのセラフ』を完成させ、ウルドが上位始祖に対して招集命令を出したが、応じておらず、代わりに貴族を日本に派遣している。
ラジェーシュ・カービア
第四位始祖の吸血鬼。世界崩壊後はデリー、赤い城を統治している。親は第一位始祖で、普段は悪魔の仮面を着けているが、素顔は顎髭にターバンを頭に巻いている。フェリドによると戦闘能力は吸血鬼界の5本の指に入り『吸血鬼最強の魔術師』とのこと。
世界崩壊後に地下から地上に現れると、圧倒的な戦闘能力を用いてインド軍を壊滅させた。現在インドの半分ほどを統治下に置いており、ウルドからはその統治力を評価されている。
オリーヴァ・ミットフォード
第四位始祖の男性吸血鬼。色白肌に赤髪、くの字を描くように整えられた口ひげとモミアゲ、独特の模様を描いた瞳と鋭い目つきに騎士を思わせる服装とマントが特徴。主力の武器は背中に差している巨大な刀剣で、フェリドによると『吸血鬼最強の剣士』で圧倒的な強さを有している。武器は存滅剣ジェノグリーと呼ばれている竜剣であり、一振りで高層ビルを切り倒し、大地は切り裂かれるほどの威力を持つ。斎藤からは第一始祖に匹敵する戦闘能力として警戒されている。
世界崩壊後はイギリスの首都ロンドンにあるバッキンガム宮殿を統治し、イギリスの吸血鬼皇帝として君臨している。また、イギリスを拠点としている人間勢力と戦争状態にあり、たった1日で魔術組織2つを滅ぼし、ウルドやレスト・カーからも信頼されている。
日本帝鬼軍が終わりのセラフを完成させるとウルドから全世界に散らばる上位始祖を日本に集結させるためにオリーヴァにも命令が下る。ウルドの命令を受けて10万人の手下と航空空母艦、イージス艦、潜水艦などで構成された大艦隊を率いて日本に向かう。 神奈川県横須賀市浦賀沖にて日本帝鬼軍海軍の艦隊と戦闘になるがオリーヴァは素手で艦隊を壊滅させ、浦賀に上陸し浦賀師団と戦闘になるが、こちらも素手で師団を壊滅させた。その後、第一首都の渋谷に侵攻を開始するが、ウルドの要請を受けて大阪に移動した。
ネル・オットー
第四位始祖の女吸血鬼。世界崩壊後はカナダを統治しており、最大の都市トロントにあるCNタワーを拠点としている。紫色のショートカットで眼鏡をかけている。普段は幼女ような容態をしているが戦闘時には成人女性に成長する。また、ロボットの様に話すのが特徴。
一般的な吸血鬼と異なり武器は保有していない。身体は黒鬼保有者の技を受けても無傷であり、無敵に近い状態にある他に、 黒鬼保有者の技を頭突きで跳ね返すパワーをかな備えている。
ウルドが日本帝鬼軍による『終わりのセラフ』実験が成功し、上位始祖を日本へ招集命令をだした。ネルは招集命令に応じ、手下10万人と数千機にも及ぶ航空戦力を伴って名古屋に到着した。名古屋に到着するとそのままダッシュで走り出し、愛知県豊橋市にて一瀬家及び一瀬家の使者家で構成された突撃部隊と衝突した。ネルはそのままダッシュで部隊に体当たりし部隊を壊滅させると第一首都がある渋谷を目指したが、その途中でウルドから大阪への集合命令が出された為、引き返した。
ヴァイジング・グライアス
第四位始祖の吸血鬼。フェリドによると『吸血鬼最強の生物』と呼ばれている。親は第一位始祖のシカ・マドゥで、世界崩壊後はブラジルを統治し、サンパウロの地下にある吸血鬼都市の王となっている。
身体は10mを超える吸血鬼には珍しい巨漢に肩まで伸びるボサホザ髪、ナマズの様な口髭と白色の顎髭が特徴の老人の様な姿をしている。背中には巨大な翼が生えており、空を自由自在に飛び回る事ができる。上服は着ておらずボクサー並みの筋肉が剥き出しになっており、右胸には親であるシカ・マドゥを模様したタトゥーが入っているのが特徴である。
世界崩壊後と共に地下から地上に現れると圧倒的な戦闘能力でブラジル軍を壊滅させ、ブラジル全土を統治した。
片手で超高層建築物を握り潰すなど圧倒的な身体能力を持っており、戦闘態勢に入ると架空の生物に返信する事ができる。作中では巨大なドラゴンに変身し、口からレーザービームを放っていた。
ニュクス・パルテ
第五位始祖の吸血鬼。親は第一位始祖で、世界崩壊後はイタリアを統治し、ローマの地下にある巨大吸血鬼都市の女王として君臨している。フェリドによると『吸血鬼最強の狙撃手』とのこと。性別:女、年齢:1000歳。
猫耳の髪型にロングヘア、顔には仮面をつけているのが特徴。
武器は光の矢を放つ弓であり、放たれた矢は軌跡を描いて飛んでいく。矢には自動追尾性能があり、百発百中の精度を誇る。一度に複数の矢を構えて撃つことも可能。
名古屋編後にフェリドによって上位始祖らに招集が掛かる。ニクスは、会議を招集したのがフェリドだと知ると、フェリドが低位の祖であることを嘲り、あえて自分たちを招集したことを激怒する。間もなくレスト・カーはニクスを黙らせる。カーは、クルルが地位を追われた今、フェリドこそが日本で次に高い位の吸血鬼だと告げる。レストはニクスに言葉に気をつけるよう注意し、ニクスも謙虚に賛成した。その後、第二位始祖であるウルド・ギールスが日本帝鬼軍が『終わりのセラフ』を完成させたことを理由に上位始祖を日本に召集した。ニュクスも召集に応じた。
 キ・ルク
第五位始祖の吸血鬼。現在は韓国の昌慶宮を統治している。真ん中分けもしくは右分けの茶髪に、吸血鬼特有の赤い瞳。若干猫顔のイケメンである。初回登場時はタレ目にアシメントリーで若干右分けの髪型だったが、登場回数に応じてキャラデザが少しずつ変わっていっているために正確な容姿は不明。指輪が武器となっており、指を抉ることで血液を手甲剣にして戦うと思われる。詳細は不明。単行本十三巻にて、第二位始祖ウルド・ギールス、第三位始祖レスト・カーと共に大阪湾に来日。彼は十三巻が初登場となる。ウルドにクルル・ツェペシとフェリド・バートリーの拷問官と見張りを任され、十三巻後半から十六巻前半にかけて日光拷問に掛けられている二人の見張りをしていた。指名された時の「俺ですかぁ？」や、ウルドの「面白い話が出来なければ～」のセリフを聞いたその際に「うへーすげー、こんだけ長く生きといて最後に永久拷問かよ」と見た目に相反する無邪気さで多くのファンを魅了した後、ウルドとレストを抑えて初登場の上位始祖にもかかわらず真っ先に十六巻の表紙を陣取った人物。当然ながら鬼に取り憑かれていないため、焼かれているフェリドとクルルに近づいた真昼の姿は視認出来なくとも、フェリドの目が動いた事によって初めて気がついたその気配を「嫌な感じ」と評す。十六巻までは丸焼き状態だったフェリド同様に大変頭が良く、関わりの少ないクローリー・ユースフォードからは「彼はいつも楽しそうにしていた」と言われていた。その後の「きっと楽しそうに気づくよ」のセリフの通り、百夜優一郎達による突然の襲撃には余裕綽々の笑顔を貼り付け、その上優一郎達の目的や優先順位を冷静に分析・判断。結局はセラフ化した優一郎により劣勢となり、クルルを連れてウルド達がいるサングィネムへと撤退するも、柊シノアに「一瞬で死人が出る強さ」と言わしめ、第五位の肩書きに恥じない戦闘能力を見せつけた。「親」はウルドらと同じく第一位始祖であるが、クルルに助け舟を出した折に、真祖にあたる第一位の作った法律やらに従ったままの吸血鬼に退屈している様子を言動の節々から垣間見せる。それだけでなく、終わりのセラフを制御できている日本帝鬼軍に対し「このままじゃ人間を制御できなくなる」と家畜としか見ていなかった人間を警戒し、このままでいいのかと懸念する姿勢を見せていた。交戦したリーグは「第三位すら殺せそう」と評している事から、実際は第四位以上第三位以下程度の実力である事が判明してる。
ルーケ・イサヤ
第五位始祖の吸血鬼。親は第一位始祖。世界崩壊後はフランスを統治している。フェリドによると『吸血鬼最強の格闘家』と呼ばれている。直毛の黒髪に黒い瞳に色黒でも色白でもない中間的な肌の色で、左右非対称の独特なハネのある髪型をしている。一人称はオラ。戦闘能力は第一位始祖や第二位始祖に迫るほどとされており、フェリドからは敵にしたくないキャラ5人にも選ばれている。少林拳を使い一撃でビルを破壊したり、地面にひびが入るなど異次元的な強さを誇り、黒鬼装備保持者ですら瞬殺されている。
フハ・ハハハ・プラント
第五位始祖の吸血鬼で、親は第一始祖のシカ・マドゥ。世界崩壊後はメキシコ全土を統治している。異名は『寄生帝』で、あらゆる物に寄生し、自分自身を増やしている。
本体
性別:男性、誕生日:1月30日 (世界顧みられない熱帯病の日)、年齢:1500歳、身長:10ナノメートル、血液型:O型
フハ・ハハハ・プラントの本体で、真の第五位始祖の吸血鬼。世界崩壊後はメキシコの首都メキシコシティの地下にある巨大吸血鬼都市の王として君臨している。体長は僅か10ナノメートルで、ウイルスよりも小さく普段は空気に漂っている。一人称は『吾輩』で、性格は嫉妬深いのが特徴。姿はまだ登場しておらず不明だが、一般吸血鬼とは違う容姿をしている。
戦闘能力としては、敵の体に入り込むと肺又は胃を突き破り脳に向かう。脳に向かうと敵の中核神経などと一体化し、脳全てを操る。しかし、寄生されたものの思考は支配されない。また、一体化と同時に自身の血を体全体に流れさせ、寄生されたものを無敵状態に強化させる。後は寄生した体で暴れ回り、寄生から約1年後に脳に卵を産みつけて鼻から外に出る。産みつけられた卵は脳から体全体の臓器を食いながら成長し、約1ヶ月後に成虫になる。そして、成虫になった本体の分身は操られながら人工密集地に移動し、そこで核爆発を起こす。本体の分身も核爆発には耐えられない為爆発と共に死亡する。
ミズノムシ
フハ・プラントの子の一つで、原種と亜種が居る。原種はフハ・プラントの直系のことを指しており、フハ・プラントから生まれる。亜種は原種から分裂又はその子孫のことを指している。
ミズノムシは水に擬態した寄生吸血鬼で、見た目は水と全く変わりなく、味もほのかに甘いことを除いて水そのもの。無色透明で無臭なので視覚や嗅覚で判別するのはまず不可能。水だと思って本種を飲んだ生物に寄生、産卵してそれを苗床にして繁殖・敵を攻撃する。恐らく幼体(或いは卵)は糞便と共に排出される。症状はコレラを思わせる下痢や発熱、肉体の一部(手足の一部)が溶けた金属のように溶けて液体化した後に固まる｡現実世界における脱水症状の重篤化を表していると思われる。なお煮沸しても無毒化(殺菌)は不可能。
『渋谷侵攻編』にて初登場を果たした。
コウミムシ
フハ・プラントの子の一つで、肉に擬態した寄生吸血鬼。容姿は肉と全く変わりなく、味も肉の味そのもの。また、焼いても周囲の肉と同じ色に変化し味や匂いまでもが肉と同じである。コウミムシは自身で意思を持っており、野生動物を狙って移動することができる。野生動物を見つけると鼻や口から侵入し筋肉組織に同化し身体中に範囲を広げる。人間へは寄生された野生動物の肉を食べることにより侵入し胸あたりで塊になる。そして胸に謎のマークと共に発熱、下痢、嘔吐、呼吸困難などの症状が現れる。末期になると胸にあるマークが腫れ上がり、やがて寄生したコウミムシが寄生した野生動物の姿になり、皮膚を突き破る。生まれた動物は未熟な生物のようなものですすぐに死んでしまうが、それは寄生された人間も同じである。

### 上位始祖相当

#### 貴族
ジェームズ・ドードリ・ダイヤ
第六位始祖の吸血鬼。世界崩壊後はインドネシアを統治している。
黒髪のボサボサの頭髪に三白眼、横広がりの大きな口髭(カイゼル髭)と、そこから白い歯を覗かせた笑顔が特徴的な吸血鬼。吸血鬼には珍しく基本的には楽天的で仲間思いな性格で、出会った人間からは無類の好感を抱かれている。
武器は剣で、赤みがかった黒い稲妻を纏わせた剣から衝撃波を打ち出すことができ、上位始祖にも引きを取らない戦力を有している。
フーゼ・ベルドギッシュ
第六位始祖の吸血鬼。世界崩壊後はトルコを統治し、イスタンブールの地下都市で神として君臨している。
黄金の鎧を身に纏う、全てを見下した尊大な態度の金髪と赤目の様相をした美青年。人間を家畜として見ており、統治下にある地域に住む人間には全員首輪をつけさせている。
武器は『乖離剣ドリーム』で、リーグによると上位始祖のオリヴァー・ミットフォードと同等の戦闘能力を有している。

### 鬼
阿朱羅丸（あしゅらまる）
声 - 山村響
優一郎の鬼呪装備に宿る鬼。黒鬼シリーズの一つ。憑依化。具現化。性別は男。子供の姿をした、紫がかった長い黒髪と赤眼が特徴の鬼。一人称は「僕」。
刀を具現し放つ能力「阿朱羅観音（あしゅらかのん）」を有しており、阿朱羅丸が優一郎を半分ほど乗っ取った状態では、「万刀 運命交錯（まんとう うんめいこうさく）」などの次元を歪ませての使用が可能となる。また、鞘のみを具現し抜刀の掛け声と共に目視不可能の斬撃を放つ「夢幻刀（むげんとう）」や、目視不可能の刀を一斉に相手に突き刺す「無限抜刀 運命交錯（むげんばっとう うんめいこうさく）」なども行使可能となる。
愛を嫌悪し欲を好む典型的な鬼であり、優一郎の力への欲を利用して支配しようとする。しかし、訓練において優一郎の「仲間になってくれ」という言葉を聞き、戸惑いながらも憑依を認める。以降も彼を唆かす発言をする一方、時には共闘し互いの窮地を救う。
かつての名はアシェラ・ツェペシ。千年以上前に真祖と共に失踪したクルルの実兄。暗黒時代の貴族だったが、平民達の襲撃を受け母親を殺害された後、クルルとは別々の奴隷商人に売り飛ばされ、真祖に買い取られる。真祖の連れであるユウとの関係は良好だったが、真祖に呼び出された日の夜、真祖の意図で力を引き出され暴走したユウに襲われる。ユウに心臓を貫かれ、さらにその状態で連れられた上空にて真祖にユウを斬首され転落。本来ならば死ぬはずだったが、ユウに心臓を貫かれる際に彼の血を微小ながらも服用し適合したことで瀕死の状態で真祖に発見される。その後、真祖によってユウの血を大量に服用し、「上位になることを許された三人目の仲間」として吸血鬼となる。この当時は真祖をユウに習って「シガマドゥ」と呼んでいたが、後に「父さん」と呼び、一番のお気に入りと目される。
鬼になる以前の記憶はないと発言する一方、太陽を見る事が好きだった事や妹の存在など朧げながらも覚えている部分がある。四鎌童子との一戦後、自身を実験体に差し出した優一郎に投薬された薬の影響で徐々に記憶を取り戻し、優一郎を通してクルルと再会した時には彼女の名を呼び笑顔を見せる。
実は真祖側の勢力であり、「王」が目覚めた事で記憶を完全に取り戻した後、真祖の命令で鬼籍王と月光韻と共に「王」の拘束を目論む。
月光韻（げっこういん）
与一の鬼呪装備に宿る鬼。黒鬼シリーズの一つ。具現化。性別は男。成人姿の鬼。鳥の形を取り、相手を狙撃する。
姉の仇を前にした与一の復讐心を煽るもそれに対する与一の返答に好感を抱いたり、一言で力の供給を可能にしたりと、与一との仲は比較的良好。
阿朱羅丸同様、真祖側の勢力であり、真祖を「シガマドゥ様」と呼び慕い期待に応えようと、「王」が目覚めた事で記憶を取り戻した後阿朱羅丸と鬼籍王と共に「王」の拘束を目論む。
鬼箱王（きせきおう）
声 - 黒沢ともよ
士方の鬼呪装備に宿る鬼。黒鬼シリーズの一つ。憑依化。具現化。性別は男。少年のような容姿をしているが、老人言葉を使用し、双剣術は達人の域を達している。
棺を具現する能力を有しており、具現から九つのカウントダウン終了直後、棺から黒い影が飛び出し相手を棺へと連れ込む。当初は君月を従わそうとするも、次第に君月のことを気に入り、憑依を認める。
阿朱羅丸同様、真祖側の勢力であり、「王」が目覚めた事で記憶を取り戻し、阿朱羅丸と月光韻と共に「王」の拘束を目論む。
四鎌童子（しかまどうじ）
シノアの鬼呪装備に宿る鬼。シリーズは不明。具現化。シノアからは「しーちゃん」と呼ばれている。性別は男。成人の姿をした、背に六枚の翼を持つ鬼。一人称は「私」。鎌の攻撃範囲に入った敵を感知する能力を持つ。
シノアの器について真昼とは比較にならぬほど上と称え、その器を乗っ取るために優一郎への恋心を利用し、彼の精神世界へ侵入し阿朱羅丸を追い込む。
優一郎を「ユウ」、阿朱羅丸を「アシェラ」と呼び、二人の過去を知ると公言しており、阿朱羅丸と彼の救出に現れた優一郎が共闘のため並んだ際にはその姿を懐かしんでいる。その一方でシノアを乗っ取るために二人を容赦なく追い込むが、目的通りシノアが心の扉を開けたことで二人を見逃しシノアを乗っ取る。
かつての名はシカ・マドゥ。その正体は一番最初の吸血鬼である第一位始祖の真祖。千年以上前にアシェラと共に失踪し柊家を創設した後、鬼として歴代当主に取り憑いてきた。
天利からは「旧い神」と称されるが、「彼のほうがタチが悪い」と自身が神であることを否定すると同時に神の存在を認知している言を取る。
「禁忌を犯して陽を失って堕天した」存在。ある者達に濡れ衣を着せられ吸血鬼と成り果て、さらには子供を殺害された過去を持ち、その過去を起因に暗黒時代から「黒い太陽」を作ることを目的としている。かつて〈終わりのセラフ〉に似た力を持つユウを連れており、度々力を覚醒させては失敗に終わり処分している。暗黒時代には貴族に扮して人間社会に紛れ込んでいた。
シノアを乗っ取った状態でもフェリドやクローリーを返り討ちにし、リーグとの闘いにおいても無傷の状態であるなど、戦闘能力は高い。また、計画性の高い真昼やフェリドを含めた多方面に自身達の立ち位置にすら疑心を抱かせる程の高い計画性も持つ。
黒鬼として目覚めたミカエラを「私の子」と呼び、記憶を取り戻した阿朱羅丸達に拘束を命じている。
天字竜（てんじりゅう）
三葉の鬼呪装備に宿る鬼。茶枳尼シリーズの一つ。具現化。能力は鬼を何匹か生み出す。シノアや与一と同じく戦闘時のみ具現化させる。
真昼ノ夜（まひるのよ）
黒鬼シリーズの一つ。形状は刀。憑依化。
かつては「ノ夜」という鬼が宿っていた鬼呪装備だったが、世界崩壊当日に真昼と心臓を一体化したことにより、現在の鬼呪装備となっている。
柊 真昼（ひいらぎ まひる）
声 - 遠藤綾
真昼ノ夜に宿る黒鬼。第一渋谷高校の制服を着用している高校生の姿をした、灰色の髪が特徴の美少女。
その正体は、シノアの実姉にしてグレンの元恋人である、鬼呪装備を完成させ世界を救った才色兼備の天才。異母兄の暮人同様、柊家の次期当主候補としての座を有していたが、八年前に柊家を裏切ったことで表向きはグレンに殺害されたこととなっている。シノアからは信用できないと評されているが、妹を守るために自らを犠牲にするなど、妹想いな性格。
優一郎とは、彼が母親の焼身自殺後、百夜教の牢に収容されていた際に面識を持つ。両親の言動から自暴自棄になっていた優一郎に対して「生きる」ことについて語りながら彼の生を肯定していた。当時の記憶を消去されていた優一郎も朧げながらにその記憶があり、再会した際にその記憶を取り戻した彼の「生きる理由」を聞き、安堵の表情を浮かべる。
世界崩壊前、「ユウ」「ミカエラ」「アシェラ」を取引材料にクルルと接触を謀り、彼女の血で吸血鬼化を遂げ、以降も協力関係にある。
ノ夜（のや）
真昼ノ夜の前身。少年の姿をした、長い赤髪と赤眼が特徴の黒鬼。
優一郎を「ユウ」、阿朱羅丸を「アシェラ」と呼ぶ。吸血鬼時代からの顔見知りであるアシェラとクルルから危険視されており、ノ夜自身はアシェラを「一番質が悪い」と危険視する一方で執着している。残忍な性格の持ち主で、かつて秘密を守るためにユウを手にかけた過去を持つ。
覚世（かぐせ）
五士の鬼呪装備に宿る鬼。菩薩シリーズの一つ。形状は煙菅。具現化。吐き出した煙で相手に幻術を見せる能力を持つ。
火愚土（かぐつち）
美十の鬼呪装備に宿る鬼。羅刹シリーズの一つ。憑依化。
菊理（くくり）
小百合の鬼呪装備に宿る鬼。荼枳尼シリーズの一つ。形状は呪符の剣。憑依化。
黒ナギ（くろなぎ）
時雨の鬼呪装備に宿る鬼。羅刹シリーズの一つ。形状は暗器（クナイ）。具現化。
玄武針（げんぶしん）
真琴の鬼呪装備に宿る鬼。羅刹シリーズの一つ。形状は三叉槍。具現化。盾を具現する能力を持つ。
赤蛇（あかへび）
秀作の鬼呪装備に宿る鬼。童子シリーズの一つ。形状は鎖。具現化。鎖で相手を拘束する事が可能。
雷鳴鬼（らいめいき）
暮人の鬼呪装備に宿る鬼。黒鬼シリーズの一つ。憑依化。形状は刀。性別は女で額に角がある。
四鎌童子とは面識があるようで、刀ごしに再会の言葉を交わされるが記憶がないため警戒し、暮人を乗っ取ろうとする四鎌童子を妨害する。
しかし、実は阿朱羅丸同様、真祖側の勢力であり、本来は阿朱羅丸たちと共に「王」の拘束に参加する予定だったが、鬼籍王の意図で万が一の備えとして待機となる。
白虎丸（びゃっこまる）
深夜の鬼呪装備に宿る鬼。黒鬼シリーズの一つ。形状は銃剣。性別は男。本体は虎の毛皮を被っている成人だが、具現する際は白虎の姿をしている。遠距離戦を得意とする。
阿朱羅丸同様、真祖側の勢力であり、本来ならば阿朱羅丸等と共に「王」の拘束に参加する予定だったが、鬼籍王の意図で万が一の備えとして待機となる。
次元槍（じげんそう）
百夜教構成員の鬼呪装備に宿る鬼。黒鬼シリーズの一つ。形状は槍。空間を切り裂く能力を持つ。

### 百夜教
最高幹部
リーグ・スタフォード / 斉藤（さいとう）
百夜教創設者・百夜教の神、百夜教第350代法王(世界崩壊後)、元第二位始祖の吸血鬼。約千年前に失踪した後、《百夜教》の暗殺者・斉藤と名乗る。
第一位始祖のシカ・マドゥを「親」とし、第七位始祖であるフェリド・バートリーと、表向きは第十三位始祖であるクローリー・ユースフォードの「親」である。同じ第二位始祖のウルド・ギールスとは同時期に吸血鬼化され、人間時代から親交があった模様。
スーツを着た黒髪・色白の男だが、その容姿は人間に溶け込める姿にしたため、千年前とは姿が違う。吸血鬼特有の赤い瞳はコンタクトレンズで隠している。当初一瀬グレンには「木島真」と名乗っていたが、百夜教や百夜孤児院の子供達からは「斉藤」と呼ばれ、子供達からは好かれていた。百夜優一郎を含め、百夜孤児院の子供達は皆彼が連れてきた。
《百夜教》の創始者であり、「柊家」と「一瀬家」を揉めるよう仕組んだ張本人。その目的は不明だが、「親」である第一位始祖を恨んでいるようで、真祖が作った『帝ノ鬼』に対抗するために《百夜教》を作った。しかし、組織が自分の思い通りに動かず、さらには真祖が望んでいるかのような知らない研究が始まったことにより、自身の行動すら真祖の意図通りなのではと思い始める。その疑心から、数百年前に『帝ノ鬼』の中で、柊家に次ぐ強大な権勢を誇っていた一瀬家に目を付け、当時柊家の長男と次男が惚れ込んでいた一瀬家の少女を使い、呪術で介入し、両家が揉めるように仕組んだ。その結果、一瀬家の少女は次男を選んだが、長男はそれを許さず少女を犯し、さらに子を孕ませ、少女と弟と我が子を『帝ノ鬼』から追い出す。その時の子供に自身の体の《組織》を少し入れた。そのため、一瀬家の血族である一瀬グレンを「私の子」と呼び、真祖に対抗するために作ったと語っている。
世界崩壊後も、表向きは死亡扱いの吸血鬼である第五位始祖ケーク・サノリアムや第六位始祖バステア・イルクルや人間の百夜教兵で再構した《百夜教》に身を置いている。真祖が柊シノアを乗っ取った際に感じた真祖の気配に気づき、同じく真祖の気配に気づき、真祖の元へ向かおうとするウルド・ギールス一行を襲撃。その後、『帝ノ鬼』に送り込んでいた《百夜教》に、『悪魔』と《アシェラ・ツェペシ》を回収させる。
ケーク・サノリアム/レル9世
百夜教副法王、元第五位始祖の吸血鬼。親は第一始祖のシカ・マドゥで、斎藤 (リーグ)の最側近を務めており、百夜教の中でも別格の最高幹部とされている。世界崩壊後に地上に現れるが人間勢力によって殺害されたとされていたが、秘密裏に生存しリーグ側についている。
ケークは白い肌をしており、目も鼻も髪もないのっぺらぼうの様な顔をしている。しかし、小さくても立派な口と、吸血鬼特有の耳を持っている。軍服を着ており、白い手袋をはめている。体は非常に痩せて骨ばっており、滑らかな顔立ちで、小さな口以外に特徴は見受けられない。
仕事に対してとても真面目で慎重な人物であり、斎藤からも信頼されている。
戦闘能力は一瞬にして、自身のコピー／クローンを無数に生み出すことができる(無限分裂が可能)。分裂によって生まれたクローンはケークと同じ力と戦闘能力を持つ。また、本体がクローンを減らさない限り数も減らない。また、クローンもまた自分自身をコピー／クローン化でき、ケークは瞬時にクローン軍団を作り上げることができる。しかし、この能力の弱点としては、クローンの中にケークの真の体が一つ隠されているという事であり、もし本物破壊されればケークは死んでしまうことが示唆されている。クローンの一部が傷付いたりするとそこを分岐点として分裂する。また、それ以外の基礎武器としては一般吸血鬼の強化版の剣や斧、チェーンソーンなども使う。
バステア・イルクル/グルカ・アルバソ
百夜教理事長(世界崩壊後)、元第六位始祖の吸血鬼。百夜教のNo.3である最高幹部。ケーク同様表向きは死亡扱いとなっているが、秘密裏に生存しリーグ側についている。
両性具有の吸血鬼で、首まで届くミディアムレングスの黒髪を持つ。前髪は不揃いだが、それでも耳と細い眉毛は見える程度の長さである。他の吸血鬼と同様に、バステアも赤い目、牙、そして尖った耳を持っている。白いロングコートを着用し、中央に6つのボタン、両サイドに2本ずつのラインが2本ずつ入っており、長袖の袖口には2本の白いラインが入った濃い色の袖口が付いている。コートの下には、襟の両側に白い縁取りが付いた黒いドレスシャツと白いネクタイを着用している。
斎藤(リーグ)が渋谷を襲撃する中、柊深夜の背後に抜刀した剣を構えた壁の上にバステアが現れる。バステアは素早く斬撃を加え、深夜が暮人に吸血鬼貴族の存在を告げた隙を突いて再び攻撃を開始する。深夜が攻撃をかわすと壁を切り裂き、バステアは深夜に本当に話をする時間があるかと尋ねる。振り上げた剣がカチャンと鳴り、二人は後ろにクローリーがいるのを見て驚き、なぜここにいるのかと問い返す。バステアは、クローリーがフェリド・バートリーの用事で出かけているのだろうと思い込み、背後から攻撃してきたフェリドの剣自体をブロックした。斎藤もここにいるのかと聞かれるが、バステアはフェリドに何の用事なのかと問い詰め、彼は捨てられたのだと単刀直入に告げる。フェリドが鎖を切るべきかと尋ねると、バステアは下をちらりと見て、切ることはできないと言い、自分は第六位始祖であり、フェリドは第七位始祖であると指摘する。フェリドが人間の味方を得たと説明する中、グレン隊の小百合、時雨、典人、美十が到着する。バステアは、百夜教は人間に興味がないため、どちらにせよ評価を下すことはできないと述べる。そして、彼らはこの計画を実行に移したのではなく、リーグ・スタフォードが完全な支配権を握っていることを明かす前に、ただ役割を演じただけと話した。バステアは視線を前方に固定したまま、百夜教の戦闘員が空中にポータルを切り開いて背後に現れると、頭を向けてバステアはそれ以上この戦いに参加せずにそこを去った。
シャーロット・マイアス
百夜教副会長・アメリカ大陸方面教主にして世界崩壊後に建国された合州国の2代大統領。百夜教内で最高位の人間。元騎士団長。イギリス系アメリカ人。年齢35歳、身長154センチ、体重42キロ。
常に凛とした空気を纏い、金髪の髪を後ろで結い上げた、青と銀の甲冑を着た碧眼の見目麗しい少女。一人称は「私（わたし）」。責任感が強く真面目かつ律儀で丁寧、そして負けず嫌い。戦いに対する恐怖や感情といったものを、多くの戦いを駆け抜け、勝ち抜いてきた騎士の誇りで覆っている。いわゆる根っからの委員長属性で、悪く言えば頑固なのかもしれない。戦いのためならば汚い手も使うことがあるが、線はしっかりと引いており自分の信念、騎士道に反する行為（魂喰いや死体を弄ぶこと）は絶対に行わない。クールで感情表現がやや不器用だが、根本は素直なため意見は端的に述べる。
世界崩壊前のアメリカにて生まれる。物心ついた時には既に親に捨てられ百夜教の施設に居た。その後リーグ・スタフォード (斎藤)に拾われ、騎士として教育・訓練を受けていた。20代後半の時に史上最年少で百夜教騎士団長に就いた。それから間も無く未知のウイルスによって世界が崩壊し、地下から吸血鬼が出現すると騎士団長として騎士団を率いた。
日本から戻ったリーグによってニューヨークを首都とする百夜教管理下の合州国が建国され、生き残った人間と共に吸血鬼防衛軍を設立し初代総司令官に就任する。約1年前に合州国2代大統領に就任した。
エルマ・ハウレント
百夜教副会長の一人にして、元第七位始祖の吸血鬼。ヨーロッパ大陸方面教主。親は元第二位始祖のリーグ・スタフォードで、同じく第七位始祖のフェリド・バートリーは兄弟に当たる。性別:なし、身長170センチ。
併せ持つ人間離れした美しい容姿。幼さを残した顔立ちで、見た目は16歳程度。白い肌、淡い萌黄色の長髪、長いまつ毛が特徴。目の色は髪の毛の色と異なり、基本的には水色に近い薄い青緑色をしているが、わりとコロコロ色が変わる。一人称は「僕」、基本的に心優しく慈悲深く、相手の話を穏やかに聞く。お人柄もとい"お粘土柄の良い"おっとりとした性格。全ての生物を「ともだち」だと思い尊重（尊敬）し、平等に慈しみ、穏やかな口調とたおやかな仕草で、美しい花のように佇む。
武器は親のリーグと同じく鎖で、想像できないほど苛烈な戦闘能力の持ち、実力は親であるリーグと同等かそれ以上で、作中でも上位の戦闘能力の持ち主。
ルーベント・サード
百夜教副会長の一人にして、元第八位始祖の吸血鬼。アジア大陸方面教主。性別:男、身長:255センチ、体重320キロ。
一般的な吸血鬼と比べるべくもない巨体と岩のように黒い肌が目を引く偉丈夫。髪は無造作に伸ばされており、服装も腕輪と足輪、金属板で補強された腰巻き以外は身に付けておらず、まさに野蛮人といった風体をしている。
圧倒的な怪力と驚異的な体躯に似合わぬ素早さから白兵戦においては敵無しとされる。
センサー・オリイット
百夜教副会長の一人で、元八位始祖の吸血鬼。アフリカ大陸方面教主。性別:男、身長:188センチ、体重:72キロ
口調は少々荒いが、さっぱりとしつつも面倒見の良い愛嬌のある性格。信念と義を重んじ、正々堂々の戦いを望む吸血鬼界の武人である。一人称は「オレ」。普段は気さくな兄貴肌で通っているが、荒事に関してはどこまでもシビアかつ冷徹で、一切の飾りを排した野性剥き出しの戦いを好むその在り方はまさに猛獣そのもの。
武器は槍。
レイ・タージェイマン
百夜教副会長の一人で、元十位始祖の吸血鬼。オセアニア方面教主。性別:男、身長:180センチ、体重:69キロ。
一人称は「私（わたし）」で、白いフード付きローブをまとった銀色の長髪の青年。
武器は不明。
アメリカ
百夜教兵
鬼呪装備を持つ人間の男性。帝鬼軍の研究者に扮して優一郎と阿朱羅丸をリーグの元へ連行した後戦場へ赴くが、鬼呪の能力に目をつけたフェリドに拘束され、その力を利用される。

## 小説の登場人物
- 小説と漫画では時間軸に8年の隔たりがあり、両者に登場する人物についても設定に大きな差があることからそれぞれ別途に記述する。

### 主要人物
一瀬 グレン（いちのせ グレン）
声 - 中村悠一
小説における主人公で、呪術師集団「帝ノ月」の宗家一瀬家の次期当主候補である15歳（ストーリーの途中で16歳となる）の少年。
5歳の頃に、帝ノ月と反目しあう呪術師集団「帝ノ鬼」の次期当主候補・柊真昼に幼い恋をしたが、帝ノ月、帝の鬼の両者はそれを許さず、その結果帝ノ鬼から虐げられた過去を持つ。
帝ノ鬼が牛耳る呪術師養成学校である第一渋谷高校に、従者の小百合・時雨と共に入学する。グレン達以外は教師も生徒も皆帝ノ鬼の関係者という中で、当初は実力を隠し落ちこぼれを装うことで帝の鬼の駒となってしまうことを回避しようとする。第一渋谷高校襲撃に端を発する帝ノ鬼と「百夜教」との抗争勃発後も、従来と同様の姿勢で状況をうかがっていたが、生徒会長・柊暮人に擬態を看破され、不本意ながらも彼の下につくことを余儀なくされる。
幼い頃の一件もあり、帝ノ鬼（柊家）に対し敵意を抱き続けているが、現時点で敵対しても圧倒的な勢力差に勝ち目がないと判断している。自己の実力を隠すのも、将来帝ノ鬼と戦いになった際に備え、手の内を明かさないためである。
真昼に「この世界はこの年末に一度滅びる」と告げられて以降、半信半疑ながらも「その時」に備え、帝ノ月の配下にも命じ密かに鬼呪の研究を進めていた。百夜教と帝ノ鬼の抗争激化により小百合や時雨、美十や典人らが危機に陥ったこともあり、打開のための力を求めて鬼呪・ノ夜に手を出した。制御が十分でない鬼呪により一瞬人間としての理性を失うが、同じく鬼呪を持った深夜らにより回避される。その後、暮人に家族や信徒を人質に真昼暗殺の命令を受ける。以降、深夜等チームメイトと行動を共にするが仲間との情報共有は滞っており、従者達に父親が人質に取られている事や暗殺命令を受けた後現れた真昼から受け取った資料について、当初伏せていた。しかし、真昼が吸血鬼に誘拐された事を機に情報を提示。そこへ現れた暮人の手助けにより、真昼を追うため吸血鬼の都市がある京都へ向かう。その途中、ノ夜が真昼から預かっていた鬼呪・阿朱羅丸を入手、さらに襲撃に現れた吸血鬼を捕獲し、それらを持ち帰った事で暮人から評価されるが、帝ノ鬼上層部によって父・栄の処刑が執行され、一瀬家の当主となる。
世界崩壊の2日前、真昼とコンタクトを取るため深夜・五士・美十・小百合・時雨と共に柊家を裏切り、世界崩壊当日真昼と対面する。真昼を救おうとするが、その結果仲間を殺され、真昼もノ夜で自身の心臓を貫く。真昼がノ夜の心臓と一体化させている最中、彼女から〈終わりのセラフ〉の正体と発動条件、彼女がその力をコントロールするために生まれた事と人生が定まっていた事を知る。真昼がノ夜と心臓を一体化させ消えた後、深夜等を蘇生させると同時に世界を崩壊させる。
世界崩壊後、蘇生させたうちの1人に死んだ記憶の有無を問うた結果、死を思い出させ消滅させてしまった事でその不完全性を目の当たりにし、意識を取り戻した深夜等に蘇生を悟らせないため、真昼がノ夜に吸収され消えた後意識を手放したと虚言。真昼に体を乗っ取られている可能性があることから、それを防ぐために仲間達と共に帝ノ鬼に帰還する。
柊 真昼（ひいらぎ まひる）
声 - 遠藤綾
小説におけるヒロインで、帝ノ鬼の次期当主候補の15歳の少女。
グレンとの淡い恋を引き裂かれた後の10年間で、鬼呪の研究を実用化の段階にまで進めるなど呪術師としての実力は大きく成長を遂げ、能力をフルに発揮したグレンをもなお上回る。10年前にグレンとの仲を引き裂かれたことでそれに対抗する力を求めたため、また同腹の妹シノアを守らんがための成果ではあるが、反面、通常全く歯が立たない相手であるはずの吸血鬼をも一刀の元に切り捨てるなど、もはや人間の域からは逸脱している。
性格的には基本的に冷静で、グレンやシノアといった一部の例外ケースを除いて非情でもある。かつて次期当主候補のライバル関係にあった暮人は、呪術師としての実力は「天才の真昼が上」と認めつつも「人の痛みが判らないものは組織の頂点に立つべきではない」と評している。母親を柊家に殺された過去を持ち、その一件から柊家を嫌い、父親への嫌がらせとしてグレンと接触を図った。
妹のシノア同様、帝ノ鬼による人体実験の数少ない成功例として〈鬼〉の要素を受け継ぐ形で生まれている。出生当初は鬼の要素は明確に発現しなかったため「優秀ではあるがただの人間」として捉えられ、研究はコストに見合わないものとして中断された。しかし第二次性徴期以降に自らの欲望が育ってくるにつれ、真昼は鬼の要素の発現に悩まされることとなった。それを制御するため、また妹シノアを人体実験の再開から守るため、百夜教と手を結び自らを実験体として密かに鬼呪の研究を再開した。元々自身の中にいた阿朱羅丸とシノアの中にいた四鎌童子の2匹の鬼を宿している。
真昼が百夜教と内通することで起きた第一渋谷高校襲撃事件において、混乱に乗じる形で行方をくらました。その後百夜教とも距離を置き、帝ノ鬼と百夜教の抗争を影で煽るなど、さらなる闇に足を踏み入れていく。一時は百夜教と帝ノ鬼とを全面抗争状態に陥らせることに成功したものの、実用段階に達した鬼呪の技術が広まったことにより抗争は小休止状態となった。その後百夜教・帝ノ鬼が共同して真昼を追う展開となったため、追い詰められつつある。また、〈終わりのセラフ〉の実験にも触れた事から吸血鬼に捕らわれるも、吸血鬼の女王クルルの欲しているものを手にしている事を盾に彼女と取引を行い、吸血鬼化する。生まれながらに鬼を宿していたため吸血鬼化後も鬼呪の使用が可能であるが、吸血鬼に拉致された際、阿朱羅丸をノ夜に預け、四鎌童子をシノアに返した事で、新たに一級武装のナイフを使用する。
柊家の裏切り者とされていたが、実際はシノアを人質に取られ、天利の命で百夜教にスパイとして送り込まれた二重スパイ。世界崩壊の計画の首謀者が柊家であり、天利から自身の死を含めその内容を明かされてた上で全てを演じていた。
世界崩壊の前日、暮人と交戦。その最中、彼に「柊家」の疑問とグレンを大切にする旨を伝える。世界崩壊当日、グレンと対面。自身を救おうとする彼の仲間を殺害し、自身もノ夜と心臓を一体化させるためにノ夜で心臓を貫く。その最中、グレンに〈終わりのセラフ〉の正体と発動条件、自身の定められた人生を伝える。その後、ノ夜と心臓を一体化させ刀の中に消える。
花依 小百合（はなより さゆり）
声 - 種﨑敦美
帝ノ月に属する15歳の少女でグレンの従者。5歳の時からグレンに仕えている。
グレンと共に第一渋谷高校に入学する。茶色がかった髪で騒々しい口調からは乖離した整った顔立ちを持つ。時雨との従者コンビではボケ役を務める形で描写されている。
幼少の頃に、同い年ながら自らのふがいなさに苦悩するグレンの姿を見て以来、グレンに対し恋心を抱き続けている。実力的にグレンの助けとなるどころか足を引っ張る形となることが多いことに悩みつつも、時雨と異なりグレンへの好意を隠そうとはしていない。
呪術師としての実力は高いものの、選抜術式試験において、1回戦で征志郎と対戦しなぶり殺し状態にされるものがある。
当初はグレンと時雨以外のチームメイトを信頼していなかったが、彼等がグレンのために命をかけた事で徐々に信頼するようになる。真昼に対しては主であるグレンへの言動から嫉妬と憎悪を抱いている。
世界崩壊の2日前、グレン等チームメイトと共に柊家を裏切る形で真昼とコンタクトを取る。世界崩壊当日、真昼のもとへ辿り着くも彼女に殺害され、グレンにより蘇生されるが、自身の死を覚えていない。
雪見 時雨（ゆきみ しぐれ）
声 - 石川由依
帝ノ月に属する15歳の少女でグレンの従者。
グレンと共に第一渋谷高校に入学する。黒髪で小柄、感情が顔に出ないクールなタイプであり、小百合との従者コンビでは突っ込み役を務める形で描写されている。
能力的には暗器やナイフを用いた戦いを得意とする。選抜術式試験1回戦において美十と対戦し、実質的に引き分ける（第一渋谷高校教師による判定結果は美十の勝ち）。以来、美十にその実力を買われて十条家の従者になるよう勧誘される。
小百合同様、グレンに対し主従関係以上の好意を抱いているが、小百合とは異なり人前ではそれを表には出さない。
当初はグレンと小百合以外のチームメイトを信頼していなかったが、彼等がグレンのために命をかけた事で徐々に信頼するようになる。真昼に対しては主であるグレンへの言動から嫉妬と憎悪を抱いている。
世界崩壊の2日前、グレン等チームメイトと共に柊家を裏切る形で真昼とコンタクトを取る。世界崩壊当日、真昼のもとへ辿り着くも彼女に殺害され、グレンにより蘇生されるが、自身の死を覚えていない。
柊 深夜（ひいらぎ しんや）
声 - 鈴木達央
第一渋谷高校のクラスメート。柊家の養子で、柊家直系の真昼の許嫁。
帝ノ鬼の頂点に位置する柊家に、次期当主候補である真昼の許婚という立場で養子に迎えられ、同年代の許婚候補達と殺し合いをさせられる(それ以来、大きなストレスに耐えるため、うわべだけの笑顔を見せるようになる)。その競争を勝ち残っただけあり、呪術師としての能力は高い水準にある。真昼の許婚という立場ではあるが、深夜自身は自らの大事にしていたものを数多く奪い、許婚候補者同士の生存競争に追い込んだ柊家を嫌っている。同じく柊家に対し反感を持っているであろう、そして自らに対しては隠れ蓑以上の意味を与えなかった真昼が盲目的に固執しているグレンに対し、当初から積極的に接触してくる。グレンの愚者の装いも当初から擬態とみており、一時は冷淡な姿勢に変化するものの、第一渋谷高校襲撃時にグレンの実力を目の当たりにした後は共通の敵（＝柊家）に対する協力関係を求めるというスタンスに戻る。暮人によるグレンの特命チーム結成後は、その一員としても行動する。
許婚であった真昼が帝ノ鬼を裏切る形で去った後も、真昼に対する思いを断ち切れないでいる。
鬼呪に手を出し暴走状態にあったグレンを救うため、自らもより制御が進んだ鬼呪をその身に受入れ、グレンの暴走を止めた。
世界崩壊の2日前にグレン等チームメイトと共に柊家を裏切る形で真昼とコンタクトを取る。世界崩壊当日、真昼のもとへ辿り着くも彼女に殺害され、グレンにより蘇生されるが、自身の死を覚えていない。
十条 美十（じゅうじょう みと）
声 - 嶋村侑
第一渋谷高校のクラスメート。帝ノ鬼の幹部である十条家の出身で、家系の特徴である血のように赤い髪を持つ少女。
グレンに対しては当初他の帝ノ鬼関係者と同様に蔑視状態で接してくる。しかしその後、従者の時雨と選抜術式試験で対戦しその実力水準を知ったこと、第一渋谷高校襲撃時にグレンにより助けられたことなどにより、以降は他の生徒達からのグレン達3名に対する迫害に対し仲裁に入るなど、好意的と取れる描写がなされている。実際に手合わせした時雨に対しては、グレンの従者から十条家の従者になるよう、繰り返し勧誘も行っている。
暮人の命でグレンを中心とするチームのメンバーに組み入れられ、グレンと行動を共にする時間が増えるに従って「帝ノ鬼幹部の令嬢」ではなくごく普通の女の子として自らを扱うグレンに対し、淡い恋心を抱くようになる。
能力的には、家系の伝統である自らに呪いをかけ身体能力を大幅に引き上げる戦法を得意とする。
鬼呪の力で暴走状態となったグレンにより危機から救われる。その後、自らも鬼呪の力を受入れ、深夜らと共にグレンの暴走を止め、改めてグレンのチームの一員であることを選んだ。
世界崩壊の2日前、グレン等チームメイトと共に柊家を裏切る形で彼女とコンタクトを取る。世界崩壊当日、真昼のもとへ辿り着くも彼女に殺害され、グレンにより蘇生されるが、自身の死を覚えていない。
五士 典人（ごし のりと）
声 - 小野大輔
第一渋谷高校のクラスメート。帝ノ鬼の幹部である五士家の出身。
当初グレンに対しては蔑視状態で接していたが、美十と同様に第一渋谷高校襲撃時にグレンにより助けられたことで、美十に同調してグレン達と他の生徒のいさかいに仲裁に入るなど、好意的と取れる描写がなされており、暮人に対しても美十と同様にグレンを「信頼できるいいやつ」と評価し報告した。かなりの女好きで、対立組織出身の小百合や時雨にも「美人は別」というスタンスでモーションをかけることがある。
五士家内においては、一つ下の弟により期待がかけられ立場がない状態にある旨が本人から語られていたが、暮人によってグレンのチームに「選抜」されたため、五士家内での扱いも手のひらを返すように変化した。典人はそのことに嫌悪感を抱いている。
能力的には幻術系の術を得意としている。反面、物理的な攻撃面ではやや劣る水準である。
深夜や美十らと共に鬼呪の力を借り、暴走状態のグレンを止めた。その後も、グレンのチームの一員として行動する。
世界崩壊の2日前、グレン等チームメイトと共に柊家を裏切る形で真昼とコンタクトを取る。世界崩壊当日、真昼のもとへ辿り着くも彼女に殺害され、グレンにより蘇生されるが自身の死を覚えていない。

### 帝ノ鬼
柊 天利（ひいらぎ てんり）
「帝ノ鬼」を率いる柊家の当主。暮人や真昼など「柊」の姓を持つ全ての子供達の父親。
シノアと深夜とは面識がなく、暮人も電話で15分ほどの時間を要さなければならないなどと家族とは疎遠であるが、その存在は恐れられている。性格は非情で、自身の子供である真昼を利用する、シノアを真昼の取引材料に使う、暮人に脅しをかけるなど実子に対してもその性格を見せる。
一瀬栄の処刑を決定し、帝ノ鬼上層部会議で一瀬家当主就任の報告に現れたグレンに栄の醜態を明かす。柊家と一瀬家の確執の理由については関心を示していないが、その機能には目をつけているため一瀬家を生かしている。
世界崩壊を遂行させるために真昼を百夜教の二重スパイとし、彼女の死を含め計画の内容を明かしている。
柊 暮人（ひいらぎ くれと）
声 - 前野智昭
第一渋谷高校の3年生で生徒会長。真昼の異母兄。
失踪前の真昼と並んで柊家の次期当主の有力候補である。柊宗家の出身であり、第一渋谷高校においても校長をも上回る権力を有し、校内を掌握している。
自身の呪術の実力が高いだけでなく、それを表に示さないようにする術も心得ている。また、己の実力を過信することなく、グレンのような敵対する可能性のある相手に対しては十分な体勢を整えた上で接するなど、隙も見られない。合理主義者であり、柊家と一瀬家の間の遠い過去に生じた確執について「今さらどうでもいいこと」であり取り立てて問題にするべきものでもないと位置づけている。
グレンについて「帝ノ鬼（柊家）に対し叛意を抱いてはいるものの、非情に徹しきれる性格ではなく状況判断が出来ず闇雲に暴走することもない」と評価し、一定の状況下では帝ノ鬼出身者以上に信頼できる駒としてグレンを自らの配下に収める。また、一個人としてはグレンを気に入っており、自身に逆らわない限りは一定の配慮を見せたり、グレンの功績を考慮して栄の処刑を反対し、栄の処刑が防げなかった際には独断で処刑前の栄とグレンを会わせるなど、気遣いを見せたこともある。
百夜教との抗争激化に際し、グレンより得た真昼による鬼呪装備の研究成果を元に、絶対的な力では劣るもののより制御された鬼呪を短時間で実用化した。鬼呪研究を密かに行っていた帝ノ月に対しては、自らの命により研究を行わせていたこととして、グレンに対する人質、およびより鬼呪を洗練するための実験材料としている。
異母弟妹達にも容赦なく、真昼への接触・脅しの材料としてシノアを利用しているが、真昼からは「だから弱い」と評されている。同じく次期当主候補の真昼に対しては1度として勝利した事がなく、天才と評してその実力を認めている一方、「バケモノ」と称し統率者に相応しくないと評している。
三宮 葵（さんぐう あおい）
グレンのクラスメート。暮人の従者で、名門・三宮家の少女。先祖からの呪いと噂されている色素の薄い金髪が特徴。年の離れた妹がいる。
授業にはほとんど参加しておらず、生徒会室に出入りしている。三宮家の中でも飛び抜けて優秀で、7歳の頃から暮人の従者を務めている。当初はその家柄故「柊家」である暮人に仕えていたが、後に「暮人」個人に仕えている事を公言する程忠誠を誓っており、暮人からも信頼されている。
柊 征志郎（ひいらぎ せいしろう）
グレンらと同時に第一渋谷高校に入学した柊家の直系者。真昼の異母弟。
暮人や真昼には劣るもののその実力は高く、選抜術式試験では1回戦での対戦相手で実力的には劣る小百合を半殺しにした。続く2回戦ではグレンと対戦する予定であったが、その直前に第一渋谷高校が襲撃を受けたため、グレンとの対戦は行われなかった。
暮人や真昼に対してコンプレックスを抱いており、グレンによって暮人に対する心情を利用され、付けこまれる形となった。
柊 シノア（ひいらぎ シノア）
真昼の同腹の妹。真昼と同じ灰色の髪を持つ。8歳。渋谷の2LDKのマンションの一室で一人暮らしをしている。
姉・真昼同様に帝ノ鬼の人体実験により〈鬼〉の要素を受け継いだ形で生まれた。幼少の頃は鬼と接触していたが、現在は真昼に鬼を取り除かれており、鬼の記憶や実験の記憶が消えていた。
第一渋谷高校襲撃事件以降行方をくらました真昼からのメッセージを携える形でグレンの前に現れる。柊家につながる血筋ではあるが、そのことについて特にこだわりは持っておらず、グレンの「どこに所属している？（＝柊家か、百夜教か）」という問いかけに対しても「おもしろいほう」がよいと答えている。
普段の冷静で非情とも取れる言動からはかけ離れた真昼のグレンに対するこだわりを見て、自身もグレンに対し関心を持って接触してくる。
その出身家故に友人はおらず、所持している携帯には真昼と間違い電話と営業のサービス電話しかかかってこない。また、優秀な真昼の影に隠れるようにして生きてきたため自己評価が低く、当初は「優しいから好き」だった真昼から、暮人に彼女を脅すための人質にされた際切り捨てられ、さらに自己評価を下げる。しかし、実際は彼女によって〈鬼〉を取り除かれたり、柊家からの身の安全を条件に出されたりなどと秘密裏に守られていた。真昼の意図でグレンから渡された〈四鎌童子〉を手にし、鬼と接触。四鎌童子がかつて自身の中にいた鬼である事を思い出し、彼を問い詰め、真昼が自身を守ってくれていた事に気付く。

### 帝ノ月
一瀬 栄（いちのせ さかえ）
「帝ノ月」を率いる一瀬家の当主。グレンの父親。
争いを好まない穏やかな性格で、グレンからは尊敬されていた。
息子想いで、柊家に拷問されているグレンを助けるために赴き、同じく拷問されるがグレンに対して大丈夫だと述べる。鬼呪の一件から柊家に拘束され、グレンによる1ヶ月以内の真昼暗殺の失敗に伴って処刑される身となり、10月2日に処刑される。処刑前、グレンと面会し、彼に感謝の言葉と当主交代を伝えた。
遺体はグレンにより実家に持ち帰られ埋葬される。一週間に渡る葬儀が行われた。
花依 正則（はなより まさのり）
小百合の父親。栄とは幼馴染。
世界崩壊の2日前、グレンが真昼とコンタクトを取るために柊家を裏切った際、反乱を開始するか否かの確認の連絡を取る。
雪見 五月雨（ゆきみ さみだれ）
時雨の父親。栄とは幼馴染。
次期当主候補であるグレンの事を、一瀬家の中でも千年に1度の天才と評している。
伊織 美月（いおり みつき）
帝ノ月付きの呪詛研究者。20代前半くらいの白衣を着た女性。血液型はA型。
グレンに対して忠誠を誓っており、〈鬼呪〉を手にしたグレンを実験体にする事を阻止するため、彼から採血した血液を左腕に注入。鬼呪の毒の影響で左腕が変貌してしまうも、グレンに切断される形で助けられる。
鳴海 真琴（なるみ まこと）
名古屋を拠点に長年帝ノ月の信徒をまとめてきた鳴海家の子息。11歳。少し茶味がかった髪とたれ目とその下にある涙ぼくろが特徴。
帝ノ月が世界で最も素晴らしい組織と教わり、幼い頃から帝ノ月の幹部になるための訓練を受けていたが、栄の処刑を目の当たりにしたことで将来を案じるようになる。栄の葬式で新たに当主となったグレンと対面し、その不安を彼に溢す。しかし、グレンの答えを聞き、彼に忠誠を誓い、彼のために強くなることを目標にする。
同じく名古屋を拠点に長年帝ノ月をまとめてきた岩咲家の秀作とは物心ついた頃から兄弟のように育った幼馴染であり、将来の従者候補。真琴自身は秀作を従者候補ではなく兄弟と思っており、秀作に敬語で話された際は長期に渡る喧嘩を行なった。
世界崩壊の5日前から父親の考えで秀作と共に山で修練を行なっていたため、帝ノ鬼との抗争に巻き込まれていない。世界崩壊当日、それに伴った事故が多発する現場を目撃し、秀作の提案で実家に戻る。たどり着いた実家で父のメッセージを発見し、そこで問われた自身の任務を、グレンがいる東京へ向かうこととする。
岩咲 秀作（いわさき しゅうさく）
名古屋を拠点に長年帝ノ月の信徒をまとめてきた岩咲家の子息。10歳。
真琴とは物心ついた頃から兄弟のように育った幼馴染であり、将来の従者候補。そのため、過去に真琴に対して敬語を使用したところ、それに不満を持った真琴に相手にされなくなり、親の前以外では敬語を外すことを条件に折れた過去を持つ。母親譲りの呪術の才を持ち、その呪術力は真琴よりも上の評価されている。家をほとんど留守にしている母親を持ち、それ故に母親の作るコロッケを好んだり、母親に会いたい気持ちを隠さないことから、マザコンの気質がある。
世界崩壊の5日前に真琴に誘われる形で山で修練を行なっていたため、帝ノ鬼との抗争に巻き込まれていない。世界崩壊当日、それに伴った事故が多発する現場を目撃し、鳴海に実家に帰ることを提案。たどり着いた実家に生存者は確認されず、次に向かった鳴海家で、父親のメッセージから自身の任務を見つけ出した真琴に、グレンがいる東京へ向かう旨を伝えられる。
岩咲 紫煙（いわさき しえん）
秀作の母親。有名な呪術師で、日本中を飛び回っているため家を留守にすることが多く、育児にもほとんど参加していなかった。
秀作に好まれているコロッケの腕前は普通で、真琴曰く「鳴海家のお手伝いが作るコロッケのほうがずっとうまい」。

### 日本帝鬼軍
九鬼 九郎（くき くろう）
中肉中背に黒い短髪の少年。14歳。名門・九鬼家の直系者だが、愛人の子供であり、世界崩壊前は柊家に人質に取られていた。世界崩壊前に九鬼家が柊家を裏切った際、柊家に人質に取られていたため九郎は裏切りに加担してないことが証明され、生き残る。
九鬼家が柊家を裏切ったことで、軍内では十分に活躍しているにも関わらず仲間達が評価されない現状と一瀬家であるグレンの活躍に不満を抱き、一族の汚名を払拭しようと仲間と共にグレンに挑む。しかし、予め張っていた罠をグレンに完全に乗っ取られ、それを発動させた結果仲間達を殺しかけ、自身の命も危うくなるが、グレンにより救われる。グレンに実力の測り違い、準備不足、私情の決闘故に仲間を誤って殺しかけたことを指摘され、彼に謝罪。グレンの一言で改心し、彼の評価を改める。仲間想いな一面を持ち、私闘による処分は自身にのみ下してほしいという旨を伝える。仲間達との関係も良好で、グレンからもいい仲間に恵まれ、彼自身もいいリーダーであると評されている。

### 百夜教
斉藤（さいとう）
「帝ノ鬼」と対立関係にある宗教組織「百夜教」の暗殺者。当初は「木島 真（きじま まこと）」と名乗っていたが、百夜教が運営している百夜孤児院では「斉藤」と名乗り、子供達からは好かれている。
柊家に恨みを持つグレンに接触を図り勧誘する。真昼と行動を共にする事が多い。世界崩壊前に天音優一郎を回収し、記憶操作を施した彼を百夜孤児院に連れて行く。
その正体は第二位始祖の吸血鬼であり、本名はリーグ・スタフォード。柊家と一瀬家を揉めるように仕組んだ張本人。真祖の失踪後に行方を眩ませ、真祖の創設した「帝ノ鬼」に対抗するために百夜教を創設したが、組織が思うように動かず、さらに真祖が望んでいるような研究が始まった事から、自分の行動も真祖の意図通りなのではと疑い始める。その疑心から、数百年前に「帝ノ鬼」の中で柊家に次ぐ強大な権勢を誇っていた一瀬家に目を付け、当時の柊家長男と次男が惚れ込んでいた一瀬家の少女を使い、呪術で介入して両家が揉めるように仕組んだ。 結果、次男を選んだ一瀬家の少女は長男に子供を孕まされた後、次男と長男との子供と共に帝ノ鬼から追い出される。その時の子供に自身の体の〈組織〉を少し入れたため、その子孫である一瀬グレンを「私の子」と呼び、真祖に対抗するために作ったと語っている。
吸血鬼を増やさない主義で、真昼に吸血鬼化を勧めるも自身の血ではなく、クルルの血で吸血鬼化するように伝えている。
ケーク・サノリアム
元第五位始祖の吸血鬼。表向きは死亡扱いとなっているが、秘密裏に生存しリーグ側についている。
院長（本名不明）
ミカエラ達が在院している孤児院の女院長。子供に対して人体実験を繰り返す一方で、子供を心から愛しており、その死を嘆くという矛盾した言動を取る。しかし、それは子供達の情緒に善影響を与えており、比較的安定した心の強い子供が育っていることから斉藤に一目置かれている。そのため、ミカエラや優一郎といった優秀な実験体が揃うように手配されている。
世界崩壊当日に、優一郎を紹介した直後ウィルスによって死亡する。
百夜 ミカエラ（ひゃくや ミカエラ）
百夜教が運営している「百夜孤児院」の子供の1人。渋谷の百夜孤児院の中では最年長である金髪碧眼の美少年。斉藤を慕っている。8歳。
百夜教が行なっている〈終わりのセラフ〉の中でも優秀な実験体。下の子供達からは慕われており、真昼からは一目置かれている。
百夜 茜（ひゃくや あかね）
百夜教が運営している「百夜孤児院」の子供の1人。7歳。
ミカエラに好意を寄せており、真昼にもそれを見抜かれているが、逆に真昼にも想い人がいる事を見抜いている。
百夜 淳二（ひゃくや じゅんじ）
百夜教が運営する「百夜孤児院」の子供の1人。旧姓は「灰山（はいやま）」。
真昼が百夜教から譲り受けた〈終わりのセラフ〉の実験体の1人。ミカエラに懐いており、当初は真昼に引き取られる事を拒否していたが、ミカエラの言葉で彼女について行く。その後、真昼を追って現れた吸血鬼に捕らえられる。
天音 優一郎（あまね ゆういちろう）
百夜教が行なっている〈終わりのセラフ〉の最優秀実験体。名前は「誰にも、どんなときでも、一番『優』しい子供に育つように」という理由で付けられた。
親に実験材料として提供されるがその実験から両親に「悪魔の子」と呼ばれ、殺されかける。母親が焼身自殺した後、斉藤に保護され記憶操作のため牢に収容されていた所、真昼と出会う。その後、記憶操作を施され百夜孤児院へ連れて行かれるがその直後世界が崩壊し、吸血鬼に地下都市へ移送される。

### 鬼
ノ夜（のや）
グレンが真昼に与えられた鬼。赤髪赤眼が特徴で、見た目は12歳くらいの少年。黒鬼。形状は日本刀で、タイプは憑依化。かつては無であり人間であり吸血鬼だった。
残忍な性格の持ち主でグレンに対して裏切りや殺害を促している。真昼と繋がりを持ち、秘密裏に彼女から阿朱羅丸を預かっていた。
〈終わりのセラフ〉発動材料のうち「人間の命」と「鬼の命」の素養を持ち、さらに最後の材料である「吸血鬼の貴族の血」を持つ真昼に心臓を一体化されたことで〈終わりのセラフ〉発動材料全てが備わった刀となる。真昼と一体化された後消息を絶つ。
阿朱羅丸（あしゅらまる）
真昼が生まれながらに宿していた鬼。形状は日本刀。真昼に使役されていたが、彼女が吸血鬼に攫われた際、彼女の意図でノ夜に預けられる。その後、ノ夜の意図でグレンらの前に日本刀として現れ、回収される。当時のどの〈鬼呪〉よりも進んでおり、調べるだけで鬼呪の等級やタイプの発見、鬼呪のさらなる強化に貢献した。グレンからは「アシュラマル」と呼ばれている。
その正体は日本の吸血鬼の女王クルルの兄アシェラ・ツェペシ。
四鎌童子（しかまどうじ）
シノアが生まれながらに宿していた鬼。25-26歳くらいの姿をしており、中性的で美しい顔立ちで、一見性別の見分けがつかない。形状は大鎌。シノアからは「しーちゃん」と呼ばれており、本人も承諾している。
当初はシノアの中にいたが、真昼によりシノアと引き剥がされる。引き剥がされ後は真昼に使役されていたが、後に彼女の意図と自身の意志でグレンを通してシノアのもとへ戻る。シノアのことを真昼とは別次元の天才と評している。
他の鬼とは違い鬼となる以前の記憶を持つ。四鎌童子は当て字であり、元は外国人。1人の少年と共に来日。その少年にも日本の名前をつけたと語る。
白虎丸（びゃっこまる）
深夜の鬼呪に宿る鬼。黒鬼。形状は銃剣で、タイプは具現化。
発砲された銃弾は白虎の姿をしており、遠距離を得意としている。
雷鳴鬼（らいめいき）
暮人の鬼呪に宿る鬼。黒鬼。形状は日本刀。タイプは憑依化。
稲妻を全身に帯電させ、使用者の筋肉の運動を無理矢理加速させる力を持つ。

### 吸血鬼
フェリド・バートリー
第七位始祖の吸血鬼。銀髪赤眼が特徴。
上野動物園でグレンと真昼の前に現れ、鬼呪を持った真昼を簡単に蹴散らすもその場では2人を見逃している。
世界崩壊当日、〈終わりのセラフ〉を発動させようとするグレンのもとに現れ、世界崩壊の瞬間に居合わせる。
自身を吸血鬼にしたリーグを追っており、グレンが彼の関係者であることを知り居場所を聞き出そうとするが、真昼がグレンの体を乗っ取ったことで聞き出せずにいる。
クルル・ツェペシ
第三位始祖の吸血鬼。日本の吸血鬼の女王。
兄・アシェラの行方を追っており、それを知る真昼を拘束するが、彼女との間で取引を行い、彼女を吸血鬼にする。
ルカル・ウェスカー
第十五位始祖の吸血鬼。一目で貴族とわかるシルクハットとクラシックな服装を身につけている。
〈終わりのセラフ〉を研究していた百夜教の殲滅に回っている。
サイレン
第六位始祖の吸血鬼の女性。
世界が破滅した際、新宿の実験場のエレベーター前でグレンとフェリドと遭遇。フェリドに攻撃されたが、死亡したかは不明。

## 用語

### 日本帝鬼軍
日本帝鬼軍（にほんていきぐん）
世界崩壊後、「柊家」を頂点に生き延びた人間が集り創設された人間組織。吸血鬼討伐及び人間の保護を主な活動としている。本部機能・統合参謀本部は第一首都の渋谷に置かれている。
訓練させた子供を吸血鬼都市へ送り、情報を得ている。
階級や昇進には出身家が影響しており、柊家の分家にあたる名家の人間は活躍せずとも昇進の機会がある。また制限もあり、柊家の人間は一部を除いて「将官」、分家にあたる名家は「大佐」までの地位を持つ。しかし、柊家と袂を分かった一瀬家とその関係者一族は過去の習慣もあって、他の名家よりも制限されており、英雄と称えられる活躍を行っても、一瀬家の場合は「中佐」、その従者は「少尉」までしか出世できない。
柊家当主の天利を元帥としていたが、名古屋戦後の内部抗争にて次期当主候補の暮人が天利を殺害した事で暮人が新たな当主となる。
隊服の形状は様々だが、上層部の隊服には赤のラインが刺繍されており、その他の隊服には緑のラインが刺繍されている。また、上層部や分隊長などには腕章が付けられている。
吸血鬼殲滅軍
日本帝鬼軍の軍種の一つで、吸血鬼の殲滅を任務としている。一瀬グレン率いる月鬼ノ組はこの軍に属している。参謀本部は第一首都の渋谷に置かれている。総勢約1万人で、主に一瀬家と使者家及び関係者によって構成されている。防衛が任務に含まれない外征専門部隊であることから「殴り込み部隊」とも渾名される。吸血鬼と直接対峙する事から戦死率も高く、一回の作戦で平均約4割の戦死者が出ている。
吸血鬼殲滅軍は他の軍種とは別に独自の航空部隊や主力戦車、戦闘艦艇を装備し、幅広い作戦が可能となっており、全体のバランスが良いとされている。
世界崩壊と共に出現した吸血鬼とヨハネの四騎士に対抗する為に柊天利によって設立された。柊マキを最高司令官、現場指揮官に一瀬グレンを任命し、西日本を事実上掌握している吸血鬼討伐を計画する。
組織
吸血鬼殲滅軍の最高指揮官は吸血鬼殲滅軍参謀総長で、現在は柊マキ大将。総軍として吸血鬼殲滅軍総軍 (司令部:渋谷)、東海総軍 (司令部:横浜)があり、その下に大小100以上の部隊が設置されている。
月鬼ノ組（げっきのくみ）
吸血鬼殲滅部隊で、吸血鬼殲滅軍の部隊の一つ。指揮系統では日本帝鬼軍関東吸血鬼殲滅軍の監督を受ける。総勢100名の少数部隊で、いくつかの分隊に分かれている。総隊長は一瀬グレン。
暮人から名古屋を拠点とする吸血鬼貴族の殲滅を押し付けられるなど、本部からは「捨て駒」として扱われている。
名古屋戦において多数の犠牲者を出し、撤退後名古屋空港にて暮人の策で〈終わりのセラフ〉の生贄として殺害され、その結果軍から離反する兵士も現れた事から、名古屋戦後は部隊として機能していない模様。
夜ノ光組 (やのこうぐみ)
吸血鬼の活動範囲に接する長野県松本市に拠点を置く部隊で、殺処分を逃れた一瀬家の使者によって構成されている。隊員数は約100人。
大阪集結編にて初登場を果たし、柊マキ率いる参謀本部からの命令で大阪に集結した上位始祖・貴族の吸血鬼に捨て身の特攻を行うが100人全員が殺害された事により解散となった。
渋谷本隊/渋谷本軍
日本帝鬼軍の最上位部隊で、約50万人の兵力を有する。司令部は渋谷本隊ビル (旧:渋谷スクランブルスクエア)で、総司令官は柊暮人が務めている。最終防衛ラインを死守することを任務としており、多数の戦車や戦闘ヘリ、地対空ミサイル、輸送機を保有している。
渋谷本隊ビル (旧:渋谷スクランブルスクエア)
渋谷本隊の参謀司令部が置かれている。
関東軍
日本帝鬼軍の総軍の一つ。司令部は新宿。20万人規模の兵力を有しており、陸海空部隊の他に儀仗部隊も存在している。管轄内には柊家及び分家・使者家の本家や日本帝鬼軍本部が置かれていることから何重にも防衛ラインが引かれており、40師団から構成されている。総司令官は柊家の人間が就くことになっている。
東北軍
日本帝鬼軍の総軍の一つで、総司令部は仙台で、東北全域を担当している。兵力は5万人で、陸海空部隊から構成されている。主な任務は東北内の吸血鬼の殲滅、治安維持、人間の保護である。総司令官は柊家の人間が就くことになっている。
北海道軍
日本帝鬼軍の総軍の一つで、総司令部は札幌のONE札幌ステーションタワーに置かれている。兵力は3万人ほどで総軍の中では最小である。陸海の部隊から構成されており、吸血鬼の殲滅、治安維持、人間の保護を任務としている。総司令官は柊家の人間が就くことになっている。
東海軍
日本帝鬼軍の総軍の一つで、総司令部は静岡に置かれている。西日本を統治している吸血鬼と接している重要な部隊で、兵力は約10万人で、吸血鬼殲滅部隊が設置されている。総司令官は柊家の人間が就く事になっているが、最前線の基地は一ノ瀬家の人間が指揮官を務めることになっている。
鬼呪装備（きじゅそうび）
直接鬼を封印している武具。鬼との契約により入手できる。破滅前の世界では、何千人も人体実験しなければならないような禁呪の研究とされていたが、真昼が完成させ、現在は実用化に成功している。通常の人間の7倍以上の能力が得られ、その中の最上位である黒鬼装備であれば更なる力が得られるが、扱いが難しく所持者は少ない。具現化や憑依化により能力を更に高めることが出来る。
具現化（ぐげんか）
契約した鬼を外に出して能力を発揮させたもの。しかし、それにより使用者の体が弱るという弱点があるため、実際の戦闘では多用されない。非使用時は武器を小さく収納できる。
憑依化（ひょういか）
使用者に取り憑いて能力を強化させるもの。主に近接戦を得意とするものが多い。
量産型鬼呪装備（りょうさんがたきじゅそうび）
軍で使用されている鬼呪装備を簡略化した装備。通常の鬼呪装備に比べれば能力は低い。
柊家（ひいらぎけ）
1200年以上の歴史を持ち、「帝ノ鬼」及び「日本帝鬼軍」の頂点に立つ名家。柊天利、柊暮人、柊真昼、柊征志郎、柊シノアの実家で柊深夜の養家。当主である天利と家の事情に巻き込まれたくないシノア以外、軍では「将官」の地位を持つ。
優秀な遺伝子を残すため、帝ノ鬼で運営している幼稚園から才能のある多数の子供を多額の金銭と組織内での地位上昇を対価に親元から離し、柊家直系の許嫁候補としての訓練・教育・試験を設けている。多数の候補者から許嫁兼養子として迎えるのは3ヶ月に1度ある試験で上位30%を取り、1年に1度ある競技会で勝利し、その結果最後に生き残った子供1人のみ。正式に養子となった子供の元の戸籍は完全に抹消し「柊」の姓を与えるが、分家と同様の立場として扱っている。
帝ノ鬼の信徒からは神のような存在と崇められているが、創立から200年間同じ人物が組織を率いていたと思われる記述が存在することや、力を持ち始めた経緯など、多数の謎が存在している。 世界崩壊前は百夜教に次ぐ規模を誇り、呪術の研究や人体実験、渋谷第一高校という呪術師養成学校の運営を行っていた。〈鬼呪〉の実験・実用化にも取り組み、真昼とシノアはその実験の結果、生まれながらに鬼を宿している。
その実態は、何百年もの間四鎌童子に取り憑かれている傀儡であり、世界崩壊を計画した一族。鬼呪は〈終わりのセラフ〉をコントロールするために行った実験。
一瀬家（いちのせけ）
柊家の分家。宗教組織「帝ノ月（みかどのつき）」を立ち上げた一族。一瀬グレンの実家。愛知県を拠点としている。
分家の中でもトップクラスの名家だったが、500年以上前に柊家の長男と次男に好意を寄せられていた一瀬家の少女が跡取りの長男ではなく次男を選んだ事で追放される形で袂を分かった。その際、一瀬家の少女は柊家の長男の子供を孕り、次男は長男に去勢されている。以降、少女と長男の間に生まれた子供を当主に帝ノ月を築き上げるがその地位は危うく、帝ノ鬼の信徒から侮辱の対象として見られ、世界崩壊後「日本帝鬼軍」に統合された後もその習慣が残っている。そのため、軍内では「中佐」の地位以上の出世が不可能となっている。
500年以上前の出来事は第二位始祖リーグに仕組まれたものであり、その身にはリーグの〈組織〉を持つ。
花依家（はなよりけ）
花依小百合の実家。一瀬家の従者を務める一族。
世界崩壊前、グレンが真昼を追うために柊家を裏切った事で鎮圧される。
雪見家（ゆきみけ）
雪見時雨の実家。一瀬家の従者を務める一族。
世界崩壊前、グレンが真昼を追うために柊家を裏切った事で鎮圧される。
小鳥遊家 (たなかしけ)
一瀬家の使者を務める一族。
世界崩壊前、グレンが真昼を追うために柊家を裏切った事で鎮圧される。
獅子王家 (ししおうけ)
一瀬家の使者を務める一族。
世界崩壊前、グレンが真昼を追うために柊家を裏切った事で鎮圧される。
涼風家 (すずかぜけ)
一瀬家の使者を務める一族。
世界崩壊前、グレンが真昼を追うために柊家を裏切った事で鎮圧される。
道明寺家 (どうみょうじけ)
一瀬家の使者を務める一族。
世界崩壊前、グレンが真昼を追うために柊家を裏切った事で鎮圧される。
花京院家 (かきょういんけ)
一瀬家の使者を務める一族。
世界崩壊前、グレンが真昼を追うために柊家を裏切った事で鎮圧される。
神宮寺家 (じんぐうじけ)
一瀬家の使者を務める一族。
世界崩壊前、グレンが真昼を追うために柊家を裏切った事で鎮圧される。
鳳凰家 (ほうおうけ)
一瀬家の使者を務める一族。
世界崩壊前、グレンが真昼を追うために柊家を裏切った事で鎮圧される。
不知火家 (しらぬいけ)
一瀬家の使者を務める一族。
世界崩壊前、グレンが真昼を追うために柊家を裏切った事で鎮圧される。
如月家 (きさらぎけ)
一瀬家の使者を務める一族。
世界崩壊前、グレンが真昼を追うために柊家を裏切った事で鎮圧される。
西園寺家 (さいおんじけ)
一瀬家の使者を務める一族。
世界崩壊前、グレンが真昼を追うために柊家を裏切った事で鎮圧される。
鳴海家（なるみけ）
鳴海真琴の実家。一瀬家が率いる帝ノ月の信徒。名古屋を拠点としている。
世界崩壊前、グレンが真昼を追うために柊家を裏切った事で鎮圧される。
岩咲家（いわさきけ）
岩咲秀作の実家。一瀬家が率いる帝ノ月の信徒。
世界崩壊前、グレンが真昼を追うために柊家を裏切った事で鎮圧される。
二医家（にいけ）
柊家の分家。世界崩壊前は高松を拠点としていた。歴代の二医家当主は帝ノ鬼四国本部長を務めることになっていた。
世界崩壊前、真昼に寝返り柊家に反旗を翻した事で鎮圧される。世界崩壊後は粛清を逃れた一部の者が日本帝鬼軍の佐官として活動している。
朱墨家 (あけすみけ)
二医家の使者を務める一族の一つで、新潟市に本家を置いている。二医家の使者家の中でもかなり名門。
雪森家 (ゆきもりけ)
二医家の使者を務める一族の一つで、新潟市に本家を置いている。世界崩壊直前に真昼に寝返り柊家に反旗を翻した事で雪村家の大半が粛清された。
扇家 (おうぎけ)
二医家の使者を務める一族の一つで、新潟県に本家があり、分家が日本各地にある。規模は使者家最大規模である。
逢海家 (おうみけ)
二医家の使者を務める一族の一つで、逢海日永の実家。
水月家 (すいげつけ)
二医家の使者を務める一族の一つで、新潟市に本家がある。世界崩壊直前に真昼に寝返り柊家に反旗を翻した事で水月家の大半が粛清された。
氷浦家 (ひうらけ)
二医家の使者を務める一族の一つで、新潟県加茂市に本家がある。
夢路家 (ゆめじけ)
二医家の使者を務める一族の一つで、新潟県五泉市に本家がある。
鬼童院家 (きんどういんけ)
二医家の使者を務める一族。家祖は二医家15代目当主の六男鬼童院盛政で、鬼と契約したとの噂がある。
竜姫家 (たつきけ)
二医家の使者を務める一族。本家は新潟県阿賀野市にあり、家祖は二医家16代目当主の八男竜姫羽春で、竜の呪いを受けたとの噂がある。
冥安家 (めいあんけ)
二医家の使者を務める一族。
腐部家 (くさりべけ)
二医家の使者を務める一族。
銀魅家 (しろみけ)
二医家の使者を務める一族。新潟県に拠点を置く。
紡岐家 (つむぎけ)
二医家の使者を務める一族の一つで、新潟県に屋敷を構えている。
狐墳家 (こづかけ)
二医家の使者を務める一族で、新潟県加茂市に本家があり、一族の者は先祖が受けた呪いのため頭に仮面を着けている。
咒宝家 (じゅほうけ)
二医家の使者を務める一族で、忍びの一族。
無道家 (むどうけ)
二医家の使者を務める一族。
刃鳥家 (はとりけ)
二医家の使者を務める一族で、刀鍛冶の一族。
三宮家（さんぐうけ）
柊家の分家。三宮葵と三宮三葉の実家。横浜を拠点にしている。
軍の中ではかなりの名家。特徴としてあげられている金髪は先祖が受けた呪いの影響によるものと噂されている。
三谷郷家 (みつたにごうけ)
三宮家の分家の一つで、世界崩壊前は山梨県甲斐市を拠点にしていた。
赤井家 (あかいけ)
三宮家の使者を勤める一族で、世界崩壊前は静岡県を拠点としていた。
白上家 (しらかみけ)
三宮家の使者を勤める一族で、世界崩壊前は静岡県に本家を置いていた。現在は東京都内に本家がある。
夏色家 (なついろけ)
三宮家の使者を勤める一族で、世界崩壊前は静岡県に本家があった。
湊家 (みなとけ)
三宮家の使者を勤める一族の一つで、世界崩壊前は静岡県伊豆市に本家が置かれていた。先祖は三宮家の一五男湊五丸。
癒月家 (ゆづきけ)
三宮家の使者を務める一族で、世界崩壊前は静岡県に本家があった。家祖は三宮家の十三男であった癒月家三。世界崩壊直前に一族の一部が一ノ瀬家側に寝返った事により現在は地位が低くなっている。
百鬼家 (なきりけ)
三宮家の使者を務める一族。
大空家 (おおぞらけ)
三宮家の使者を務める一族の一つで、世界崩壊前は静岡県に本家があった。
兎田家　(うさだけ)
三宮家の使者を務める一族で、使者を務める家系の中ではかなりの名門としてしられており、5代目三宮家の五男であった兎田五男を家祖としている。
潤羽家 (うるはけ)
三宮家の使者を務める一族の一つ。世界崩壊前は静岡県浜松市に本家が置かれており、代々の当主は帝ノ月浜松第一支部長を務めていた。世界崩壊直前に潤羽家の大半が柊真昼側に寝返り、9割近くの一族が粛清され、現在も家位は低いままである。
白銀家 (しろがねけ)
三宮家の使者を務める一族の1つ。
笹木家 (ささきけ)
三宮家の使者を務める一族の1つで、世界崩壊前は静岡県に本家を置き、世界崩壊後は千葉県に本家を移動させた。世界崩壊直前に笹木家の一部が柊真昼側に寝返った事により粛清が行われた。
本間家 (ほんまけ)
三宮家の使者を務める一族の一つで、世界崩壊前は静岡県に拠点を置いていた。世界崩壊直前に本間家の大半が柊真昼側に付いたため、三宮家によって大量に粛清された。
椎名家 (しいなけ)
三宮家の使者を務める一族。
魔界家 (まかいけ)
三宮家の使者を務める一族で、本家は東京に置かれていた。世界崩壊直前に魔界家の大半が柊真昼側に寝返り、一族の大半が粛清された。
鷹宮家 (たかみやけ)
三宮家の使者を務める一族。
四神家（しじんけ）
柊家の分家。世界崩壊前は博多を拠点としている。
世界崩壊前、真昼に寝返り柊家に反旗を翻したとされていたが、不審な行動がない事から真昼の虚報の可能性が浮上する。
玖村家 (くむらけ)
四神家の使者家。広島県東広島市を拠点を置く一族。
福丸家 (ふくまるけ)
四神家の使者家。詳細は不明。
石藤家 (いしどうけ)
四神家の使者家。詳細は不明。
五士家（ごしけ）
柊家の分家。五士典人の実家。世界崩壊前は新潟を拠点としていた。
世界崩壊前、グレンが真昼を追うために柊家を裏切る旨を彼女に伝えた際、共に行動していた典人もいた事で五士家が反旗を翻したと見做され、鎮圧される。
綾小路家 (あやのこうじけ)
五士家の使者を務める一族の1つで、世界崩壊前は福岡県博多区に本家を置いていた。五士家の使者家の筆頭格で、家祖は五士家2代目当主の三男であった綾小路義平。
堀北家 (ほりきたけ)
五士家の使者を務める一族の1つで、世界崩壊直前に堀北家の多数が真昼側に寝返り、柊家に反旗を翻した事により、柊家によって大半が処刑された。
六道家（りくどうけ）
柊家の分家。六道悟の実家。世界崩壊直前は札幌を拠点としていたが、世界崩壊後は渋谷に本家を移している。軍の中では三宮家、七海家に次ぐ名門として知られている。
七海家（しちかいけ）
柊家の分家。世界崩壊前は大阪を拠点としており、軍の中では三宮家に次ぐ名門とされている。
世界崩壊前、真昼から柊家に反旗を翻した一族として名は上がらなかったが、後に不穏な動きを取ってる報告が上がる。
漆喰家 (しっくいけ)
七海家の分家で、奈良県を拠点としている。
松熊家 (まつくまけ)
七海家の使者家。大阪府に拠点を置く。
慶山家 (けいざんけ)
七海家の使者家。京都府に拠点を置く。
糀谷家 (こうじたにけ)
七海家の使者家。京都府に拠点を置く。
八卦家（はっけけ）
柊家の分家。世界崩壊前は金沢に本拠地を置いていたが、世界崩壊後は吸血鬼の侵攻により本家を渋谷に移している。
九鬼家（くきけ）
柊家の分家。九鬼九郎の実家で、世界崩壊前は広島に本拠地を置いていた。
世界崩壊前、当時人質として取られていた愛人の子供の九郎以外、真昼に寝返り柊家に反旗を翻した。後に降伏するも粛清があった模様。
十条家（じゅうじょうけ）
柊家の分家。十条美十の実家で、世界崩壊前は仙台に本拠地があった。
特徴として上げられている赤髪は先祖・十条十人が伝説の鬼「カエデの司鬼」を調伏した際に受けた呪いの影響。
世界崩壊前、グレンが真昼を追うために柊家を裏切る旨を彼女に伝えた際、共に行動していた美十もいた事で十条家が反旗を翻したと見做され、鎮圧される。
第一渋谷高校（だいいちしぶやこうこう）
グレン達が通う高校。表向きは普通高校となっているが、実際は帝ノ鬼が運営する呪術師養成学校であり、在籍する生徒の大多数は「帝ノ鬼」に所属している。
各学期に行われる選抜術式試験により実力が評定され、能力がこの学校に相応しくないと判定されると退学になるため、学年が上がる毎に在籍する生徒数は減っている。
第二渋谷高校（だいにしぶやこうこう）
優一郎、与一達が通っている一般高校。民間人の生徒も在籍しているが、殲滅部隊の訓練場としての機能も兼ね備えている。地下には“開かずの間”と呼ばれる軍が管理している立入禁止区域への入口があり、その先には殲滅部隊の訓練施設・旧渋谷地下神殿がある。施設には多数の鬼が宿されており、訓練されていない者が立ち入ると鬼に取り憑かれる恐れがあるため、基本的には立ち入れる者が限られており、無許可の者が立ち入ると罰せられる。

### 吸血鬼
吸血鬼（きゅうけつき）
本作品において人間の敵となる存在。世界の破滅後、地上世界を支配している。世界中に集落があり、日本の「サングィネム」は3番目に大きな集落とされている。
特徴としては耳が尖った形をしており、目の色が赤いことなどが挙げられる。人間の7倍以上の身体能力を持ち、更に切断された手足の接合などの再生能力も備わっている。紫外線が弱点であり、これを浴びることにより体内で毒素が発生し死に至る。そのため、地上に赴く際は「紫外線中和装置」を装着する。吸血鬼の間ではこの弱点を利用した「日光拷問」が存在する。また、頭部を破壊したり鬼呪の攻撃を加えられても死亡する。長らく血を吸わない状態が続き血が欠乏すると身体能力や再生能力が低下し、鬼となる。
大きく「上位始祖」「貴族」「一般吸血鬼」に分かれており、上位始祖と貴族は始祖の血を継ぎ、能力では一般吸血鬼や黒鬼装備所持者を圧倒する。また、人間の吸血鬼化の権限が認められているが、同族が増殖することを嫌っており、ミカエラが吸血鬼になるまでの約100年間、吸血鬼化した人間はいなかった。吸血鬼にした者とされた者は親子のような関係となるがその関係は複雑で、大半の「子」は自身を吸血鬼とした「親」を恨んでいる。始祖は第一位から第二十位まで存在し、位数＝人数とされている。
真祖と第二位始祖・リーグの失踪により、現在は第二位始祖・ウルドを頂点としている。
上位始祖（じょういしそ）
真祖の血を継ぐ吸血鬼たちで、第一位始祖（真祖）から第五位始祖が該当する。全員で15人存在し、うち第四位始祖1人と第五位始祖に1人の2人を除いた13人が現在活動している。その歴史は長く、暗黒時代から存在している者もいる。ほとんどの上位始祖が成人の姿をしているが、第三位始祖は真祖の何らかの実験により子供の姿をしている。
第三位始祖のクルルを除いた全員が作中最強クラスの戦闘能力を有しており、シノアによると上位始祖1人で日本帝鬼軍全軍に匹敵するという。
世界崩壊後は統治主として大国を統治している。
上位始祖会（じょういしそかい）
上位始祖のみ集い行われる会議。主に人間側の行動などを報告し、今後の計画について協議している。しかし、第七位始祖であるにも関わらずフェリドは強引に参加している。
貴族（きぞく）
真祖を除いた上位始祖の血を継ぐ吸血鬼たちで、第六位始祖から第二十位始祖が該当する。
戦闘能力は1個師団に匹敵するとされており、中には上位始祖とも引を取らない者もいる。
世界崩壊後は統治主として各国や地域を統治している。
都市防衛隊（としぼうえいたい）
主に領地の防衛や献上物の護送を行う部隊。ミカエラやレーネ、ラクスたちが所属など一般吸血鬼ながら下位貴族に迫る力を持つ者が多く所属する。

### 鬼
鬼（おに）
血に欠乏した吸血鬼の成れの果て。鬼呪装備に宿る存在。赤眼と角を持ち、人間の欲望を好むほか、元吸血鬼であるため人間の血も好んでいる。ランクが不明である四鎌童子を除いて鬼呪装備に宿る鬼は、上から「黒鬼（くろおに）」「菩薩（ぼさつ）」「羅刹（らせつ）」「荼枳尼（だきに）」「童子（どうじ）」「明王（みょうおう）」「夜叉（やしゃ）」「餓鬼（がき）」にランク付けされており、夜叉と餓鬼は量産型鬼呪装備として用いられ、明王以上は戦闘向きの鬼呪装備として用いられている。中でも最上位の黒鬼は他と比べて強力だが、契約者は全て人体実験の被験体であり、その成功率が低いことから少数しか存在しない。
鬼呪装備に宿る鬼は、契約者の欲望に応える形で力を貸し与えるが、それに漬け込み契約者を乗っ取ろうとしているため、その本質を理解している者は欲望からの鬼の誘いに耳を傾けることは少ない。鬼には基本過去の記憶は無いが、四鎌童子や柊真昼のように記憶を所持する者もいる。鬼呪装備名はそれに封じられた鬼の名であり、帝鬼軍の鬼呪装備はほとんどが日本名だがその大半は西洋人。阿朱羅丸や四鎌童子は本名に似せた読みに変え、字は当て字である。

### 百夜教
百夜教（ひゃくやきょう）
かつて世界一にして日本で最大勢力を誇っていた宗教呪術組織。多くの政治家達に援助を行っており「日本を裏から支えている」とも言われた。表向きは百夜孤児院を運営していたが、実際には孤児院の子供達を使って人体実験をしていた。力と権力を手に入れるためには手段を選ばず、特に運営している百夜孤児院での子供の扱いが酷いという話は有名で、特殊な才能を持った子供達を孤児院に集めるためにその親を殺し、実験を繰り返しているという噂がある。 実験体の中には親に売られた子供も含まれており、その対価としてその親には多額の金を払っている。
帝ノ鬼とはライバル関係にあったが、世界崩壊前にクルルの手によって壊滅したとされていたが、秘密裏に活動を続けており、世界崩壊後は人間と吸血鬼の混合組織となっている。
百夜孤児院（ひゃくやこじいん）
百夜教が運営する孤児院。百夜教構成員は孤児院を「実験場」、孤児院にいる子供達を「実験体」と呼んでいる。
ミカエラがいた孤児院の子供達は親に捨てられた事で連れて来られた。実験に関しては何も知らない。
世界崩壊前、帝ノ鬼と吸血鬼によって殲滅されたが、唯一ミカエラのいた孤児院だけは、襲撃から少し前の日に場所を移動した事と、柊家に偽の報告が上がった事により生き残るも、世界崩壊直後吸血鬼達により地下都市に連れて行かれる。 本来なら〈終わりのセラフ〉の因子を持つ子供である為殺されるばずだったが、〈終わりのセラフ〉の力を必要としているクルルの計らいによって吸血鬼達の目を逃れてきた。 しかし、4年後フェリドによって優一郎とミカエラを残して全員殺害された事により、現在「百夜」の姓を持つ者は優一郎とミカエラのみ。

### 終わりのセラフ
終わりのセラフ（おわりのセラフ）
かつて破滅前の世界で百夜教が百夜孤児院の子供を使い研究・実験していた最大禁忌の研究の名称にして、世界崩壊の直接の原因。その正体は「天罰のコントロール」。
鬼の命・人間の命・吸血鬼の貴族の命を用いて死者を蘇生させる事が出来るが、その代償として世界が崩壊する。また、蘇生は不完全であるため10年程しか効力がなく、蘇生者が自身が既に死んでいると自覚すると塵となってしまう。
吸血鬼はその力を危険視しており、その因子を持つ者及び組織は抹殺対象となっている。現在確認されている被験体は百夜優一郎、百夜ミカエラ、君月士方、君月未来、早乙女与一、早乙女巴。
ラッパ吹き（ラッパふき）
第一ラッパから第七ラッパまでの〈終わりのセラフ〉を宿す7人。
それぞれ固有の力を持ち、ラッパを吹く事でその力を行使できる。発動条件はそれぞれ異なり、人為的に発動するものもあれば、自発的に発動させものもある。
ラッパ吹きが死亡した場合、別のラッパ吹きが誕生する。
人間に明確な殺意を持ち、宿主が力を発動させるとその人格が現れる。覚醒中、宿主は瞳が金、強膜が黒くなる他、それぞれ翼が現れる。
現在確認されているラッパ吹きは、第二ラッパを宿す百夜優一郎、第五ラッパを宿す君月未来、第六ラッパを宿す少年の3人。
『ヨハネの黙示録』における「七人の天使」になぞらえている。
罪鍵（ざいく）
〈ラッパ吹き〉から現れる小さな劔。現在、リーグが2本、フェリドが1本所持している。
ヨハネの四騎士（ヨハネのよんきし）
地上世界に存在する怪物。未知のウイルスの蔓延時と同時に地上世界に出現し、増え続けている。人間のみ襲うことは判明しているが、正体や目的などは不明である。4種類が存在し個体によって大きさなどが違い、知能が存在すると思われるものもいる。壁の結界から1km以上離れたところから急に強くなる。吸血鬼はこの人間を襲う習性を利用し、人間の捕虜獲得のためにヨハネの四騎士を使うこともある。
その正体は〈終わりのセラフ〉の第六ラッパの能力で召喚された異界の存在。

## 地理

### 日本
東京
日本の首都で、世界崩壊前は人口1400万人を抱える世界最大規模の都市であった。世界崩壊後は東京全体が廃墟と化し、電気・水道など破壊された為、川や森などは荒れ果てている。また、未知のウイルスによって90%以上の人口が死滅した。
世界崩壊後は日本帝鬼軍によって管理されており、日本の事実上の首都として存続している。吸血鬼やヨハネの四騎士の攻撃を防ぐ為に巨大な壁に囲まれている。現在は東京湾側に10区の特別区が設置されている。
日本帝鬼軍管理下にある東京は、旧特別区23区の地域であり、それ以外の奥多摩地域などは放棄され、吸血鬼やヨハネの四騎士らの活動範囲となっている。ただし、伊豆諸島や小笠原諸島などは帝鬼軍の管理下に置かれており、艦隊の司令部を含む海軍基地が設置されている。
世界崩壊後の東京は圧倒的な人口減少によって電力問題が解消、及び人間活動が低下したことにより地球規模で寒冷化が進んだ。夏の気温は20〜25度、冬はマイナス10度にもなり、大雪によって都市が埋まるほどの被害をもたらしている。
政治的には、日本帝鬼軍下において東京知事がおり都政を担当している。また、議会や裁判所なども設置されている。治安組織には東京警察本部が設置されており、主に人間に関する犯罪を担当する。
渋谷
東京の中央部に位置する区であり、日本帝鬼軍の本拠地としての役割を持つため、事実上の日本の首都に当たる地域。区内には日本帝鬼軍の総本部、日本帝鬼軍政府総統官邸を含む行政機関、大学などの教育機関、総合病院などが置かれている。また、渋谷、代々木には高層マンションが立ち並んでおり東京最大の人口密集地となっている。
新宿
日本帝鬼軍の第2首都に指定されている地域で、『月鬼ノ組』を含む日本帝鬼軍吸血鬼殲滅軍の参謀本部が置かれている。
江戸城跡
渋谷の西、東京の中央部に位置する地域で、世界崩壊後は柊家の本邸が置かれており、要塞化された建物が多数立ち並んでいる。また、これらを守る近衛部隊が設置されている。
丸の内
江戸城跡に隣接する地域で、一瀬家を除いた二医家、三宮家、四神家、五士家、六道家、七海家、八卦家、九鬼家、十条家ならびにそれらの使者家の本邸が置かれている。
両国
世界崩壊前は墨田区に属していた地域で、世界崩壊後は柊家の分家でグレンの実家である一瀬家と使者家の本邸が置かれている。グレンの実家の周囲には一瀬家と使者家一族を拷問するための拷問器具が多数置かれている。
赤坂
日本帝鬼軍の第三首都で、吸血鬼研究所や第三高校などが置かれている。
横浜
東京の東に位置する都市で、人口は約50万人で日本帝鬼軍の軍備を生産する軍産業地帯。横浜のランドマークである横浜ランドマークタワーには日本帝鬼軍千葉軍団の司令部が置かれている。
千葉
東京の西に位置する都市で、人口は40万人で、世界崩壊後は日本帝鬼軍の農地開発地域となっており、世界崩壊を生き延びた人間が奴隷の様に働かされている。
さいたま
東京の北に位置する都市で、人口は約10万人ほど。世界崩壊により街全体が廃墟に化し日本帝鬼軍の県都である新都心以外は無法地帯化している。
前橋
東京の北に位置する都市で、人口は5万人ほど。県都は前橋大手町で、それ以外の地域では吸血鬼やヨハネの四騎士が活動している。
宇都宮
東京の北に位置する都市で、人口は5万人ほど。県都は宇都宮で、旧栃木県庁舎には栃木軍団の司令部と民政部が置かれている。それ以外の地域では吸血鬼やヨハネの四騎士が活動している。
新潟
日本海に位置する都市で、中国大陸・ロシアの吸血鬼から東京を防衛する為にいくつかの街が構成されており、甲信越軍の司令部が置かれている。
仙台
太平洋側に位置する都市で、世界崩壊により街は壊滅しているが、日本帝鬼軍の東北軍が置かれている第一県都の国分や第二県都の仙台中央には人間が住んでいる。
札幌
最も北に位置する都市で、北海道軍の司令部が置かれている他に、柊家や分家の別荘がある。

### 中国
世界崩壊前は世界第4位の面積と14億人の人口を有する大国であった。
世界崩壊後は面積は変わらず、人口は約1億人。人間の殆どは世界崩壊前と変わらずに生活をしているが首に首輪と腕に番号が焼印されており、食べ頃の適正年齢に達すると人間収容所に収容され、吸血鬼の食事となる。
中国全体は第三位始祖の吸血鬼で最強の吸血鬼と称されているガーベル・ファテマによって統治されているが、人間政府も首都北京に置かれており吸血鬼の傀儡政権となっている。
北京
かつて中国の首都で、世界崩壊後は人間政府の首都・経済都市として機能している。北京の地下には世界最大級の吸血鬼都市が存在しており、この都市の神として君臨しているのが第三位始祖の吸血鬼ガーベル・ファテマである。
人間政府によって5つの区が設置されており、人間らは世界崩壊前と変わらずに生活しているが、市内の至る場所に吸血鬼の餌にされる人間が収容される人間収容所が設置されている。
紫禁城
第三位始祖の吸血鬼ガーベル・ファテマの居城で、太和殿にはガーベルの玉座が設置されている。養心殿には上位始祖会の部屋が設置されているが、ガーベルは一度も参加したことがないためホコリまみれになっている。
中南海
吸血鬼の傀儡政権である人間政府の本拠地となっており、人間代表の主席などの官邸や住居地がある。
北京国家体育場
世界崩壊後は吸血鬼の餌となる人間が収容される収容所に改修されており、約8万人の人間が収容されている。
前門大街
世界崩壊後は廃墟と化しているが、一部の店が人間によって営業されている。地下には呪術組織が活動拠点にしている。

### 韓国
世界崩壊前の韓国は東アジアの朝鮮半島に位置する国で、軍事境界線を介して北朝鮮と接している。人口は約5000万人。
世界崩壊では首都ソウルをはじめとする都市で未知のウイルスが発生し治療法もなく多くの人間が死滅した。また、それと同時に地下から吸血鬼が現れ韓国軍と戦争となったが、吸血鬼は特殊な肉体と強力な能力を用いて韓国軍を倒すと韓国の統治者へと変わった。
現在の韓国は上位始祖にして第五位始祖の吸血鬼であるキ・ルクによって統治されており、生き残った僅かな人間は吸血鬼によって管理されているが、光州では人間による呪術組織が存在しており密かに吸血鬼殲滅を狙っている。
ソウル
韓国の首都であった地域。世界崩壊後は吸血によって管理されており、生き残った僅かな人間が生活している。地下には吸血鬼都市が存在しており、第五位始祖のキ・ルクが統治している。

### 北朝鮮
世界崩壊前は東アジアに位置していた国で、38度線を境に韓国と接している。
世界崩壊では首都平壌を始めとする主要都市で未知のウイルスが蔓延し、医療が未発達であった為に政府首脳ですら、なす術なく死亡した。また、それと同時に吸血鬼が地下から地上に登場し街を破壊。生き残った人間は収容所へと送られた。
世界崩壊後は貴族の吸血鬼によって統治されている事が判明している。

### ベトナム
東南アジアに位置し、世界崩壊前は約1億人の人口と世界33位の経済規模を誇る国であった。
世界崩壊ではホーチミン、ハノイを始めとする主要都市で未知のウイルスが大流行し多数の国民が死亡した。また、それに加えて吸血鬼が現れベトナム軍と衝突。国中を巻き込んだ戦闘の末に吸血鬼が勝利を果たした。
世界崩壊後は貴族の吸血鬼が統治を果たし、ホーチミン、ハノイの地下には吸血鬼都市が存在している。また、人間による呪術組織も存在しており、ベトナム中部の一部地域を掌握している。
ホーチミン
かつてベトナムの最大の都市として栄えた巨大都市で、世界崩壊に伴いベトナム軍と吸血鬼側との戦争によって廃墟と化している。地下には世界第33位の規模を誇る吸血鬼都市が存在している。
ホーチミン人民委員会庁舎
世界崩壊前はホーチミン市庁舎として使用され、観光スポットの1つとして知られていた。世界崩壊後は吸血鬼に占領されており、人間収容所の役割を持つ。
ベンタイン市場
吸血鬼による会場として使用されており、奴隷にされた人間たちが踊らされている。
ハノイ
ベトナムのかつての首都で、世界崩壊と共に滅亡し、街は廃墟と化した。世界崩壊後は奴隷となった人間たちによって街が再建され、ベトナム最高位の貴族を始め、ベトナム都市防衛隊本部などの吸血鬼の指導部が置かれている。また、地下にはベトナムで2番目の規模を誇る吸血鬼都市が存在している。
ハノイ歌劇場
ハノイにある歌劇場施設で、吸血鬼たちの娯楽施設。餌とは別に奴隷にされた人間らが日々吸血鬼に披露している。
ハノイ大聖堂
ハノイにある大聖堂で、世界崩壊後は吸血鬼のエサにされる人間の解体処理場として使用されており、中から昼夜問わず人間らの悲鳴が聞こえてくる。
主席宮殿
ベトナム全土を統治する最高位の吸血鬼 (名前不明)の居住地となっている宮殿。世界崩壊後に人間らによって外壁を全て黄金の塗料に塗り替えられた。
AONハノイランドマークタワー
ハノイにある超高層ビルで、高さ350mを誇りベトナム一高いビルである。世界崩壊と共に廃墟化していたが、奴隷にされた人間らによって再建された。現在はベトナム都市防衛隊の総本部として使用されている。
タンロン遺跡
ハノイにある遺跡で、世界崩壊後は人間の収容所として使用されている。吸血鬼都市に繋がる地下通路が存在している。

### ラオス
世界崩壊後は上位始祖会直轄の地域として存在しており、かつての国境には100万ボルト以上の電圧が流れている高さ50mの柵が設置されており、中には原始時代の様な格好をした人間たちが生活している。これらの人間は吸血鬼の餌とされている。
ヴィエンチャン
ラオスのかつての首都で、世界崩壊と共に滅亡した。世界崩壊後は吸血鬼によって整地されたが、一部の建造物は残されており人間の首脳陣が生活している。
タート・ルアン
奴隷にされた人間たちの代表である人間代表が生活している場所。
インドネシア
詳細は不明ながら貴族によって統治されている。
インド・パキスタン
世界崩壊後は第四位始祖の吸血鬼であるラジェーシュ・カービアによって統治されており、デリー、ムンバイ、イスラマバード、カラチの地下には世界屈指の巨大吸血鬼都市が存在している。

### ヨーロッパ
ドイツ
世界崩壊後は第三位始祖の吸血鬼であるレスト・カーによって統治されており、過去には終わりのセラフの実験を行なっていた魔術組織が存在していたが、レスト・カーによって壊滅されている。ベルリンの地下には世界第4位の吸血鬼都市が存在している。
イギリス
世界崩壊後は第四位始祖の吸血鬼であるオリーヴァ・ミットフォードによって統治されている。ロンドンの地下には世界第2位の吸血鬼都市が存在している。
フランス
世界崩壊によりフランス全土が廃墟と化し、また吸血鬼の出現により人間の大半が死滅した。世界崩壊後は上位始祖が統治しており、生き残った人間を管理している。パリの地下には世界第5位の吸血鬼都市が存在している。
レスト・カーによるとフランス南部のマルセイユとリヨンに魔術組織が存在しているとのこと。
イタリア
世界崩壊によりイタリア全土が廃墟となり、かつ吸血鬼の出現によって多数の人間が死滅した。世界崩壊後は上位始祖が統治しており、イタリア全土には十人の貴族が居る。ローマにはイタリア最大にして世界第8位の吸血鬼都市が存在している。
レスト・カーによるとナポリ、パレルモ、ミラノに魔術組織が存在しているとのこと。
スペイン
詳細は不明ながら上位始祖が統治している。
オランダ
世界崩壊時に未知のウイルスによってオランダ国内の人間の大半が死滅し、吸血鬼の襲来によってオランダ全土が廃墟と化した。世界崩壊後は貴族が統治し、人間の管理をしている。
国内の15ヵ所に人間繁殖所が置かれている。
レスト・カーによるとロッテルダムに人間による魔術組織が存在しているとのこと。

## 書誌情報
漫画単行本第1巻と小説第1巻は同時発売であり、それぞれの帯についている応募券によるオリジナルグッズプレゼント企画が販売促進策として行われた。また、『週刊少年ジャンプ』（集英社）2013年26号において、出張読み切りとして鏡による番外編が掲載されている。その後、アニメ放送開始記念として二度目の出張読み切りを『週刊少年ジャンプ』（集英社）2015年18号に掲載されている。

### 漫画
- 鏡貴也（原作） / 山本ヤマト（作画） / 降矢大輔（コンテ構成） 『終わりのセラフ』 集英社〈ジャンプコミックス〉、既刊34巻（2025年4月4日現在）

| 巻数 | タイトル                        | 第1刷発行日（発売日）      | ISBN              |
| ---- | ------------------------------- | -------------------------- | ----------------- |
| 1    | 終わりのセラフ 1                | 2013年1月9日（1月4日）     | 978-4-08-870705-1 |
| 2    | 終わりのセラフ 2                | 2013年5月7日（5月2日）     | 978-4-08-870673-3 |
| 3    | 終わりのセラフ 3                | 2013年9月9日（9月4日）     | 978-4-08-870814-0 |
| 4    | 終わりのセラフ 4                | 2014年1月9日（1月4日）     | 978-4-08-870897-3 |
| 5    | 終わりのセラフ 5                | 2014年5月7日（5月2日）     | 978-4-08-880063-9 |
| 6    | 終わりのセラフ 6                | 2014年9月9日（9月4日）     | 978-4-08-880180-3 |
| 7    | 終わりのセラフ 7                | 2015年1月9日（1月5日）     | 978-4-08-880283-1 |
| 8    | 終わりのセラフ 8                | 2015年4月8日（4月3日）     | 978-4-08-880339-5 |
| 8    | 終わりのセラフ 8 ドラマCD同梱版 | 2015年4月8日（4月3日）     | 978-4-08-908241-6 |
| 9    | 終わりのセラフ 9                | 2015年9月9日（9月4日）     | 978-4-08-880472-9 |
| 10   | 終わりのセラフ 10               | 2015年12月9日（12月4日）   | 978-4-08-880503-0 |
| 11   | 終わりのセラフ 11               | 2016年5月7日（5月2日）     | 978-4-08-880677-8 |
| 12   | 終わりのセラフ 12               | 2016年9月7日（9月2日）     | 978-4-08-880781-2 |
| 13   | 終わりのセラフ 13               | 2016年12月31日（12月31日） | 978-4-08-880892-5 |
| 14   | 終わりのセラフ 14               | 2017年5月7日（5月2日）     | 978-4-08-881079-9 |
| 15   | 終わりのセラフ 15               | 2017年11月7日（11月2日）   | 978-4-08-881150-5 |
| 16   | 終わりのセラフ 16               | 2018年4月9日（4月4日）     | 978-4-08-881406-3 |
| 17   | 終わりのセラフ 17               | 2018年10月9日（10月4日）   | 978-4-08-881594-7 |
| 18   | 終わりのセラフ 18               | 2019年3月9日（3月4日）     | 978-4-08-881768-2 |
| 19   | 終わりのセラフ 19               | 2019年9月9日（9月4日）     | 978-4-08-882061-3 |
| 20   | 終わりのセラフ 20               | 2020年2月9日（2月4日）     | 978-4-08-882210-5 |
| 21   | 終わりのセラフ 21               | 2020年6月9日（6月4日）     | 978-4-08-882321-8 |
| 22   | 終わりのセラフ 22               | 2020年10月7日（10月2日）   | 978-4-08-882440-6 |
| 23   | 終わりのセラフ 23               | 2021年2月9日（2月4日）     | 978-4-08-882556-4 |
| 24   | 終わりのセラフ 24               | 2021年6月9日（6月4日）     | 978-4-08-882678-3 |
| 25   | 終わりのセラフ 25               | 2021年10月9日（10月4日）   | 978-4-08-882812-1 |
| 26   | 終わりのセラフ 26               | 2022年2月9日（2月4日）     | 978-4-08-883025-4 |
| 27   | 終わりのセラフ 27               | 2022年6月8日（6月3日）     | 978-4-08-883131-2 |
| 28   | 終わりのセラフ 28               | 2022年10月9日（10月4日）   | 978-4-08-883267-8 |
| 29   | 終わりのセラフ 29               | 2023年2月8日（2月3日）     | 978-4-08-883379-8 |
| 30   | 終わりのセラフ 30               | 2023年7月9日（7月4日）     | 978-4-08-883623-2 |
| 31   | 終わりのセラフ 31               | 2023年11月7日（11月2日）   | 978-4-08-883694-2 |
| 32   | 終わりのセラフ 32               | 2024年4月9日（4月4日）     | 978-4-08-883889-2 |
| 33   | 終わりのセラフ 33               | 2024年10月9日（10月4日）   | 978-4-08-884217-2 |
| 34   | 終わりのセラフ 34               | （2025年4月4日）           | 978-4-08-884532-6 |

- 鏡貴也・山本ヤマト・降矢大輔（原案・監修） / アオキタレン（作画） 『せらぷち！〜終わりのセラフ4コマ編〜』 集英社〈ジャンプコミックス〉、全1巻

| 巻数 | タイトル                              | 発売日            | ISBN              |
| ---- | ------------------------------------- | ----------------- | ----------------- |
| 1    | せらぷち！〜終わりのセラフ4コマ編〜 1 | 2015年12月4日発売 | 978-4-08-880513-9 |

- 鏡貴也（原作） / 浅見よう（作画） / 山本ヤマト（キャラクター原案） 『終わりのセラフ 一瀬グレン、16歳の破滅』 講談社〈講談社コミックス月刊マガジン〉、全12巻

| 巻数 | タイトル                                 | 発売日         | ISBN              |
| ---- | ---------------------------------------- | -------------- | ----------------- |
| 1    | 終わりのセラフ 一瀬グレン、16歳の破滅 1  | 2017年11月2日  | 978-4-06-392610-1 |
| 2    | 終わりのセラフ 一瀬グレン、16歳の破滅 2  | 2018年4月4日   | 978-4-06-511189-5 |
| 3    | 終わりのセラフ 一瀬グレン、16歳の破滅 3  | 2018年8月3日   | 978-4-06-512362-1 |
| 4    | 終わりのセラフ 一瀬グレン、16歳の破滅 4  | 2018年11月30日 | 978-4-06-513828-1 |
| 5    | 終わりのセラフ 一瀬グレン、16歳の破滅 5  | 2019年5月2日   | 978-4-06-515557-8 |
| 6    | 終わりのセラフ 一瀬グレン、16歳の破滅 6  | 2019年9月4日   | 978-4-06-517099-1 |
| 7    | 終わりのセラフ 一瀬グレン、16歳の破滅 7  | 2020年2月4日   | 978-4-06-518613-8 |
| 8    | 終わりのセラフ 一瀬グレン、16歳の破滅 8  | 2020年6月4日   | 978-4-06-520095-7 |
| 9    | 終わりのセラフ 一瀬グレン、16歳の破滅 9  | 2020年11月4日  | 978-4-06-521423-7 |
| 10   | 終わりのセラフ 一瀬グレン、16歳の破滅 10 | 2020年11月4日  | 978-4-06-522261-4 |
| 11   | 終わりのセラフ 一瀬グレン、16歳の破滅 11 | 2021年8月4日   | 978-4-06-524135-6 |
| 12   | 終わりのセラフ 一瀬グレン、16歳の破滅 12 | 2022年3月4日   | 978-4-06-526465-2 |

### 小説
- 鏡貴也（著） / 山本ヤマト（イラスト） 『終わりのセラフ 一瀬グレン、16歳の破滅』 講談社〈講談社ラノベ文庫〉、全7巻

| 巻数 | タイトル                                                  | 初版発行日（発売日）       | ISBN              |
| ---- | --------------------------------------------------------- | -------------------------- | ----------------- |
| 1    | 終わりのセラフ 一瀬グレン、16歳の破滅1                    | 2013年1月4日（同日）       | 978-4-06-375279-3 |
| 2    | 終わりのセラフ 一瀬グレン、16歳の破滅2                    | 2013年7月2日（同日）       | 978-4-06-375311-0 |
| 3    | 終わりのセラフ 一瀬グレン、16歳の破滅3                    | 2014年1月31日（同日）      | 978-4-06-375354-7 |
| 4    | 終わりのセラフ 一瀬グレン、16歳の破滅4                    | 2014年7月2日（同日）       | 978-4-06-375396-7 |
| 5    | 終わりのセラフ 一瀬グレン、16歳の破滅5                    | 2015年4月2日（同日）       | 978-4-06-381451-4 |
| 6    | 終わりのセラフ 一瀬グレン、16歳の破滅6                    | 2015年10月31日（10月30日） | 978-4-06-381491-0 |
| 6    | 終わりのセラフ 一瀬グレン、16歳の破滅6 ドラマCD付き限定版 | 2015年10月31日（10月30日） | 978-4-06-358784-5 |
| 7    | 終わりのセラフ 一瀬グレン、16歳の破滅7                    | 2016年12月2日（同日）      | 978-4-06-381572-6 |

- 鏡貴也（著） / 浅見よう（イラスト） 『終わりのセラフ 一瀬グレン、19歳の世界再誕』 講談社〈講談社ラノベ文庫〉、既刊2巻（2018年11月30日現在）

| 巻数 | タイトル                                   | 初版発行日（発売日）   | ISBN              |
| ---- | ------------------------------------------ | ---------------------- | ----------------- |
| 1    | 終わりのセラフ 一瀬グレン、19歳の世界再誕1 | 2017年12月27日（同日） | 978-4-06-381636-5 |
| 2    | 終わりのセラフ 一瀬グレン、19歳の世界再誕2 | 2018年11月30日（同日） | 978-4-06-514385-8 |

- 鏡貴也（著） / 山本ヤマト（イラスト） 『終わりのセラフ 吸血鬼ミカエラの物語』 集英社〈ジャンプ ジェイ ブックス〉、既刊2巻（2016年5月2日現在）

| 巻数 | タイトル                              | 発売日            | ISBN              |
| ---- | ------------------------------------- | ----------------- | ----------------- |
| 1    | 終わりのセラフ 吸血鬼ミカエラの物語 1 | 2015年12月4日発売 | 978-4-08-703358-8 |
| 2    | 終わりのセラフ 吸血鬼ミカエラの物語 2 | 2016年5月2日発売  | 978-4-08-703395-3 |

### 関連書籍
- 公式ファンブック 『終わりのセラフ 8.5』 集英社〈ジャンプコミックス〉、2015年6月4日発売[99]、ISBN 978-4-08-880527-6
- 『終わりのセラフ テレビアニメ公式ファンブック108-HYAKUYA-』 集英社〈ジャンプコミックス〉、2015年12月4日発売[100]、ISBN 978-4-08-880698-3

## ヴォイスコミック
集英社のヴォイスコミック「VOMIC」として、ジャンプ専門情報番組『サキよみ ジャンBANG!』にて2013年2月に原作第1話、2013年8月に原作第2話にあたるストーリーが放送され、2013年3月からVOMIC公式サイトで配信された。

## テレビアニメ
2015年4月より6月まで、TOKYO MX・MBS・テレビ愛知・BS11・AT-X・テレ朝チャンネル1にて第1クールが放送された。同年10月から12月まで第2クール「名古屋決戦編」（なごやけっせんへん）が放送された。放送開始の1週間前に、第1クールの総集編『特別編 The Beginning of the End』を放送した。
第1クール放送開始日の2015年4月4日には、朝日新聞朝刊15段に東京本社版・大阪本社版・名古屋本社版でそれぞれ別デザインの1面広告が掲載された。
ストーリー展開は漫画版を基本とした内容となっているが、漫画連載開始初期からアニメ化が水面下で進行していたこともあり、鏡が事前に漫画用原作を連載に先行して相当量書き溜めたものを基に、脚本担当である瀬古が全24話分を執筆する形で構築している。アニメの公式サイトには英訳も併記されている。
名古屋行きの前日譚となるオリジナルエピソード「吸血鬼シャハル」が、2015年11月に開催されたジャンプスペシャルアニメフェスタ2015にて上映され、2016年5月22日発売のコミックス第11巻アニメDVD同梱版に収録された。

### スタッフ
- 原作 - 鏡貴也、山本ヤマト、降矢大輔
- 監督 - 徳土大介[104]
- 副監督 - 肥塚正史[104]
- シリーズ構成・脚本 - 瀬古浩司[104]
- キャラクターデザイン - 門脇聡[104]
- サブキャラクターデザイン - 山田歩、胡拓磨、ヒラタリョウ（第2クール）
- プロップデザイン - 胡拓磨
- イメージボード - 品川宏樹[104]
- 色彩設定 - 沼畑富美子
- 美術監督 - 吉岡誠子
- 美術設定 - 藤井一志
- 撮影監督 - 赤松康裕（第1クール）、頓所信二（第2クール）
- 3D監督 - さいとうつかさ
- 2Dワークス - 荒木宏文
- 編集 - 宇都宮正記
- 音響監督 - 鶴岡陽太
- 音楽プロデュース - 澤野弘之
- 音楽 - 澤野弘之、和田貴史、橘麻美、白石めぐみ
- 音楽制作 - 堀口泰史
- チーフプロデューサー - 上田耕行、足立聡史
- プロデューサー - 服部健太郎、杉本美佳・小玉慶太（第1クール）、大山礼子、和田丈嗣
- アニメーションプロデューサー - 中武哲也
- アニメーション制作 - WIT STUDIO[104]
- 製作 - 終わりのセラフ製作委員会（NBCユニバーサル・エンターテイメント、集英社、WIT STUDIO）

### 主題歌
「X.U.」
第1クールオープニングテーマ。作詞はBenjamin&mpi、作曲・編曲は澤野弘之、歌はSawanoHiroyuki[nZk]:Gemie。
「Two souls -toward the truth-」
第2クールオープニングテーマ。作詞・作曲・編曲は八木沼悟志、歌はfripSide。
「scaPEGoat」
第1クールエンディングテーマ。作詞は澤野弘之&Benjamin&mpi、作曲・編曲は澤野弘之、歌はSawanoHiroyuki[nZk]:Yosh。
「オラリオン」
第2クールエンディングテーマ。作詞・歌はやなぎなぎ、作曲・編曲は藤間仁。
「My Foolish Heart」
第3・12・23話挿入歌。ネッド・ワシントンとVictor Youngによる同名の曲をBill Evans Trioが演奏している。

### オリジナル・サウンドトラック
| タイトル                                                                                           | 発売日        | 規格品番  |
| -------------------------------------------------------------------------------------------------- | ------------- | --------- |
| 澤野弘之、和田貴史、橘麻美、白石めぐみ「終わりのセラフ オリジナル・サウンドトラック」              | 2015年7月15日 | GNCA-1444 |
| 澤野弘之、和田貴史、橘麻美、白石めぐみ「終わりのセラフ 名古屋決戦編 オリジナル・サウンドトラック」 | 2016年1月27日 | GNCA-1445 |

### 各話リスト
| 話数      | サブタイトル       | コンテ                   | 演出                                  | 作画監督                                                                      | 総作画監督 |           |           |           |
| 第1クール | 第1クール          | 第1クール                | 第1クール                             | 第1クール                                                                     | 第1クール  | 第1クール | 第1クール | 第1クール |
| --------- | ------------------ | ------------------------ | ------------------------------------- | ----------------------------------------------------------------------------- | ---------- | --------- | --------- | --------- |
| 第1話     | 血脈のセカイ       | 徳土大介                 | 徳土大介                              | 加藤美穂、杉崎由佳                                                            | 門脇聡     |           |           |           |
| 第2話     | 破滅後のニンゲン   | 宮地☆昌幸                | 肥塚正史                              | 山田歩 胡拓磨（アクション）                                                   | 山田歩     |           |           |           |
| 第3話     | 心に棲むオニ       | ところともかず 徳土大介  | ところともかず                        | 竹田逸子 胡拓磨（アクション）                                                 | 門脇聡     |           |           |           |
| 第4話     | 吸血鬼ミカエラ     | 高岡じゅんいち           | 高岡じゅんいち                        | 高岡じゅんいち、原修一 松尾真彦、豊田桂祐、山本真理子                         | 山田歩     |           |           |           |
| 第5話     | 黒鬼とのケイヤク   | 大原実 城紀史 吉成鋼     | 松下周平                              | 磯野智                                                                        | 門脇聡     |           |           |           |
| 第6話     | 新しいカゾク       | 肥塚正史                 | 安食圭                                | 富田恵美、竹田逸子、安食圭                                                    | 山田歩     |           |           |           |
| 第7話     | 三葉のチーム       | 宮地☆昌幸                | 若野哲也                              | 加藤美穂、杉崎由佳、胡拓磨 庄田英興、夏瀬悠季、管振宇 胡拓磨（アクション）    | 門脇聡     |           |           |           |
| 第8話     | 殲滅のハジマリ     | 平川哲生                 | 宇都宮正記 青柳宏宜                   | 原修一、松尾真彦、井川麗奈 本村晃一、山田歩                                   | 山田歩     |           |           |           |
| 第9話     | 襲撃のヴァンパイア | 岩瀧智                   | 二宮壮史                              | ふかざわまなぶ、二宮壮史 山本真理子 柳隆太（エフェクト）                      | 門脇聡     |           |           |           |
| 第10話    | 選択のケッカ       | 室井ふみえ 肥塚正史      | 浅見松雄                              | 管振宇、三木俊明、小澤円                                                      | 山田歩     |           |           |           |
| 第11話    | 幼馴染のサイカイ   | 宮地☆昌幸                | 森邦宏                                | 富田恵美、井川麗奈 胡拓磨、ふかざわまなぶ                                     | 門脇聡     |           |           |           |
| 第12話    | みんなツミビト     | 徳土大介 城紀史 長山延好 | 吉沢俊一                              | 加藤美穂、稲吉朝子 山田歩、原修一 三木俊明、ふかざわまなぶ 西尾知恵、二宮壮史 | 山田歩     |           |           |           |
| 第2クール |                    |                          |                                       |                                                                               |            |           |           |           |
| 第13話    | 人間のセカイ       | 宮地☆昌幸                | 若野哲也                              | 長谷川早紀                                                                    | 門脇聡     |           |           |           |
| 第14話    | 交錯するカンケイ   | 平川哲生                 | 平川哲生                              | 磯野智                                                                        | 山田歩     |           |           |           |
| 第15話    | 帝鬼軍のヤボウ     | 宮地☆昌幸                | 上野史博                              | 小林ゆかり、津熊健徳                                                          | 門脇聡     |           |           |           |
| 第16話    | 月鬼のゴウレイ     | 大原実                   | 京極義昭                              | 井川麗奈、杉崎由佳、辻智子                                                    | 山田歩     |           |           |           |
| 第17話    | 反逆するカチク     | 肥塚正史                 | 赤松康裕                              | 胡拓磨、西尾智恵、三木俊明                                                    | 門脇聡     |           |           |           |
| 第18話    | 正義のツルギ       | 金森陽子                 | 金森陽子                              | 加藤美穂、板倉健、管振宇                                                      | 山田歩     |           |           |           |
| 第19話    | 深夜とグレン       | 森邦宏                   | 森邦宏                                | 長谷川早紀、日向正樹、山中正博                                                | 門脇聡     |           |           |           |
| 第20話    | 鬼のコモリウタ     | 岩瀧智                   | 若野哲也                              | 井川麗奈、杉崎由佳 辻智子、荒井大                                             | 山田歩     |           |           |           |
| 第21話    | 裏切りのミカタ     | 京極義昭                 | 京極義昭                              | 胡拓磨、富田恵美、大杉尚広 山本裕子、管振宇 胡拓磨・片山貴仁（アクション）    | 門脇聡     |           |           |           |
| 第22話    | 優とミカ           | 宮地☆昌幸                | 松下周平                              | 加藤美穂、板倉健 本田敬一、山田歩                                             | 山田歩     |           |           |           |
| 第23話    | 傲慢なアイ         | 金森陽子 肥塚正史        | 金森陽子 河井ゆう美 肥塚正史          | 富田恵美、山本裕子 大杉尚広、門脇聡                                           | 門脇聡     |           |           |           |
| 第24話    | 終わりのセラフ     | 徳土大介                 | 河井ゆう美 京極義昭 若野哲也 徳土大介 | 井川麗奈、杉崎由佳 千葉崇明、手塚響平 胡拓磨（モンスター）                    | 山田歩     |           |           |           |

### 放送局
| 放送期間                | 放送時間                     | 放送局            | 対象地域   | 備考                                       |
| ----------------------- | ---------------------------- | ----------------- | ---------- | ------------------------------------------ |
| 2015年4月4日 - 6月20日  | 土曜 22:00 - 22:30           | TOKYO MX          | 東京都     |                                            |
| 2015年4月5日 - 6月21日  | 日曜 1:58 - 2:28（土曜深夜） | 毎日放送          | 近畿広域圏 | プロデュース協力 / 『アニメシャワー』第1部 |
| 2015年4月6日 - 6月22日  | 月曜 2:05 - 2:35（日曜深夜） | テレビ愛知        | 愛知県     |                                            |
|                         | 月曜 23:00 - 23:30           | AT-X              | 日本全域   | リピート放送あり                           |
| 2015年4月7日 - 6月23日  | 火曜 0:00 - 0:30（月曜深夜） | BS11              | 日本全域   | BS放送 / 『ANIME+』枠                      |
| 2015年4月14日 - 6月30日 |                              | テレ朝チャンネル1 | 日本全域   | CS放送 / 字幕放送                          |

| 配信期間               | 配信時間                     | 配信サイト         | 備考                            |
| ---------------------- | ---------------------------- | ------------------ | ------------------------------- |
| 2015年4月7日 - 6月23日 | 火曜 0:30 - 1:00（月曜深夜） | ニコニコ生放送     |                                 |
|                        | 火曜 0:30（月曜深夜） 更新   | Rakuten SHOWTIME   |                                 |
|                        |                              | GYAO!              | 第1話無料、第2話以降1週間無料。 |
|                        |                              | ビデオマーケット   |                                 |
|                        | 火曜 1:00（月曜深夜） 更新   | ニコニコチャンネル | 第1話無料、第2話以降1週間無料。 |
|                        | 火曜 12:00 更新              | バンダイチャンネル | 第1話無料、第2話以降1週間無料。 |
|                        |                              | dアニメストア      |                                 |
|                        |                              | アニメパス         |                                 |
|                        | 火曜 15:00 更新              | アニメ放題         |                                 |

| 放送期間                  | 放送時間                     | 放送局            | 対象地域   | 備考                                       |
| ------------------------- | ---------------------------- | ----------------- | ---------- | ------------------------------------------ |
| 2015年10月10日 - 12月26日 | 土曜 22:00 - 22:30           | TOKYO MX          | 東京都     |                                            |
| 2015年10月11日 - 12月27日 | 日曜 1:50 - 2:20（土曜深夜） | テレビ愛知        | 愛知県     |                                            |
|                           | 日曜 2:28 - 2:58（土曜深夜） | 毎日放送          | 近畿広域圏 | プロデュース協力 / 『アニメシャワー』第2部 |
|                           | 日曜 20:30 - 21:00           | AT-X              | 日本全域   | リピート放送あり                           |
| 2015年10月13日 - 12月29日 | 火曜 0:00 - 0:30（月曜深夜） | BS11              | 日本全域   | BS放送 / 『ANIME+』枠                      |
| 2015年10月20日 -          | 火曜 1:00 - 1:30（月曜深夜） | テレ朝チャンネル1 | 日本全域   | CS放送 / 字幕放送                          |

| 配信期間                  | 配信時間                     | 配信サイト         | 備考                                                              |
| ------------------------- | ---------------------------- | ------------------ | ----------------------------------------------------------------- |
| 2015年10月13日 - 12月29日 | 火曜 0:30 - 1:00（月曜深夜） | ニコニコ生放送     | 10月6日に特別編放送。                                             |
|                           | 火曜 0:30（月曜深夜） 更新   | Rakuten SHOWTIME   |                                                                   |
|                           |                              | GYAO!              | 特別編配信。期間限定無料後削除。 第13話以降1週間無料。            |
|                           |                              | ビデオマーケット   |                                                                   |
|                           |                              | dTV                |                                                                   |
|                           | 火曜 1:00（月曜深夜） 更新   | ニコニコチャンネル | 10月6日から特別編配信。期間限定無料後削除。 第13話以降1週間無料。 |
|                           | 火曜 12:00 更新              | U-NEXT             |                                                                   |
|                           |                              | バンダイチャンネル | 特別編配信。期間限定無料後削除。 第13話以降1週間無料。            |
|                           |                              | dアニメストア      |                                                                   |
|                           |                              | auアニメパス       |                                                                   |
|                           |                              | Softbankアニメ放題 |                                                                   |

### BD / DVD
| 巻 | 発売日        | 収録話          | 規格品番  | 規格品番  |
| 巻 | 発売日        | 収録話          | BD初回版  | DVD初回版 |
| -- | ------------- | --------------- | --------- | --------- |
| 1  | 2015年6月24日 | 第1話 - 第3話   | GNXA-1401 | GNBA-2401 |
| 2  | 2015年7月23日 | 第4話 - 第6話   | GNXA-1402 | GNBA-2402 |
| 3  | 2015年8月26日 | 第7話 - 第9話   | GNXA-1403 | GNBA-2403 |
| 4  | 2015年9月26日 | 第10話 - 第12話 | GNXA-1404 | GNBA-2404 |

| 巻 | 発売日         | 収録話          | 規格品番  | 規格品番  |
| 巻 | 発売日         | 収録話          | BD初回版  | DVD初回版 |
| -- | -------------- | --------------- | --------- | --------- |
| 1  | 2015年12月25日 | 第13話 - 第15話 | GNXA-1405 | GNBA-2405 |
| 2  | 2016年1月27日  | 第16話 - 第18話 | GNXA-1406 | GNBA-2406 |
| 3  | 2016年3月9日   | 第19話 - 第21話 | GNXA-1407 | GNBA-2407 |
| 4  | 2016年3月30日  | 第22話 - 第24話 | GNXA-1408 | GNBA-2408 |

### おまけアニメ
『終わらないセラフ』は、DVD&Blu-ray各巻収録の番外編ミニアニメ。監督・コンテ・演出は青柳宏宜。
| 巻数  | サブタイトル                                                                                         | 脚本     | 作画監督                  |
| 第1期 | 第1期                                                                                                | 第1期    | 第1期                     |
| ----- | --- | -------- | ------------------------- |
| 1     | 終わらないセラフ その (1)終わらないセラフ その (2)終わらないセラフ その (3)終わらないセラフ その (4) | 渡邉大輔 | 磯野智                    |
| 2     | 終わらないセラフ その (5)                                                                            | 渡邉大輔 | 磯野智                    |
| 3     | 終わらないセラフ その (6)終わらないセラフ その (7)                                                   | 渡邉大輔 | 磯野智                    |
| 4     | 終わらないセラフ その (8)終わらないセラフ その (9)                                                   | 渡邉大輔 | 磯野智                    |
| 第2期 | |          |                           |
| 1     | 終わらないセラフ 名古屋編                                                                            | 河口友美 | 石井ゆみこ                |
| 2     | 終わらないセラフ 名古屋編 2                                                                          | 河口友美 | 石井ゆみこ                |
| 3     | 終わらないセラフ 名古屋編                                                                            | 河口友美 | 石井ゆみこ、加藤美穂      |
| 4     | 終わらないセラフ 名古屋編 4                                                                          | 河口友美 | 加藤美穂、板倉健 松尾真彦 |

### WEBラジオ
『終わりのラジオ』のタイトルで、2015年2月20日から2016年1月15日まで音泉、HiBiKi Radio Station、アニメイトTVにて配信された。第10回まで隔週金曜日更新、第11回から第13回まで月1回更新、第14回から第19回まで再び隔週金曜日更新、第19回から1ヵ月後に第20回（最終回）を配信。パーソナリティは鷲崎健（日本帝鬼軍 広報担当）、アシスタントは梅原裕一郎（レーネ・シム 役）。
ゲスト
- 第01回：入野自由（百夜優一郎 役）
- 第02回：小野賢章（百夜ミカエラ 役）
- 第03回：中村悠一（一瀬グレン 役）
- 第04回：岡本信彦（早乙女与一 役）・石川界人（君月士方 役）・櫻井孝宏（フェリド・バートリー 役）
  - 2015年3月22日に行われたAnimeJapan内のNBCユニバーサルブース、およびGREENステージでの公開録音の模様を放送。

- 第05回：早見沙織（柊シノア 役）
- 第06回：井口裕香（三宮三葉 役）
- 第07回：石川界人（君月士方 役）
- 第08回：岡本信彦（早乙女与一 役）
- 第11回：永塚拓馬（ラクス・ウェルト 役）
- 第14回：悠木碧（クルル・ツェペシ 役）
- 第15回：種﨑敦美（花依小百合 役）
- 第16回：前野智昭（柊暮人 役）
- 第17回：鈴木達央（柊深夜 役）
- 第18回：鈴木勝大（『「終わりのセラフ」The Musical』百夜ミカエラ 役）
  - 2015年11月23日にJ-WORLD TOKYOにて行われた公開録音の模様を放送。

- 第20回：鏡貴也（原作者）

ラジオCD
| Vol. | 発売日        | アーカイブ    | 商品番号       | 備考                     |
| ---- | ------------- | ------------- | -------------- | ------------------------ |
| 1    | 2015年9月30日 | 第1回 - 第8回 | TBZR-0464/0465 | 新規撮りおろしラジオ収録 |

### せらぷち！〜終わりのセラフ4コマ編〜
テレビアニメ化記念による公式スピンオフ漫画。登場人物達をちびキャラにした4コマ形式のギャグ漫画となっている。原案・監修：鏡貴也 / 山本ヤマト / 降矢大輔、漫画：アオキタレン、協力：終わりのセラフ製作委員会。『ジャンプSQ.19』（集英社）にてVol.17からVol.18まで連載された後、本誌の『ジャンプスクエア』（集英社）に掲載誌を移し、2015年5月号から連載中。

## ゲーム
どちらも発売元はバンダイナムコエンターテインメント。
終わりのセラフ 運命の始まり
2015年12月17日にPlayStation Vita用ソフトとして発売。
終わりのセラフ BLOODY BLADE
スマートフォン向けのゲームアプリとして2015年9月28日より配信開始。現在は配信終了。

## 舞台
『「終わりのセラフ」 The Musical』（おわりのセラフ ザ ミュージカル）のタイトルで、2016年2月4日〜2月11日にAiiA 2.5 Theater Tokyoにて上演。脚本・演出は赤澤ムックが担当。
キャスト
- 百夜優一郎 - 佐野岳
- 百夜ミカエラ - 鈴木勝大
- 一瀬グレン - 小野健斗
- 三宮三葉 - 美山加恋
- 君月士方 - 水石亜飛夢
- 早乙女与一 - 橋本真一
- 柊シノア - 甲斐千尋
- 阿朱羅丸 - 知念紗耶
- クルル・ツェペシ - 永尾まりや
- フェリド・バートリー - 中村誠治郎
- その他 - 休徳竜也、西岡寛修、南條良輔、松ヶ谷ほのか、平井琴望、渡邉南

## コラボキャンペーン
2015年8月からJR東日本リテールネットが運営するNewDays・BOOK EXPRESSとのコラボキャンペーンが開催された。同店舗限定商品の販売・イベントの他、コミックマーケット開催期間中および大崎駅と池袋駅でのみ展開された限定販売イベントなども行われた。
2016年2月から同年4月の期間キャラウムカフェ池袋店とコラボキャンペーン（予約制）が開催されていた。